# Niedersachsen
Niedersachsen [ˈniːdɐzaksn̩] ⓘ (niederdeutsch Neddersassen, saterfriesisch Läichsaksen, Landescode NI, Abkürzung Nds.) ist ein Land im mittleren Nordwesten der Bundesrepublik Deutschland. Es entstand nach dem Zweiten Weltkrieg durch die Vereinigung des Landes Hannover mit den Freistaaten Braunschweig, Oldenburg und Schaumburg-Lippe.
Das heutige Flächenland Niedersachsen steht mit rund 47.700 Quadratkilometern unter den 16 deutschen Ländern auf dem zweiten Platz hinter Bayern und nimmt bei einer Einwohnerzahl von rund acht Millionen in dieser Hinsicht Platz vier ein. Neben der Landeshauptstadt Hannover gibt es sechs weitere Großstädte: Braunschweig, Oldenburg, Osnabrück, Wolfsburg, Göttingen und Salzgitter. Die Ballungsräume von Bremen und Hamburg reichen weit nach Niedersachsen hinein.

## Geographie

### Geographische Lage
Niedersachsen hat im Norden eine natürliche Begrenzung durch die Nordsee und den Unterlauf und unteren Mittellauf der Elbe. Ausgenommen von dieser Einordnung sind das Amt Neuhaus, welches nordöstlich des Flusses liegt, und die südelbischen Teile Hamburgs. Als Enklave vom Landesgebiet umgeben ist das aus den Städten Bremen und Bremerhaven bestehende Land Bremen, das zusammen mit der Umgebung die Metropolregion Nordwest bildet. Im Südosten verläuft die Landesgrenze durch das Mittelgebirge des Harzes. Der Nordosten und der Westen – insgesamt rund drei Viertel der Landesfläche – gehören zur Norddeutschen Tiefebene, der Süden zum Niedersächsischen Bergland mit dem Weserbergland, Leinebergland, Schaumburger Land, Braunschweiger Land, Untereichsfeld, Elm und Lappwald. Im Nordosten Niedersachsens liegen die Lüneburger Heide und das von der Stader Geest dominierte Elbe-Weser-Dreieck. Während dort ärmere Sandböden der Geest vorherrschen, finden sich im mittleren Osten und Südosten in der Lössbördenzone ertragreiche Böden mit hoher natürlicher Fruchtbarkeit. Unter diesen Voraussetzungen (lehm- und sandhaltige Böden) gilt das Land landwirtschaftlich als gut erschlossen. Im Westen liegen die Grafschaft Bentheim, das Osnabrücker Land, das Emsland, das Oldenburger Land, das Ammerland, das Oldenburger Münsterland und – an der Küste – Ostfriesland.
Der tiefste Geländepunkt ist mit rund zweieinhalb Metern unter dem Meeresspiegel eine Senke bei Freepsum in Ostfriesland. Der höchste Berg Niedersachsens ist der Wurmberg im Harz mit 971 m ü. NN. Die meisten Berge und Hügel sind im Südosten des Landes zu finden.
Der Siedlungs- und Wirtschafts-Schwerpunkt und der infrastrukturelle Schwerpunkt des Bundeslandes befindet sich im Bereich der Städte Stadthagen – Hannover mit Region Hannover – Celle – Braunschweig – Wolfsburg – Hildesheim – Salzgitter. Sie bilden mit dem in Südniedersachsen liegenden Göttingen den Kern der Metropolregion Hannover-Braunschweig-Göttingen-Wolfsburg.
Im Westen befindet sich die Grenze zum Königreich der Niederlande.

### Landesteile

#### Großbereiche
Niedersachsen weist eine deutliche regionale Gliederung auf, die sich sowohl an landschaftlichen Gegebenheiten als auch an historischen, traditionell-konfessionellen und kulturellen Entwicklungslinien manifestiert. In den früher eigenständigen deutschen Ländern Braunschweig, Hannover, Oldenburg, Schaumburg-Lippe und dem ehemaligen bis 1803 reichsunmittelbaren Hochstift Osnabrück, insbesondere in deren Kerngebieten, findet man bis heute häufig einen ausgeprägten Lokalpatriotismus vor, ebenso in Ostfriesland, der Grafschaft Bentheim und in den traditionell römisch-katholisch geprägten Regionen Emsland, Eichsfeld und Oldenburger Münsterland. Im Umland der Hansestädte Bremen und Hamburg dominiert dagegen häufiger eine Orientierung in Richtung dieser Zentren. Die heutigen Metropolregionen, die sich auf niedersächsischem Gebiet befinden, tragen der im Alltag relevanten regional vorherrschenden Orientierung Rechnung, die sich beispielsweise in Form von wirtschaftlicher Zusammenarbeit und Pendlerströmen äußert.

#### Regionale Vielfalt
Die verschiedenen Regionen und vielfältigen Landschaftsformen – vom Harz bis zur Küste – sind charakteristisch für das Land. Niedersachsen kann nicht auf eine jahrhundertelange zusammenhängende Landesgeschichte zurückblicken, trotzdem bemüht man sich von vielen Seiten, Trennendes nicht in den Vordergrund treten zu lassen, sondern stattdessen im Laufe der Zeit daraus eine Stärke des Landes zu entwickeln und Niedersachsen dadurch eine Identität zu verleihen.

#### Frühere Verwaltungs- und Regierungsbezirke
Noch heute orientieren sich die Einzugsbereiche vieler kirchlicher und gesellschaftlicher Institutionen, Grenzen von Handels- und Handwerkskammern und kultureller Einrichtungen an den historischen Gebieten, die bis 1978 in Form von Verwaltungs- und Regierungsbezirken bestanden und aktuell in den Landschaften und Landschaftsverbänden fortbestehen. Auf den nach 1978 durch Zusammenlegungen entstandenen vergrößerten Regierungsbezirken basiert der Einzugsbereich der heutigen Regionalbeauftragten der Landesregierung. Auch die NUTS-2-Regionen in Niedersachsen entsprechen den ehemaligen Regierungsbezirken Niedersachsens.

### Nachbarländer
Niedersachsen ist mit seinen neun Nachbarn Bremen, Hamburg, Schleswig-Holstein, Mecklenburg-Vorpommern, Brandenburg, Sachsen-Anhalt, Thüringen, Hessen und Nordrhein-Westfalen das Land mit den meisten Anrainern.

Deutsch-Niederländische Grenzfrage

Niedersachsen hat außerdem eine Grenze zu den niederländischen Provinzen Overijssel, Drenthe und Groningen. Im Bereich der Emsmündung ist der genaue Grenzverlauf zwischen Deutschland und den Niederlanden völkerrechtlich nicht genau festgelegt. Zwar einigten sich die beiden Staaten im Vertrag zwischen der Bundesrepublik Deutschland und dem Königreich der Niederlande über die Regelung der Zusammenarbeit in der Emsmündung vom 8. April 1960 auf eine gute partnerschaftliche Zusammenarbeit, jedoch kommt es in Detailfragen immer wieder zu Differenzen, zuletzt zum Beispiel um die Genehmigung von geplanten Offshore-Windparks.
Auch der Grenzverlauf in der Elbmündung ist mit Schleswig-Holstein umstritten.

### Gewässer

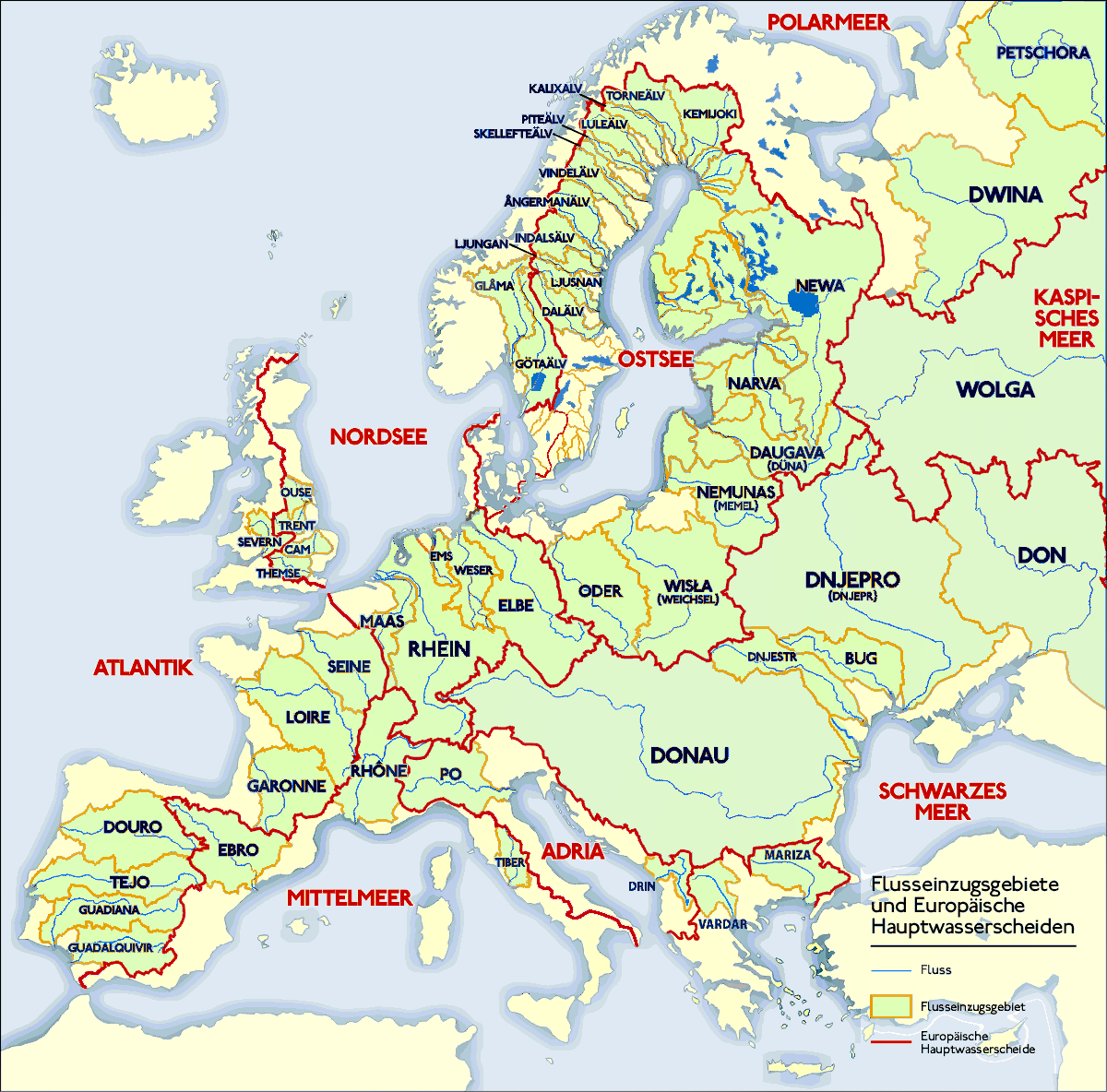
Europäische Wasserscheiden

#### Flüsse
Alle Flüsse fließen direkt oder indirekt in die Nordsee. Man unterscheidet die drei Einzugsgebiete von Ems, Weser und Elbe. Lediglich die Flüsse Vechte, Harle, Jade und Maade sowie einige weitere Marschengewässer, die direkt in die Nordsee entwässern, gehören keinem der vorgenannten Einzugsgebiete an.

#### Kanäle
Niedersachsen hat im Norden den Ems-Jade-Kanal und den Elbe-Weser-Kanal, im Osten den Elbe-Seitenkanal, im Süden den Mittellandkanal, den Stichkanal Salzgitter, den Stichkanal Hildesheim und den Stichkanal Hannover-Linden sowie im Westen den Dortmund-Ems-Kanal, den Küstenkanal und den Stichkanal Osnabrück.
Zudem befindet sich im Westen das Linksemsische Kanalnetz.

#### Seen
Niedersachsen ist reich an natürlichen Seen, die in der Regel nur eine geringe durchschnittliche Tiefe haben. Der größte See ist das Steinhuder Meer mit einer Fläche von 29,1 km², gefolgt vom Dümmer mit 13,5 km² und dem Zwischenahner Meer mit 5,5 km². Viertgrößter See ist das Große Meer in Ostfriesland mit 2,89 km².
Über den niedersächsischen Badegewässer-Atlas kann man verschiedene Informationen zu den rund 280 Badegewässern finden. Neben der Badegewässerqualität findet man auch Informationen über die Lage und die Infrastruktur wie zum Beispiel Parkplätze, sanitäre Anlagen oder Badeaufsicht. Die Badegewässerqualität wird auf Grundlage der Überwachungsergebnisse der letzten vier Badesaisons bestimmt. Jedes Badegewässer erhält dementsprechend eine Qualitätskategorie von „ausgezeichnet“ bis „mangelhaft“.

#### Talsperren

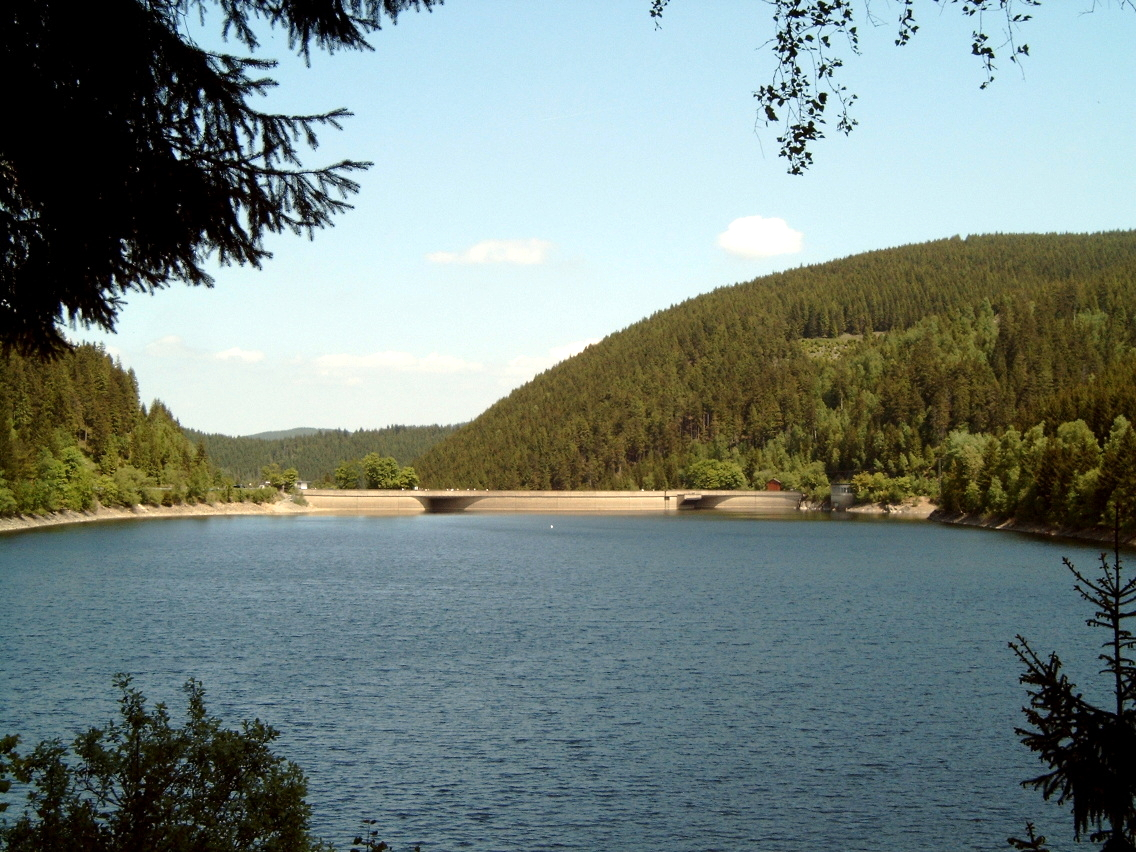
Okertalsperre

Es gibt 86 Talsperren, die vom Niedersächsischen Landesbetrieb für Wasserwirtschaft, Küsten- und Naturschutz (NLWKN) überwacht werden. In dieser Gesamtzahl sind gemäß der Talsperrendefinition auch etwa 30 Oberharzer Stauteiche der Oberharzer Teiche enthalten, die einen wesentlichen Teil des Oberharzer Wasserregals darstellen. Das Oberharzer Wasserregal gilt als das weltweit bedeutendste vorindustrielle Wasserwirtschaftssystem des Bergbaus und wurde 2010 zum UNESCO-Weltkulturerbe erklärt.
Die meisten niedersächsischen Talsperren befinden sich im Harz, der zu den niederschlagsreichsten Gegenden in Deutschland zählt. 78 Talsperren befinden sich in den Gewässereinzugsgebieten von Oker, Innerste, Rhume, Leine und Aller. In den Gewässereinzugsgebieten von Ems, Hase und Hunte gibt es fünf Sperren, im Bereich der Ilmenau liegen zwei Sperren, nur eine Talsperre existiert im niedersächsischen Gewässereinzugsgebiet der Weser. Die Talsperren werden sowohl für die Trinkwassergewinnung, als auch für den Hochwasserschutz genutzt.
Die größte Talsperre in Niedersachsen ist die Okertalsperre mit einem Speichervolumen von 47,4 Millionen Kubikmetern. Die älteste Talsperre ist die Thülsfelder Talsperre im Landkreis Cloppenburg, die von 1924 bis 1927 errichtet wurde.

### Flächennutzung
Rund 82 Prozent der Fläche des Landes Niedersachsen bestehen aus Wald- und Landwirtschaftsflächen. Die Gebäude-, Frei- und Verkehrsflächen nehmen einen Anteil von rund zwölf Prozent ein. Die gesamte weitere Flächennutzung kann der folgenden Tabelle entnommen werden:
| Flächennutzung im Jahre 2016 | Fläche in km² | Prozent |
| ---------------------------- | ------------- | ------- |
| Landwirtschaftsflächen       | 28.599        | 60,9    |
| Waldflächen                  | 10.339        | 21,6    |
| Gebäude- und Freiflächen     | 03.475        | 07,3    |
| Verkehrsflächen              | 02.429        | 05,1    |
| Wasserflächen                | 01.119        | 02,3    |
| Erholungsflächen             | 00.436        | 00,9    |
| Betriebsflächen              | 00.323        | 00,8    |
| Flächen anderer Nutzung      | 00.909        | 01,9    |
| Gesamtfläche                 | 47.613        | 100,00  |

#### Landschaftsschutzgebiete

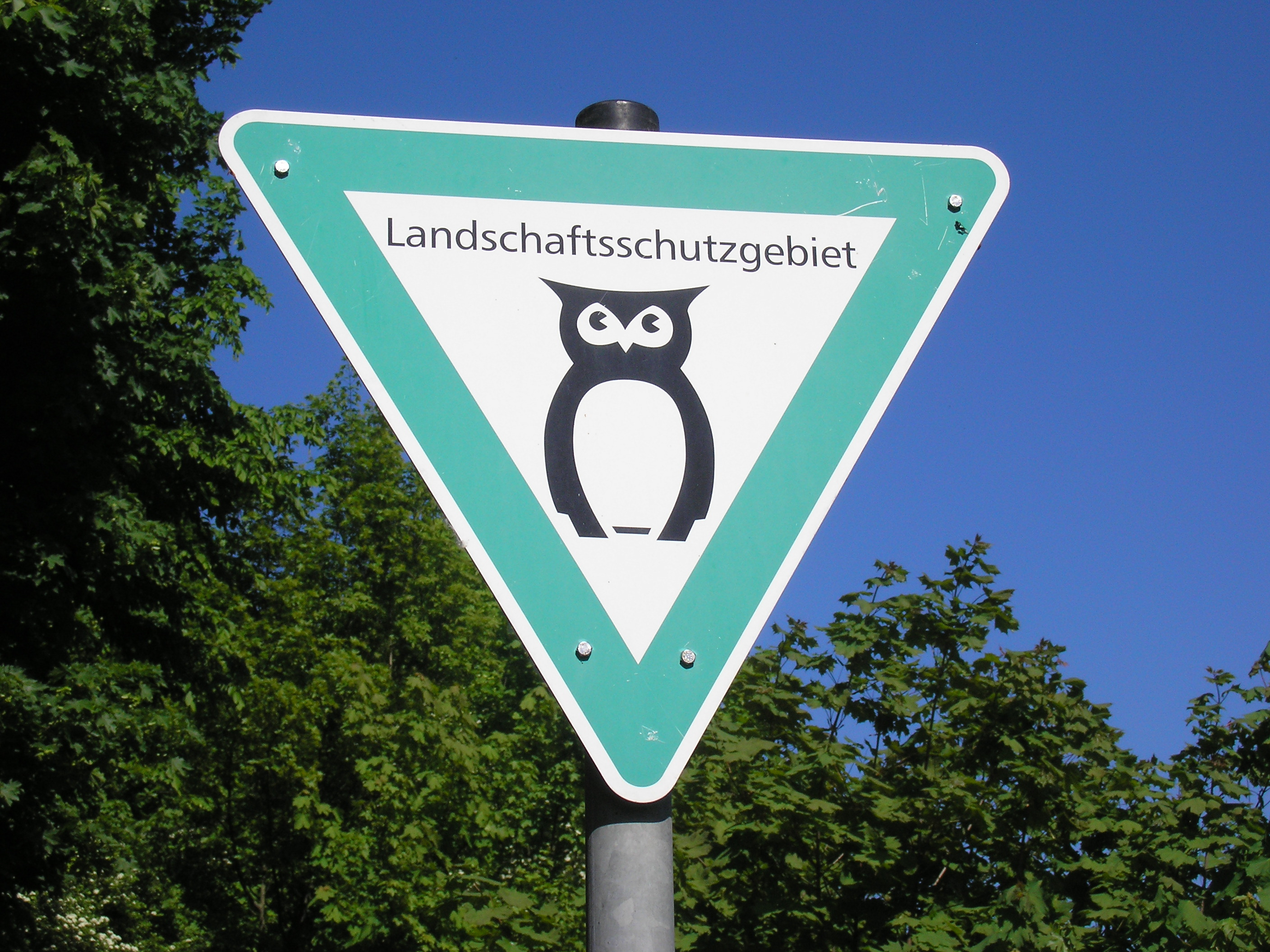
Landschaftsschutzgeb.
Naturschutzgebiet
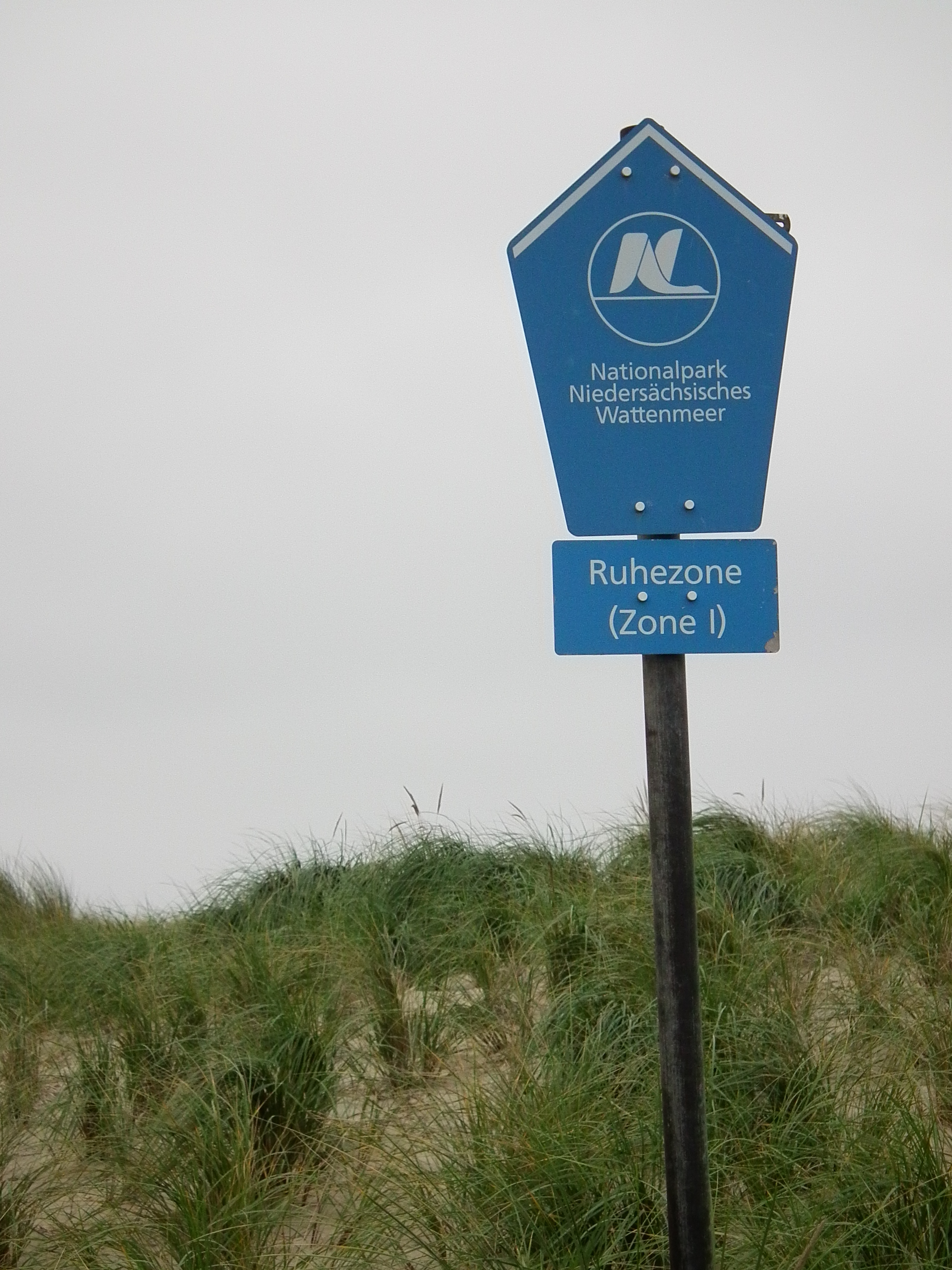
Nationalpark

Ende 2011 gab es in Niedersachsen 1.272 Landschaftsschutzgebiete mit einer Gesamtfläche von 9.857 Quadratkilometern. Das sind 18,58 Prozent der Gesamtfläche von Niedersachsen. Die größten Landschaftsschutzgebiete sind das Landschaftsschutzgebiet Südheide mit 43.775 Hektar, das Landschaftsschutzgebiet Harz im Landkreis Goslar mit 39.018 Hektar sowie das Landschaftsschutzgebiet Elbhöhen-Drawehn mit 37.105 Hektar.

#### Naturschutzgebiete
Weiterhin bestanden Ende 2011 772 Naturschutzgebiete mit einer Fläche von 1.988 Quadratkilometern, was einem Anteil von 3,75 Prozent an der Gesamtfläche Niedersachsens entsprach. Das größte Naturschutzgebiet ist das Naturschutzgebiet Lüneburger Heide mit 23.437 Hektar, gefolgt von dem Naturschutzgebiet Borkum Riff mit 10.000 Hektar und dem Naturschutzgebiet Esterweger Dose mit 4.747 Hektar. Das Naturschutzgebiet Lüneburger Heide ist auch das älteste Naturschutzgebiet in Niedersachsen. Es wurde bereits am 12. Januar 1922 unter Schutz gestellt.

#### Naturparks
Niedersachsen weist außerdem 13 Naturparks mit einer Fläche von zusammen 937.721 Hektar aus. Das sind 17,68 Prozent der Landesfläche. Es sind die Naturparks Bourtanger Moor-Bargerveen, Dümmer, Elm-Lappwald, Harz, Lüneburger Heide, Münden, Solling-Vogler, Steinhuder Meer, Südheide, Terra.vita, Wendland.Elbe, Weserbergland und Wildeshauser Geest. Größter Naturpark ist die Wildeshauser Geest mit 155.400 Hektar.

#### Nationalparks
Zum Schutze des Ökosystems und zur Erholung reiht sich Niedersachsen mit dem Nationalpark Niedersächsisches Wattenmeer (345.800 ha) in eine fast durchgängige Kette von Schutzgebieten des Wattenmeers zwischen Blåvandshuk (Dänemark) bis Den Helder (Niederlande) ein. Zusammen mit Sachsen-Anhalt wurde der Nationalpark Harz (ca. 15.800 ha in Niedersachsen und 8.900 ha in Sachsen-Anhalt) mit seinen ausgedehnten Waldgebieten und Mooren ebenso als deutscher Nationalpark ausgewiesen.

### Klima
Niedersachsen gehört zur gemäßigten Klimazone Mitteleuropas im Bereich der Westwindzone und befindet sich im Übergangsbereich zwischen dem maritimen Klima in Westeuropa und dem kontinentalen Klima in Osteuropa. Dieser Übergang macht sich innerhalb des Landes deutlich bemerkbar: Während der Nordwesten ein atlantisches (Nordseeküste) bis subatlantisches Klima mit im Jahresverlauf vergleichsweise geringer Temperaturamplitude und einem Wasserbilanzüberschuss aufweist, wird das Klima nach Südosten hin zunehmend kontinentaler beeinflusst. Dies wird an stärkeren Temperaturunterschieden zwischen Sommer- und Winterhalbjahr sowie an geringeren und jahreszeitlich ungleich verteilten Niederschlägen deutlich. Am stärksten ist diese subkontinentale Färbung im Wendland, im Weserbergland (Hameln bis Göttingen) und im Raum Helmstedt ausgeprägt. Im Harz sind die höchsten Niederschläge zu verzeichnen, da der niedersächsische Teil die Luvseite dieses Mittelgebirges darstellt, an der sich unter anderem Steigungsregen entlädt. Die Jahresmitteltemperatur liegt bei 8 °C (7,5 °C im Alten Land und 8,5 °C im Kreis Cloppenburg).

### Trivia
In der Gemeinde Hoyerhagen in der Samtgemeinde Grafschaft Hoya liegt der geographische Mittelpunkt Niedersachsens.

## Geschichte

### Geschichte bis zur Gründung des Landes

#### Bis zum Wiener Kongress (1814/1815)

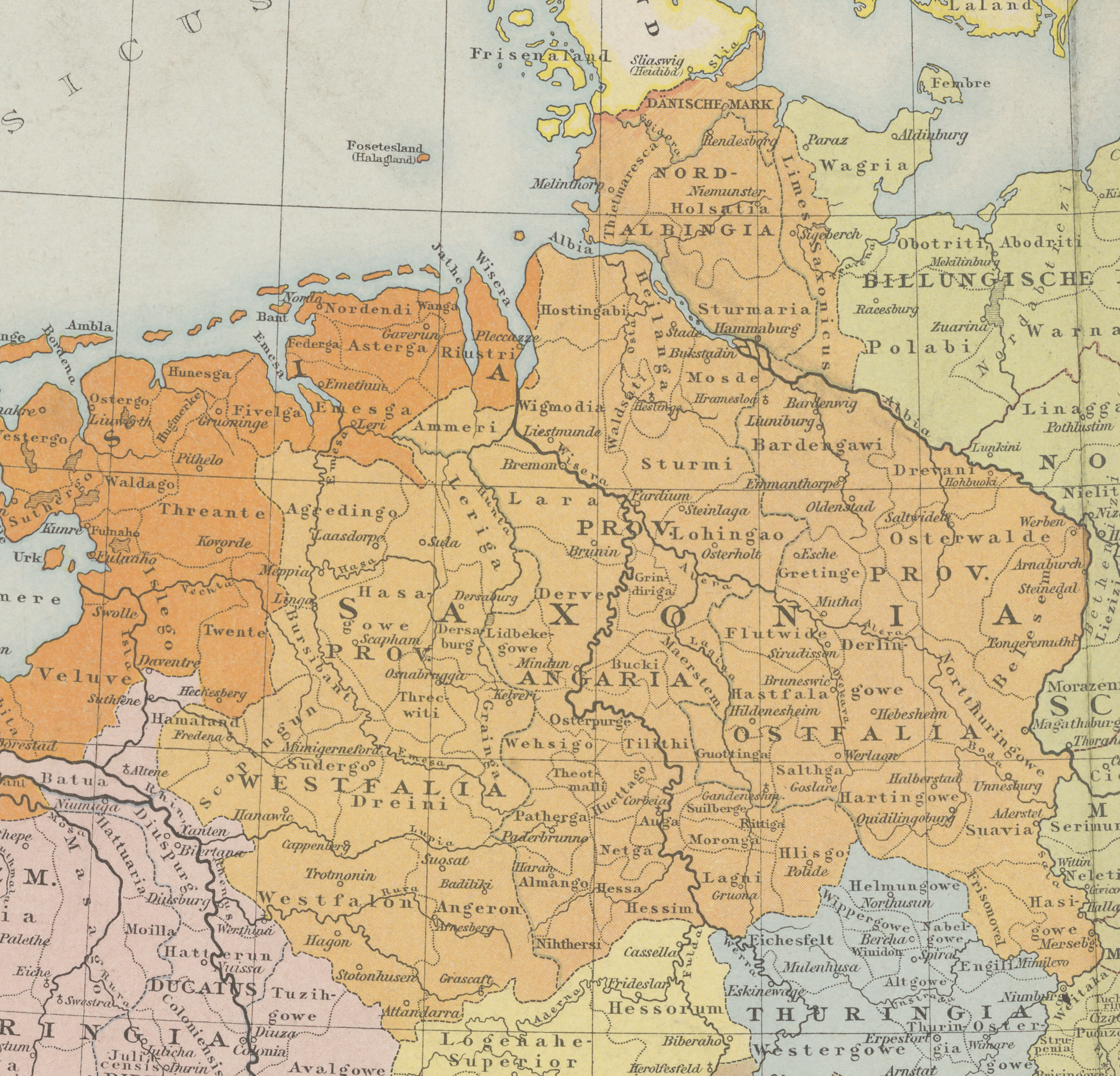
Das Herzogtum Sachsen um 1000

Das Gebiet des heutigen Landes Niedersachsen gehörte in seiner Geschichte zu unterschiedlichen Territorien. Die Begriffe „Niedersachsen“ und „niedersächsisch“ bezogen sich vor 1946 nur zeitweilig auf verschiedene Teilgebiete des heutigen Landes. Der Name und das heutige Wappen greifen auf den germanischen Volksstamm der Sachsen und das Stammesherzogtum Sachsen zurück. Etwa ab dem 7. Jahrhundert hatten die Sachsen einen Siedlungsraum besetzt, der ungefähr dem heutigen Niedersachsen (mit den Landesteilen Engern und Ostfalen), Westfalen und einigen östlich angrenzenden Gebieten, wie dem West- und Nordteil Sachsen-Anhalts, entsprach und daneben auch die älteren Siedlungsgebiete in Nordalbingien umfasste. Das Gebiet der Sachsen war in etwa 60 Gaue unterteilt und wurde Ende des 8. Jahrhunderts in den Sachsenkriegen großteils von Karl dem Großen erobert. Die ursprünglich vorherrschende Sprache der Bevölkerung im Gebiet Altsachsens ist das Sächsische, eine Sprachvarietät des Niederdeutschen. Im Osten des Stammesgebiets (im heutigen Drawehn und Wendland) siedelten schon seit dem 8. Jahrhundert slawischsprachige Polaben, die bald von den Sachsen unterworfen wurden. Dagegen bewahrten sich die an der Nordseeküste siedelnden Friesen über Jahrhunderte ihre Eigenständigkeit (Friesische Freiheit) und waren in ihrer Mehrheit lose dem Herzogtum Niederlothringen zugeordnet.
Die dauerhafte Abgrenzung des später Niedersachsen genannten Gebietes von Westfalen und einigen östlichen Landesteilen begann im 12. Jahrhundert. Der letzte Herzog von Sachsen, der über das gesamte Stammesherzogtum herrschte, war Heinrich der Löwe. Nach dessen Entmachtung im Jahr 1180 wurde das alte Stammesherzogtum geteilt, während die sächsische Herzogswürde zunächst an die Askanier, dann an die Markgrafen von Meißen (Wettiner, 1423) überging. Im Jahr 1260 wurden in einem Vertrag zwischen dem Erzbistum Köln und dem Herzogtum Braunschweig-Lüneburg die Interessengebiete beider Territorien voneinander abgegrenzt und Westfalen dem kölnischen Einflussbereich zugeordnet. Die Grenze verlief bis nördlich von Nienburg entlang der Weser. Der nördliche Teil des Weser-Ems-Gebiets wurde dem Einflussbereich Braunschweig-Lüneburgs zugewiesen.

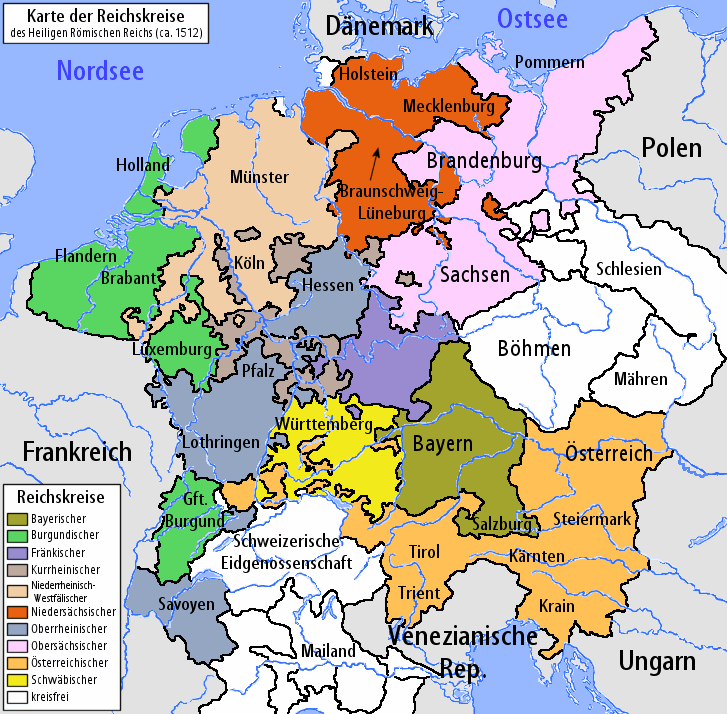
Die Reichskreise des Heiligen Römischen Reiches zu Beginn des 16. Jahrhunderts: rot der Niedersächsische Reichskreis, hellbraun der Niederrheinisch-Westfälische Reichskreis

Der Begriff „Niedersachsen“ wurde erstmals vor 1300 in einer niederländischen Reimchronik benutzt. Seit dem 14. Jahrhundert bezeichnete er das Herzogtum Sachsen-Lauenburg im Gegensatz zu Sachsen-Wittenberg, die sich die sächsische Herzogswürde teilten und damals von zwei Zweigen der Askanier regiert wurden. Bei der Gründung der Reichskreise ab 1500 wurde der Niedersächsische Reichskreis vom Niederrheinisch-Westfälischen Reichskreis unterschieden. Letzterem wurden folgende heute teilweise zum Land Niedersachsen gehörenden Gebiete zugeordnet: das Hochstift Osnabrück, das Hochstift Münster, die Grafschaft Bentheim, die Grafschaft Hoya, das Fürstentum Ostfriesland, das Fürstentum Verden, die Grafschaft Diepholz, die Grafschaft Oldenburg, die Grafschaft Schaumburg und die Grafschaft Spiegelberg. Gleichzeitig unterschied man den Ostteil des alten Sachsenlandes von den später aus dynastischen Gründen „Obersachsen“ genannten mitteldeutschen Fürstentümern (siehe auch Kurfürstentum Sachsen, Geschichte Sachsens).
Die enge geschichtliche Verbindung der im heutigen Niedersachsen gelegenen Länder des Niedersächsischen Reichskreises bestand über Jahrhunderte vor allem in dynastischer Hinsicht. Die meisten Vorgängerterritorien des Landes waren Teilfürstentümer des mittelalterlichen welfischen Herzogtums Braunschweig-Lüneburg. Alle welfischen Fürsten nannten sich in ihren jeweiligen oft zersplitterten und immer wieder vereinigten Fürstentümern Herzöge zu Braunschweig und Lüneburg.

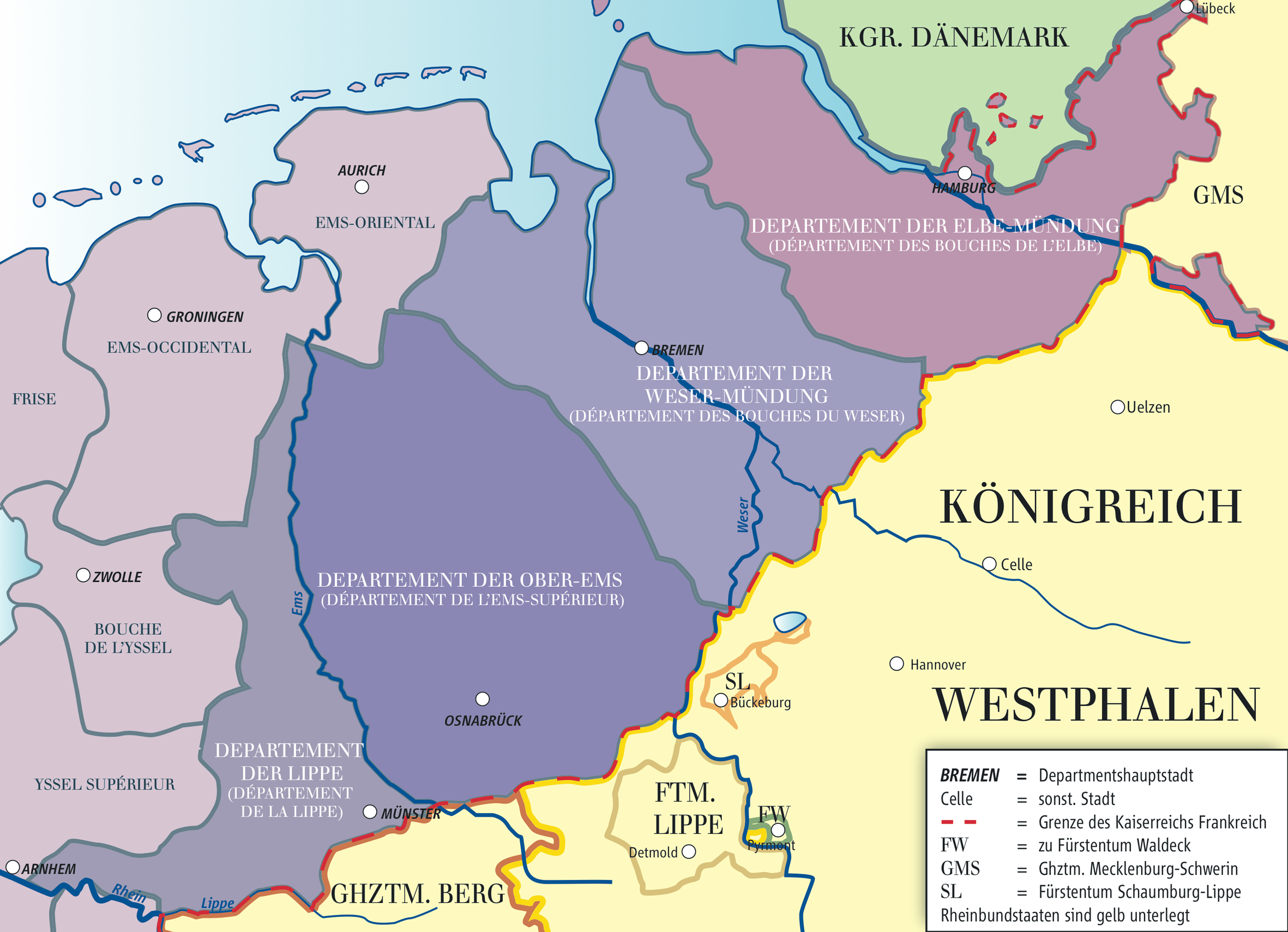
Die „hanseatischen Departements“ bestanden von 1811 bis 1813

Zwischen 1806 und 1813 gehörten die meisten Teile des heutigen Niedersachsen zum Rheinbund oder zum Napoleonischen Frankreich. Nach der Schlacht bei Jena und Auerstedt 1806 wurden Ostfriesland und das Jeverland in das Königreich Holland und damit in den französischen Machtbereich eingegliedert. 1810 wurde das Gebiet als Departement Ems-Orientale unmittelbar dem französischen Kaiserreich unterstellt. Dabei wurde das Rheiderland im westlichen Ostfriesland aufgrund alter niederländischer Ansprüche aus Ostfriesland ausgegliedert und dem niederländischen Departement Ems-Occidental mit der Hauptstadt Groningen zugeschlagen.
Am 1. Januar 1811 wurden die drei hanseatischen Departements Ober-Ems (mit der Hauptstadt Osnabrück), Wesermündung (mit der Hauptstadt Bremen) und Elbmündung (mit der Hauptstadt Hamburg) gebildet. Am 27. April 1811 kam das Département Lippe mit der Hauptstadt Münster hinzu. Zu diesem Department gehörten Teile des heutigen Emslands. Nach der Niederlage Napoleons wurden diese Departments von 1813 bis 1815 aufgelöst.

#### Bis zum Untergang des Königreichs Hannover

Flagge des Königreichs Hannover mit dem Sachsenross

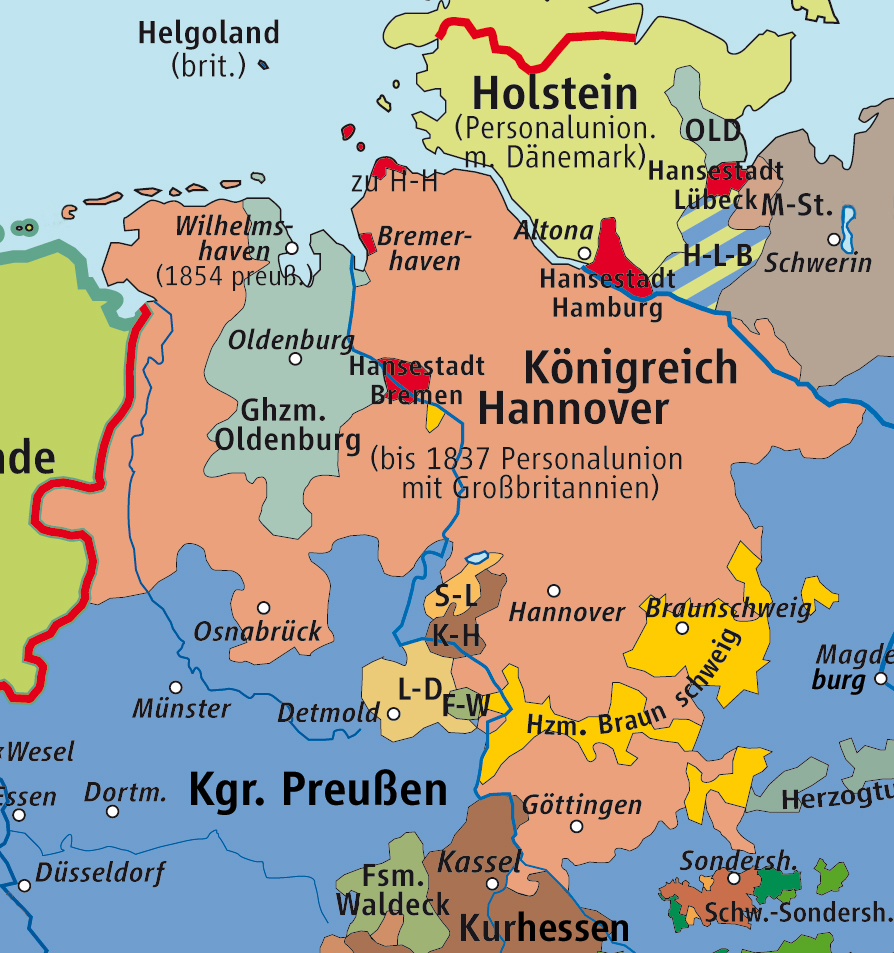
Königreich Hannover (1815–1866), Herzogtum Braunschweig, Großherzogtum Oldenburg und das Fürstentum Schaumburg-Lippe im 19. Jahrhundert

Im Laufe der Zeit waren östlich der Weser zwei größere Monarchien übrig geblieben: das Königreich Hannover und das Herzogtum Braunschweig (nach 1919 Freistaat/Land). Geschichtlich besteht eine enge, durch die Personalunion des 18. Jahrhunderts begründete Bindung des Adelshauses in Hannover (Kurfürstentum Braunschweig-Lüneburg) an das Vereinigte Königreich Großbritannien und Nordirland.
Westlich der Hunte setzte ab 1815 ein „Entwestfalisierungs-Prozess“ ein: Nach dem Wiener Kongress gelangten die Gebiete der späteren Regierungsbezirke Osnabrück und Aurich an das Königreich Hannover.

#### Bis zum Ende der Weimarer Republik
Nach dem Deutschen Krieg 1866 wurde das Königreich Hannover vom Königreich Preußen annektiert und zur preußischen Provinz „degradiert“. Nach 1918 gehörte die Provinz Hannover zum Freistaat Preußen. Dagegen bewahrten das Großherzogtum Oldenburg, das Herzogtum Braunschweig und das Fürstentum Schaumburg-Lippe bis zum 1. November 1946 ihre territoriale Autonomie innerhalb Deutschlands.
In einem Vortrag am 14. September 2007 beschrieb Dietmar von Reeken die Entstehung eines „Niedersachsenbewusstseins“ im 19. Jahrhundert, dessen räumliche Basis als Raumkonstrukt im 19. Jahrhundert erfunden worden sei: Die entstehenden Heimatvereine und die dazugehörigen Zeitschriften trugen den Begriff „Niedersachsen“ bzw. „niedersächsisch“ als Programmatik im Namen. Ende der 1920er-Jahre habe im Kontext der Diskussionen um eine Reichsreform und, forciert durch die sich verbreitenden Heimatbewegungen, eine fünfundzwanzigjährige Auseinandersetzung zwischen „Niedersachsen“ und „Westfalen“ begonnen. Freilich war diese Auseinandersetzung in ihren Anfängen bereits in der Zeit vor der Reichsgründung anzusiedeln, denn schon 1868 hatte Emil Rittershaus den sächsischen Stammesherzog Widukind als Urvater des Landes Westfalen beansprucht; im 1926 entstandenen Niedersachsenlied von Hermann Grote wurde Widukind nunmehr als Identifikationsfigur für Niedersachsen reklamiert. Träger der westfälisch-niedersächsischen Auseinandersetzung in den 1920er Jahren waren indes – von Reeken zufolge – Verwaltungsbeamte und Politiker; regional arbeitende Wissenschaftler aus unterschiedlichen Disziplinen hätten die Argumente geliefert. In den 1930er Jahren existierte zwar noch kein reales Land Niedersachsen, jedoch eine Fülle von Institutionen, die sich „niedersächsisch“ nannten. Die Motive und Argumente bei den Auseinandersetzungen zwischen „Niedersachsen“ und „Westfalen“ waren auf beiden Seiten sehr ähnlich. Es waren ökonomische Interessen, politische Zielsetzungen, kulturelle Interessen und historische Aspekte. 2006 fasste Thomas Vogtherr in einem Festvortrag aus Anlass des 60. Jahrestages der Gründung des Landes Niedersachsen den Vorgang der Identitätsbildung zusammen: „Niedersachsen […] ist eine Erfindung des 19. Jahrhunderts, die über viele Zwischenstationen als Ergebnis des Zweiten Weltkrieges zur politischen Realität wurde.“
Wer nach 1866 von „Niedersachsen“ sprach, der dachte Vogtherr zufolge darin eine antipreußische Spitze mit. Wer die Werte der niedersächsischen Heimat beschwor, der wollte sich vom Berliner Zentralismus absetzen. Wer die Ausweitung des Niedersachsenbegriffes auf Oldenburg oder Braunschweig behauptete, der versuchte, die Einwohner dieser immer noch selbständigen Herrschaftsgebiete gewissermaßen in eine antipreußische Kollektivhaftung zu nehmen. In den Jahren nach 1866 nahm die Zahl der Bücher, in deren Titel das Stichwort „Niedersachsen“ auftauchte, geradezu explosionsartig zu.
1920 wurde das gesamte heute niedersächsische Weser-Ems-Gebiet (einschließlich der Stadt Bremen) einem Wahlkreisverband IX (Niedersachsen) zugeordnet. Dies kann man als Indiz dafür sehen, dass damals die westlichen Regierungsbezirke der preußischen Provinz Hannover und das Land Oldenburg als „niedersächsisch“ empfunden wurden. Für dasselbe Gebiet wurde 1927 das „Landesarbeitsamt Niedersachsen“ (als Vorgängerin der heutigen „Regionaldirektion Niedersachsen-Bremen der Bundesagentur für Arbeit“) zuständig.
Vorläufer des heutigen Landes Niedersachsen sind Länder, die geographisch und auch teilweise institutionell schon früh miteinander verzahnt waren. Die (nicht mit dem Fürstentum Schaumburg-Lippe zu verwechselnde) Grafschaft Schaumburg um die Städte Rinteln und Hessisch Oldendorf gehörte zwar bis 1932 zur preußischen Provinz Hessen-Nassau, die auch weite Teile des heutigen Landes Hessen einschließlich der Städte Kassel, Wiesbaden und Frankfurt am Main umfasste; 1932 wurde die Grafschaft Schaumburg aber Teil der preußischen Provinz Hannover.
Ebenfalls vor 1945, nämlich 1937, wurde die Stadt Cuxhaven durch das Groß-Hamburg-Gesetz vollständig in die preußische Provinz Hannover eingegliedert, so dass bei der Gründung des Landes Niedersachsen zum 1. November 1946 nur noch vier Länder fusioniert werden mussten. Mit Ausnahme Bremens und der Gebiete, die nach 1945 an die SBZ abgetreten worden waren, wurden 1946 alle Gebiete dem Land Niedersachsen zugeordnet, die bereits 1920 zum „Wahlkreisverband Niedersachsen“ zusammengefasst worden waren.

#### Bis zum Ende des Zweiten Weltkriegs
1934 äußerte sich Hermann Lübbing zur Zukunft des Landes Oldenburg, er sehe es in der Rolle einer umworbenen Braut mit zwei Verehrern, nämlich den Anhängern eines Landes Niedersachsen und den Anhängern eines Westfalens in der Tradition des Niederrheinisch-Westfälischen Reichskreises. Beiden Gruppen hält Lübbing vor, sie respektierten nicht die Gegebenheiten, d. h. erstens die existierenden, mit Traditionen verbundenen politischen Grenzen, zweitens die natürlichen Grenzen („Nieder-“ verweise auf die Norddeutsche Tiefebene; dem Einbezug weiter Mittelgebirgsregionen fehle so die Begründung; ebenso gebe es keine stimmige naturräumliche Erklärung für die Ostgrenze Niedersachsens) sowie drittens die Stammesgrenzen (Friesen seien keine Sachsen). Die „Braut Oldenburg“ habe sich, so Lübbing, „das Opfer ihrer Selbständigkeit für ein neues Deutsches Reich“ (gewissermaßen mit den Nationalsozialisten als „Bräutigam“) vorbehalten. Offenbar befürwortete Lübbing 1934 weder ein „Groß-Hannover“ noch ein „Groß-Westfalen“ als neue Heimat für die Oldenburger, sondern eher eine Art „Groß-Oldenburg“, das zwar auf dem Wiener Kongress 1815 verworfen worden sein soll, aber in Form des Weser-Ems-Gaues der NSDAP 1925 (parteiintern) bzw. 1933 (für die Staatsorganisation maßgeblich) Gestalt annahm. Dieser Gau stellte insofern tatsächlich eine Art „Groß-Oldenburg“ dar, als beide Gauleiter, Carl Röver und Paul Wegener, aus dem Land Oldenburg stammten und als von der Stadt Oldenburg aus, wo die Nationalsozialisten 1932 ihre erste Landesregierung im Deutschen Reich bilden konnten, auch die zuvor selbstständige Stadt Bremen verwaltet werden sollte. Allerdings war der Gauleiter Weser-Ems nur im Land Oldenburg und in der Hansestadt Bremen auch zugleich Reichsstatthalter. Die einem Reichsstatthalter vergleichbare Stellung in den Regierungsbezirken Aurich und Osnabrück hatte der Oberpräsident der preußischen Provinz Hannover inne, so dass der Einfluss Rövers und Wegeners auf diese Teile des Gaues Weser-Ems begrenzt blieb.

#### Nach dem Ende des Zweiten Weltkriegs

Britische Besatzungszone seit dem 8. Juni 1947

Nach dem Zweiten Weltkrieg lag Nordwestdeutschland größtenteils in der britischen Besatzungszone. Mit der Verordnung Nr. 46 der britischen Militärregierung vom 23. August 1946 „betreffend die Auflösung der Provinzen des ehemaligen Landes Preußen in der Britischen Zone und ihre Neubildung als selbständige Länder“ wurde auf dem Gebiet der preußischen Provinz Hannover das Land Hannover errichtet. Dessen Grenze zum zeitgleich gegründeten Land Nordrhein-Westfalen war weitgehend mit der entsprechenden Grenze zur früheren preußischen Provinz Westfalen identisch. Dessen Ministerpräsident Hinrich Wilhelm Kopf hatte schon im Juni 1945 die Bildung eines Landes Niedersachsen angeregt, das möglichst große Gebiete in der Mitte der britischen Zone abdecken sollte. Neben den Gebieten, die später tatsächlich Niedersachsen zugeordnet wurden, forderte Kopf in einer Denkschrift vom April 1946 den Einbezug des ehemaligen preußischen Bezirks Minden-Ravensberg (also der westfälischen Städte Bielefeld und Herford sowie der westfälischen Kreise Minden, Lübbecke, Bielefeld, Herford und Halle (Westf.)), des Kreises Tecklenburg sowie des Landes Lippe. Kopfs Plan beruht letztlich auf einem bereits Ende der 1920er Jahre von Georg Schnath und Kurt Brüning vorgelegten Entwurf zur Reform des Deutschen Reiches. Die „Welfenlastigkeit“ dieses Entwurfs habe, so Thomas Vogtherr, nach 1946 die Entwicklung einer „niedersächsischen Identität“ nicht erleichtert.
In den Ländern Braunschweig und Oldenburg waren bereits zu Beginn des Jahres 1946 eigene Landtage ernannt und Regierungen gebildet worden; das Land Oldenburg hatte im April 1946 sogar eine eigene Verfassung erhalten, und es gab erhebliche Widerstände gegen eine Vereinigung mit dem hannöverschen Gebiet, wobei die Ministerpräsidenten beider Länder, Theodor Tantzen und Alfred Kubel, an der Spitze der Bewegung standen. Als der Druck in dieser Hinsicht größer wurde, arbeiteten Politiker in Oldenburg und Braunschweig ein Modell aus, im Nordwesten ein eigenes Land „Weser-Ems“ zu gründen, das aus dem Land Oldenburg, der Hansestadt Bremen und den Regierungsbezirken Aurich und Osnabrück bestehen sollte. Einige Vertreter des Landes Oldenburg forderten sogar den Einbezug der hannoverschen Landkreise Diepholz, Syke, Osterholz-Scharmbeck und Wesermünde in das neu zu gründende Land „Weser-Ems“. Ebenso sollte im Südosten ein um den Regierungsbezirk Hildesheim und den Landkreis Gifhorn vergrößertes Land Braunschweig erhalten bleiben. Wäre dieser Plan umgesetzt worden, bestünde das Gebiet des heutigen Niedersachsens aus drei flächenmäßig etwa gleich großen Ländern.
Der Kreistag des Landkreises Vechta protestierte am 12. Juni 1946 gegen eine Zuordnung des Kreises zum „Großraum Hannover“. Im Falle einer Auflösung des Landes Oldenburg solle der Kreis Vechta vielmehr in den Raum Westfalen eingebunden werden. Insbesondere in Kreisen des politischen Katholizismus war die Auffassung weit verbreitet, das Oldenburger Münsterland und der Regierungsbezirk Osnabrück sollten einem neu zu gründenden Land „Westfalen“ zugeschlagen werden.

##### Gebiete des heutigen Niedersachsens in der britischen Besatzungszone (1946)

Land Hannover
Freistaat Oldenburg
Freistaat Braunschweig
Freistaat Schaumburg-Lippe

Tabellarische Übersicht über die Gutachten zur Länderreform, die im Zonenbeirat zur Abstimmung stand.

Im Juli 1946 entschied die britische Besatzungsmacht, in ihrer Zone nicht mehr als fünf Länder einzurichten, wobei zugleich den Einlassungen der Hansestädte Hamburg und Bremen Rechnung getragen wurde, nur im Falle einer Selbständigkeit ihre wirtschaftliche Kraft bewahren zu können. Somit erwies sich auf der Sitzung des Zonenbeirats am 20. September 1946 Kopfs Vorschlag bezüglich der Aufteilung der britischen Besatzungszone im Wesentlichen als mehrheitsfähig, und am 8. November 1946 wurde die Verordnung Nr. 55 der britischen Militärregierung erlassen, durch die rückwirkend zum 1. November 1946 das Land Niedersachsen mit der Hauptstadt Hannover gegründet wurde. Das Land entstand aus der Vereinigung der Freistaaten Braunschweig, Oldenburg und Schaumburg-Lippe mit dem zuvor gebildeten Land Hannover. Dabei gab es Ausnahmeregelungen:
- Im Freistaat Braunschweig fielen der östliche Teil des Landkreises Blankenburg sowie die Exklave Calvörde des Landkreises Helmstedt in die sowjetische Besatzungszone und wurden später in das Land Sachsen-Anhalt integriert.
- Im Land Hannover fielen das Amt Neuhaus sowie die Ortschaften Neu Bleckede und Neu Wendischthun in die sowjetische Besatzungszone und damit an die spätere DDR. Sie wurden erst 1993 nach Niedersachsen rückgegliedert.
- Die im damaligen Regierungsbezirk Stade gelegene Großstadt Wesermünde wurde 1947 in Bremerhaven umbenannt und in das neue Land Bremen eingegliedert.[42][43]

Unklar blieb zunächst die Zugehörigkeit des jahrhundertelang unabhängig gebliebenen kleinen Landes Lippe, das jedoch im Januar 1947 in das Land Nordrhein-Westfalen eingegliedert wurde.
Forderungen niederländischer Politiker, denen zufolge die Niederlande deutsche Gebiete östlich der deutsch-niederländischen Grenze als Reparationen erhalten sollten, wurden erst auf der Londoner Deutschland-Konferenz am 26. März 1949 weitestgehend ad acta gelegt. Tatsächlich wurden 1949 im Westen Niedersachsens ca. 1,3 Quadratkilometer an die Niederlande abgetreten.

### Geschichte des Landes Niedersachsen

#### Nachkriegszeit

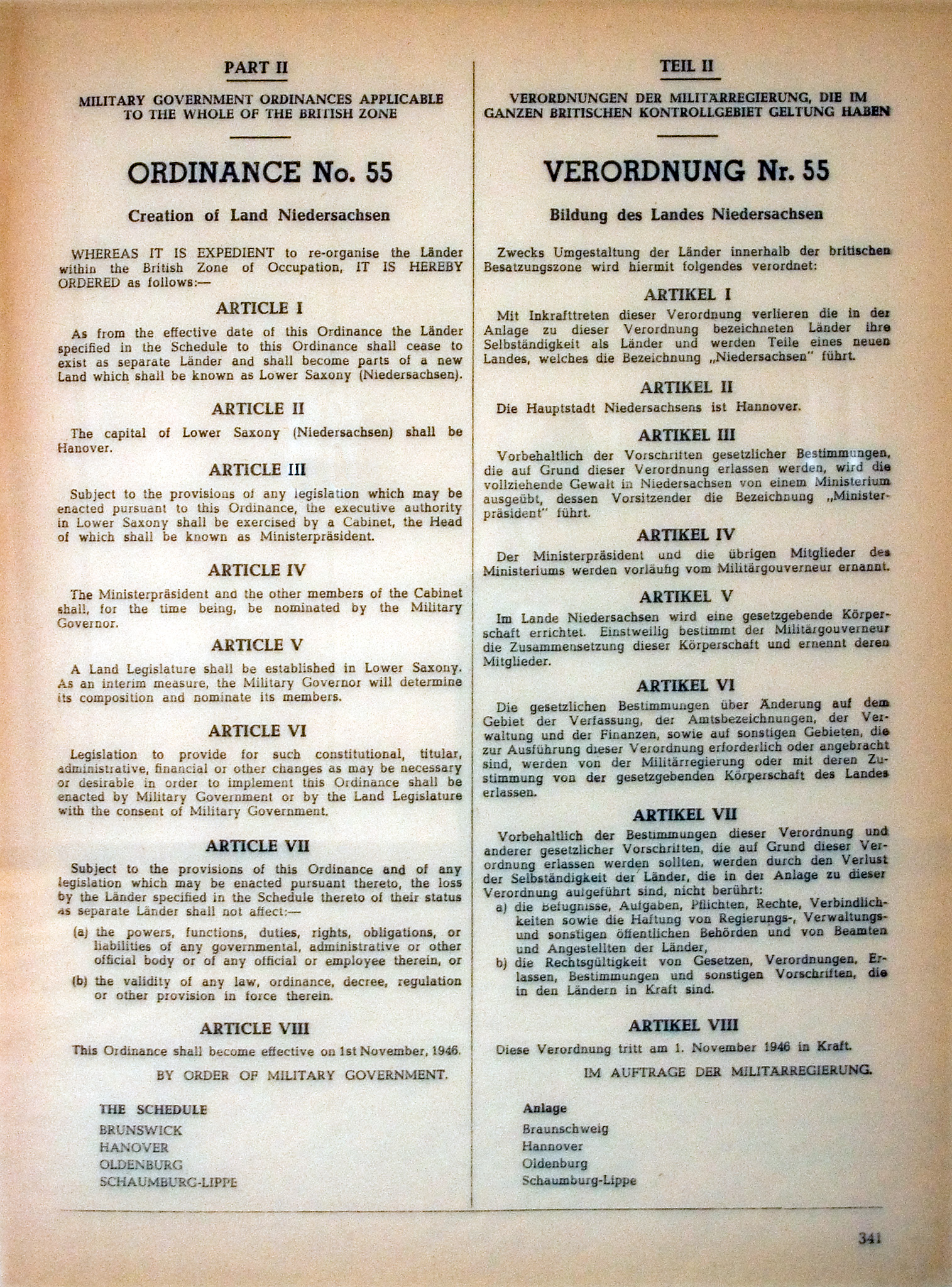
Verordnung Nr. 55

Am 9. Dezember 1946 trat der erste Niedersächsische Landtag zusammen. Er war nicht gewählt, sondern von der britischen Besatzungsverwaltung eingesetzt (ernannter Landtag). Noch am selben Tag wählte der Landtag Hinrich Wilhelm Kopf (SPD), den vormaligen hannoverschen Regierungspräsidenten, zum ersten Ministerpräsidenten. Hinrich Wilhelm Kopf blieb – unterbrochen von der Regierungszeit Heinrich Hellweges (1955–1959) – bis 1961 Regierungschef in Niedersachsen. Am 13. April 1951 trat die „Vorläufige Niedersächsische Verfassung“ in Kraft.
Wichtigstes Problem der ersten Nachkriegsjahre war die große Zahl an Flüchtlingen aus den ehemaligen Ostgebieten des Deutschen Reiches, die in dem großen Flächenland Zuflucht suchten. Bezogen auf die Bevölkerungszahl nahm Niedersachsen die zweitmeisten Flüchtlinge unter allen westdeutschen Bundesländern auf, nach Schleswig-Holstein und vor Bayern. Im Jahre 1950 waren dies 1,82 Millionen Menschen oder gut ein Viertel der Gesamtbevölkerung von knapp 7 Millionen. Niedersachsen lag am westlichen Ende der direkten Fluchtroute aus Ostpreußen und hatte die längste Grenze zur sowjetischen Besatzungszone. Niedersachsen übernahm am 3. Oktober 1950 die Patenschaft für die hier sehr zahlreichen Flüchtlinge aus Schlesien. Noch 1950 fehlten nach offiziellen Zahlen rund 730.000 Wohnungen.
Während der Zeit der deutschen Teilung wurde über den niedersächsischen Kontrollpunkt Helmstedt zur Deutschen Demokratischen Republik die Hauptlast des Transitverkehrs nach West-Berlin abgewickelt.
Im Zeichen des Kalten Krieges war Niedersachsen aufgrund der Lage des Landes am „Eisernen Vorhang“ und der strategischen Bedeutung der Norddeutschen Tiefebene jahrzehntelang Stationierungsschwerpunkt der NATO; neben britischen und niederländischen Truppen wurden seit Ende der 1950er Jahre starke Heeresverbände der deutschen Bundeswehr hier stationiert.

#### Konsolidierung
Wirtschaftlich prägend für das Land wurde der Volkswagen-Konzern, der 1945 zunächst unter britischer Aufsicht wieder mit der Produktion von Zivilfahrzeugen begann und 1949 in den Besitz der neu gegründeten Bundesrepublik Deutschland und des Landes Niedersachsen überging. Insgesamt zählte Niedersachsen mit seiner großen, ländlich geprägten Fläche und seinen wenigen städtischen Zentren lange zu den strukturschwachen Regionen der Bundesrepublik. 1957 waren noch 30,4 % der Erwerbstätigen in der Land- und Forstwirtschaft beschäftigt, 1960 noch 20 % in der Landwirtschaft. Im übrigen Bundesgebiet lag dieser Wert bei 14 %. Auch in wirtschaftlich günstigen Zeiten blieb die Arbeitslosenquote in Niedersachsen konstant höher als im Bundesdurchschnitt.
1961 trat Georg Diederichs als Nachfolger von Hinrich Wilhelm Kopf das Amt des Ministerpräsidenten von Niedersachsen an. Er wurde hierin 1970 von Alfred Kubel abgelöst. Die Auseinandersetzungen um das Atommülllager Gorleben, die in der Regierungszeit von Ministerpräsident Ernst Albrecht (1976–1990) begannen, spielen in der niedersächsischen Landes- ebenso wie in der Bundespolitik seit Ende der 1970er Jahre eine wichtige Rolle.

#### Nach der deutschen Wiedervereinigung
1990 trat Gerhard Schröder das Amt des Ministerpräsidenten an. Am 1. Juni 1993 trat die neue Verfassung des Landes in Kraft, die die „Vorläufige Niedersächsische Verfassung“ von 1951 ablöste. Sie ermöglicht erstmals Volksbegehren und Volksentscheide und verankert den Umweltschutz als Staatsgrundsatz.
Das ehemals hannoversche Amt Neuhaus mit den damaligen Gemeinden Dellien, Haar, Kaarßen, Neuhaus (Elbe), Stapel, Sückau, Sumte und Tripkau sowie die Ortsteile Neu Bleckede, Neu Wendischthun und Stiepelse der Gemeinde Teldau und das historisch-hannoversche Gebiet im Forstrevier Bohldamm in der Gemeinde Garlitz wechselten mit Wirkung vom 30. Juni 1993 von Mecklenburg-Vorpommern zum Land Niedersachsen (Landkreis Lüneburg). Neu Bleckede und Neu Wendischthun wurden am selben Tag wieder in die Stadt Bleckede eingemeindet, zu der sie bis 1945 gehört hatten. Aus den übrigen Gemeinden und Ortsteilen wurde am 1. Oktober 1993 die neue Gemeinde Amt Neuhaus gebildet.
1998 löste Gerhard Glogowski den ins Bundeskanzleramt gewechselten Gerhard Schröder ab. Da er mit verschiedenen Skandalen in seiner Heimatstadt Braunschweig in Verbindung gebracht wurde, trat er 1999 zurück und wurde von Sigmar Gabriel abgelöst.

#### Neuere Entwicklungen
Von 2003 bis zu seiner Annahme der Wahl zum Bundespräsidenten 2010 war Christian Wulff Ministerpräsident in Niedersachsen. Der Osnabrücker stand wie sein Nachfolger David McAllister einer CDU geführten Koalitionsregierung mit der FDP vor.
Zum 1. Januar 2005 wurden die vier Regierungsbezirke, in die Niedersachsen seit 1978 gegliedert war, aufgelöst. Dies waren die Regierungsbezirke Braunschweig, Hannover, Lüneburg und Weser-Ems. Der Regierungsbezirk Braunschweig war seinerseits 1978 aus der Zusammenlegung des Verwaltungsbezirks Braunschweig mit Teilen des ehemaligen Regierungsbezirks Hildesheim und Teilen des Altbezirks Lüneburg, der „neue“ Regierungsbezirk Hannover aus der Erweiterung des Altbezirks Hannover um Teile des ehemaligen Regierungsbezirks Hildesheim, der Regierungsbezirk Lüneburg aus Fusion des größten Teils des Altbezirks Lüneburg mit dem ehemaligen Regierungsbezirk Stade, der Regierungsbezirk Weser-Ems aus der Zusammenlegung des Verwaltungsbezirks Oldenburg (Oldb) mit den ehemaligen Regierungsbezirken Aurich und Osnabrück entstanden. Anstelle der Bezirksregierungen wurden für besondere Aufgaben Regierungsvertretungen an den Standorten Braunschweig, Hannover, Lüneburg und Oldenburg eingerichtet (siehe Zuständigkeitsbereiche der Regionalbeauftragten).
Nach der Landtagswahl im Januar 2013 kam es zu einer Regierungsbildung unter Stephan Weil von der SPD. Anstelle der Regierungsvertretungen für die Bereiche der ehemaligen Regierungsbezirke wurden sogenannte Landesbeauftragte als regionale Ansprechpartner der Landesregierung installiert, die erweiterte Kompetenzen haben.
Am 4. August 2017 verlor die rot-grüne Regierung durch den Übertritt der Abgeordneten Elke Twesten von der Fraktion Bündnis 90/Die Grünen zur CDU ihre Ein-Stimmen-Mehrheit. Infolgedessen beschloss der Landtag die Selbstauflösung und die Durchführung von Neuwahlen. Auf Grundlage des neuen Wahlergebnisses bildete sich eine Regierung von SPD und CDU unter Führung von Stephan Weil (Kabinett Weil II). Bei der Landtagswahl in Niedersachsen 2022 gab es eine Mehrheit für SPD und Grüne, die daraufhin erneut eine rot-grüne Koalition bildeten (Kabinett Weil III). Weil trat im Mai 2025 zurück. Daraufhin wurde Olaf Lies zum Ministerpräsidenten gewählt und führt die rot-grüne Koalition fort (Kabinett Lies).

## Politik

### Staatsrecht
Die Niedersächsische Verfassung stammt vom 19. Mai 1993 und ist am 1. Juni 1993 in Kraft getreten. Die Geschichte ist – im Unterschied zu derjenigen anderer Landesverfassungen – stark an die Entwicklung Deutschlands geknüpft.
Im Jahre 1951 wurde eine Übergangsverfassung (Vorläufige Niedersächsische Verfassung) verabschiedet, die die staatlichen Grundlagen in der Zeit bis zur deutschen Wiedervereinigung regelte. Da sich die Vorläufige Niedersächsische Verfassung auf das Grundgesetz beziehen konnte, verzichtete man auf einen Grundrechtekatalog. Mit der Wiedervereinigung Deutschlands entfiel der Vorbehalt der Vorläufigkeit. Auf der Grundlage der Vorläufigen Niedersächsischen Verfassung wurde die neue Niedersächsische Verfassung von 1993 aufgebaut.

### Justiz
Das Niedersächsische Justizministerium hat seinen Sitz am Waterlooplatz in der niedersächsischen Landeshauptstadt Hannover.

### Landespolitik
- SPD: 57
- Grüne: 24
- CDU: 47
- AfD: 18

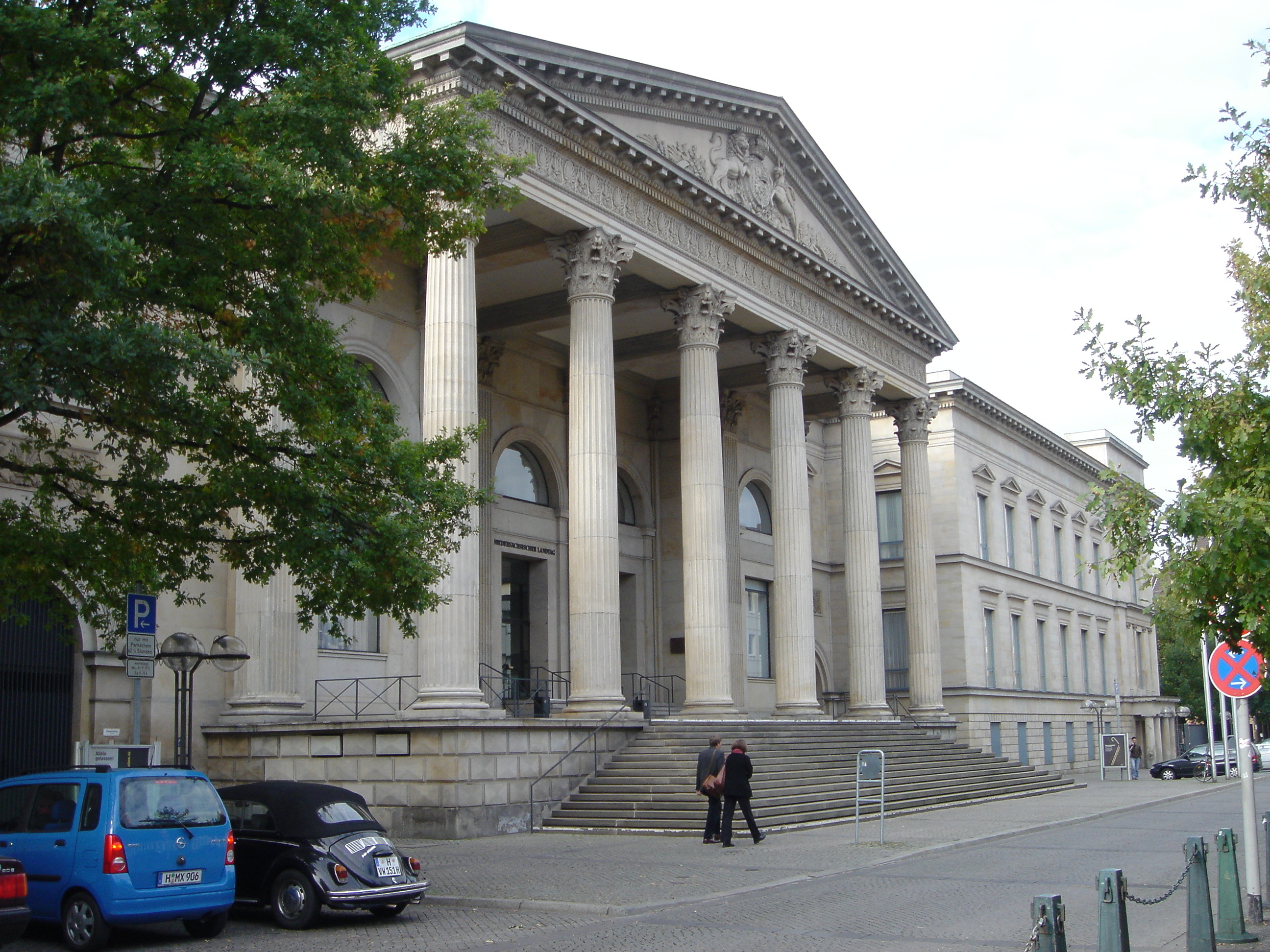
Der niedersächsische Landtag mit Sitz im Leineschloss in Hannover

Der letzte Regierungswechsel erfolgte am 19. Februar 2013 nach der Landtagswahl am 20. Januar 2013. Die CDU wurde zwar stärkste Fraktion, zusammen mit den Grünen errang die SPD jedoch eine knappe Mehrheit von einer Stimme im neugewählten Landtag. SPD und Grüne bildeten daraufhin die neue Landesregierung mit Stephan Weil als Ministerpräsident, die ebenfalls vom Landtag im Amt bestätigt wurde. Damit war die Vorgängerregierung unter David McAllister abgewählt. Seit dem 4. August 2017 war die Regierung ohne parlamentarische Mehrheit, da eine Grünen-Abgeordnete die Regierungsfraktion verlassen hatte und zur CDU übergetreten war. Daraufhin wurden für den 15. Oktober 2017 Landtagswahlen angesetzt. Da die SPD als stärkste Fraktion aus der Wahl hervorging, nahm der amtierende Ministerpräsident Stephan Weil Koalitionsverhandlungen mit der CDU auf.
Bei der Landtagswahl 2022 wurde die SPD erneut als stärkste Kraft gewählt und nahm Koalitionsverhandlungen mit den Grünen auf. Nach fünf Verhandlungstagen wurde der Koalitionsvertrag vorgestellt. Bei der konstituierenden Sitzung am 8. November 2022 wurde Stephan Weil als Ministerpräsident wiedergewählt. Am 20. Mai 2025 wurde Olaf Lies zum Ministerpräsidenten gewählt.
Die Ministerpräsidenten von Niedersachsen:
| 1946–1955: | Hinrich Wilhelm Kopf | SPD |
| 1955–1959: | Heinrich Hellwege    | DP  |
| 1959–1961: | Hinrich Wilhelm Kopf | SPD |
| 1961–1970: | Georg Diederichs     | SPD |
| 1970–1976: | Alfred Kubel         | SPD |
| 1976–1990: | Ernst Albrecht       | CDU |
| 1990–1998: | Gerhard Schröder     | SPD |
| 1998–1999: | Gerhard Glogowski    | SPD |
| 1999–2003: | Sigmar Gabriel       | SPD |
| 2003–2010: | Christian Wulff      | CDU |
| 2010–2013: | David McAllister     | CDU |
| 2013–2025: | Stephan Weil         | SPD |
| seit 2025: | Olaf Lies            | SPD |

### Öffentliche Finanzen

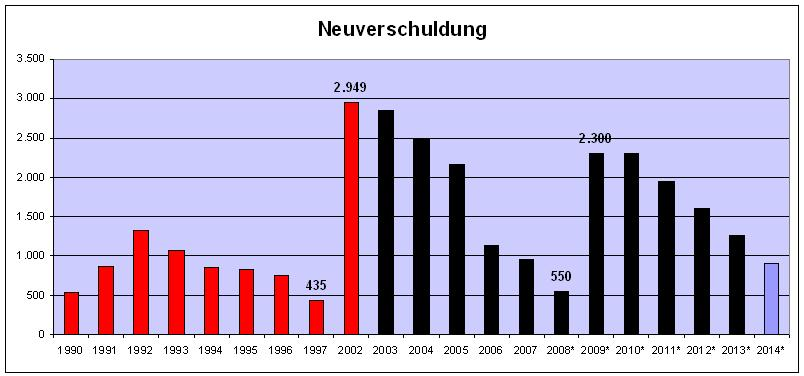
Neuverschuldung Niedersachsens seit 1990 unter SPD und CDU in Mio. Euro

Zum 31. Dezember 2006 wurde eine Schuldensumme von 48,7 Milliarden Euro ermittelt. Davon beliefen sich die Wertpapierschulden auf rund 20,5 Milliarden Euro, während die Schulden aus Schuldscheindarlehen allein bei inländischen Banken und Sparkassen rund 26,4 Milliarden Euro betrugen.
Im Jahr 2007 wurden 950 Millionen Euro neue Schulden aufgenommen. Für das Jahr 2008 wurde eine Neuverschuldung von 550 Millionen Euro geplant und erreicht. Die für 2010 geplante Reduzierung der Neuverschuldung auf 0 EUR konnte aufgrund der Wirtschafts- und Finanzkrise nicht umgesetzt werden. Stattdessen erfolgte für 2009 eine Neuverschuldung von 2.300 Millionen EUR.
Der Bund der Steuerzahler Niedersachsen und Bremen e. V. unterhält im niedersächsischen Landtag in Hannover eine Schuldenuhr, die den Zuwachs der Staatsverschuldung in Niedersachsen verdeutlicht. Nach einem Spitzenwert von 93 Euro pro Sekunde aus dem Jahr 2002 konnten die Schulden in den darauf folgenden Jahren von 90 Euro pro Sekunde im Jahr 2003 auf 30 Euro pro Sekunde im Jahr 2007 und auf 17 Euro pro Sekunde im Jahr 2008 gesenkt werden. 2010 sollte der Wert eigentlich auf 0 Euro pro Sekunde gesenkt werden und damit die Neuverschuldung zum Stillstand gebracht werden. Aufgrund der Wirtschafts- und Finanzkrise stieg der Wert auf den Rekordbetrag von 105 Euro pro Sekunde. Am 31. März 2024 betrug der Schuldenstand von Niedersachsen 59,88 Milliarden Euro.
| Jahr | Neuverschuldung in Mio. EUR |
| ---- | --------------------------- |
| 1990 | 0.538 1                     |
| 1991 | 0.857 1                     |
| 1992 | 1.321 1                     |
| 1993 | 1.069 1                     |
| 1994 | 0.854 1                     |
| 1995 | 0.821 1                     |
| 1996 | 0.744 1                     |
| 1997 | 0.435 1                     |

| Jahr | Neuverschuldung in Mio. EUR |
| ---- | --------------------------- |
| 2002 | 2.949                       |
| 2003 | 2.844                       |
| 2004 | 2.499                       |
| 2005 | 2.149                       |
| 2006 | 1.133                       |
| 2007 | 0.950                       |
| 2008 | 0.550                       |
| 2009 | 2.300                       |

| Jahr | Neuverschuldung in Mio. EUR |
| ---- | --------------------------- |
| 2010 | 2.300                       |
| 2011 | 1.950                       |
| 2012 | 0.720                       |
| 2013 | 0.700                       |
| 2014 | 0.250                       |
| 2015 | 0.224                       |
| 2016 | 0.000                       |

### Bundes- und Europapolitik
Im Bundesrat hat Niedersachsen, ebenso wie Bayern, Baden-Württemberg und Nordrhein-Westfalen, die höchstmögliche Anzahl von sechs Stimmen. Die Arbeit im Bundesrat wird von der Vertretung des Landes Niedersachsen beim Bund koordiniert.

### Innere Sicherheit

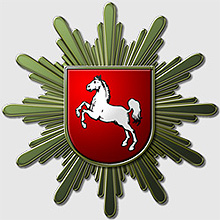
Polizeistern Niedersachsen

Die Polizei Niedersachsen ist die niedersächsische Landespolizei. Sie untersteht dem Niedersächsischen Ministerium für Inneres und Sport. Sie hat als Exekutivorgan des Landes Niedersachsen im Rahmen des Polizeirechts den Auftrag der Gewährleistung der öffentlichen Sicherheit und Ordnung. Als Strafverfolgungsbehörde geht sie gegen ordnungswidrige und strafbare Handlungen vor, ermittelt Täter und analysiert Tatmuster. Eine weitere Aufgabe ist die Gefahrenabwehr im Bereich der inneren Sicherheit. Im Rahmen der Verkehrsüberwachung regelt sie Verkehrsströme und hat eine tragende Rolle in der Notfallhilfe (Notruf). Ferner sorgt die Polizei in enger Kooperation mit der Judikative und anderen Behörden für die Verbrechensprävention, um bereits im Vorfeld mögliche Straftaten zu erkennen und zu verhindern.
Geburtsstunde der niedersächsischen Landespolizei ist der 1. April 1951, als das Niedersächsisches Gesetz über die öffentliche Sicherheit und Ordnung (SOG) in Kraft trat. Zuvor war die Polizei in der Nachkriegszeit aufgrund der britischen Besatzung nach deren Vorbild kommunal organisiert. Bei der großen Polizeireform von 1994 wurden die Sparten Schutz- und Kriminalpolizei zusammengeführt. Die gegenwärtige (2011) Struktur der Polizeiorganisation in Niedersachsen entstand durch eine bedeutende Umorganisation im Jahre 2004. Dabei wurde die Polizei aus den vier 2004 aufgelösten Bezirksregierungen (Braunschweig, Hannover, Weser-Ems, Lüneburg) herausgenommen. Daraus entstanden die gegenwärtigen Polizeidirektionen in der Fläche.

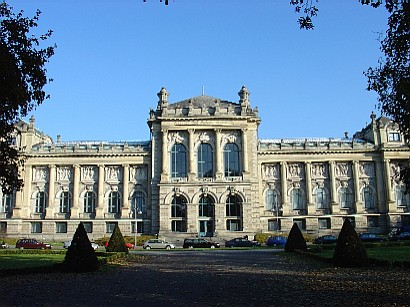
Niedersächsisches Landesmuseum

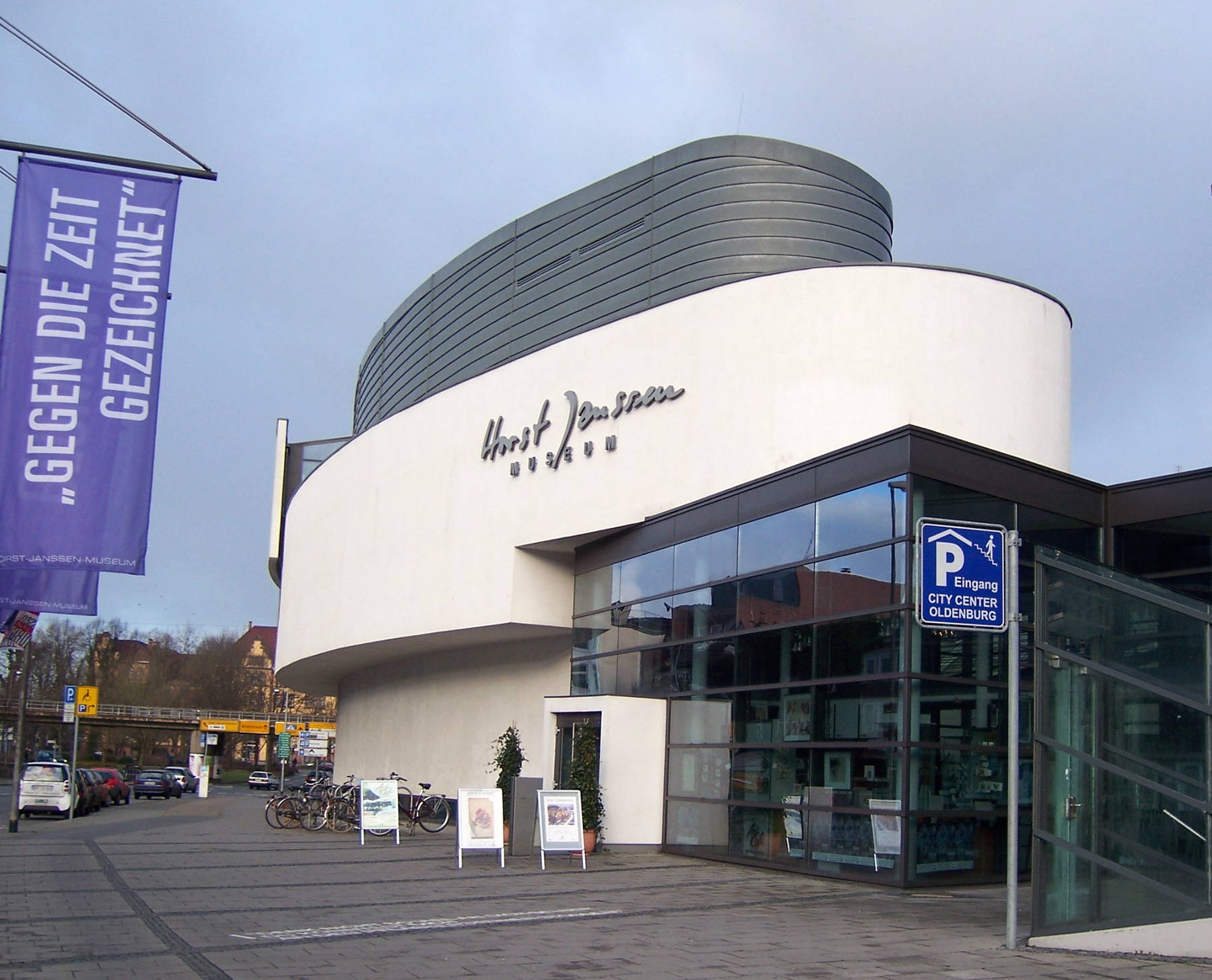
Horst-Janssen-Museum in Oldenburg

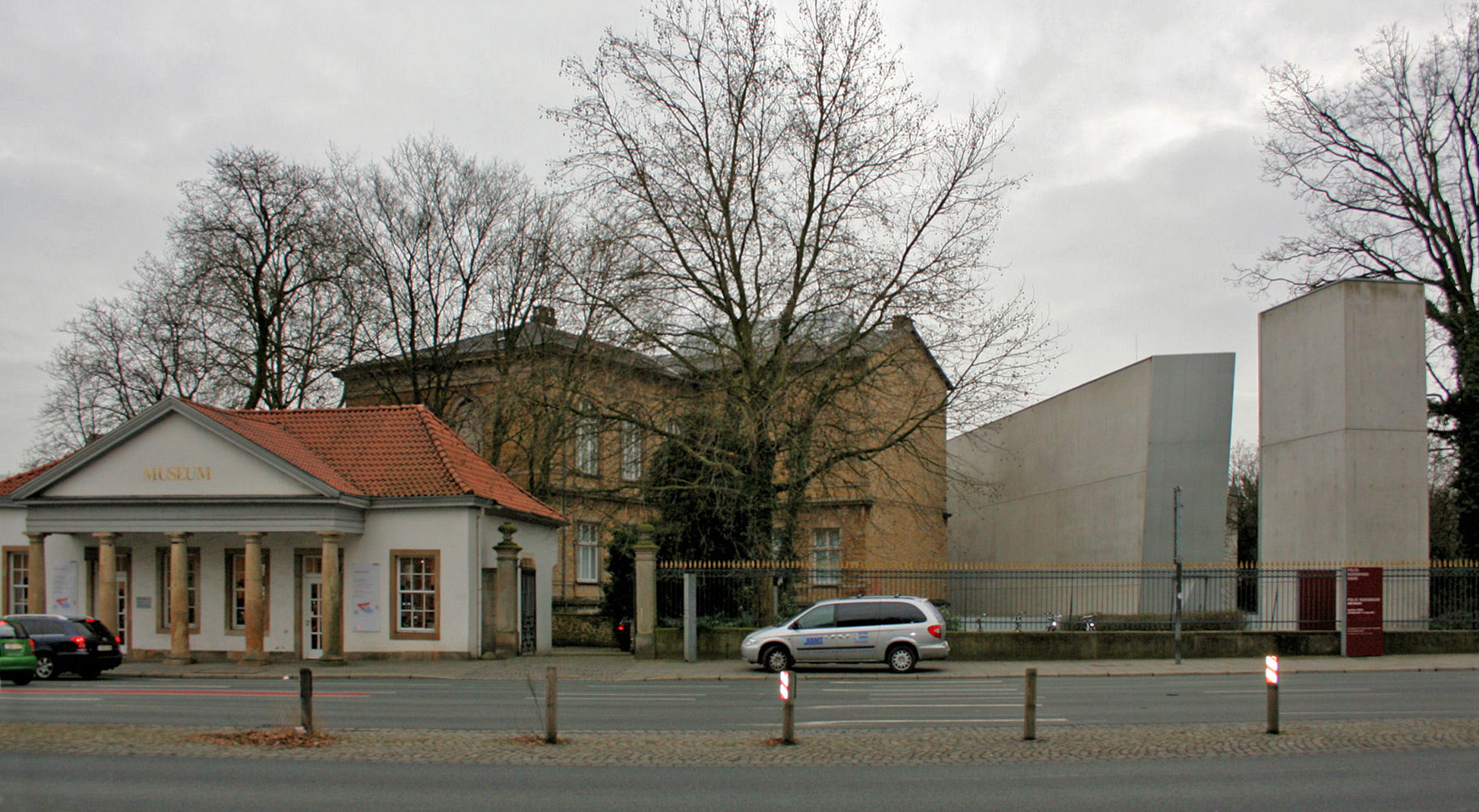
Felix-Nussbaum-Haus in Osnabrück

In Niedersachsen gibt es rund 500 Polizeidienststellen, wobei an 140 Standorten ein Rund-um-die-Uhr-Schichtbetrieb stattfindet. Es werden rund 23.000 Bedienstete beschäftigt, von denen etwa 18.500 verbeamtet sind.

#### Architektur

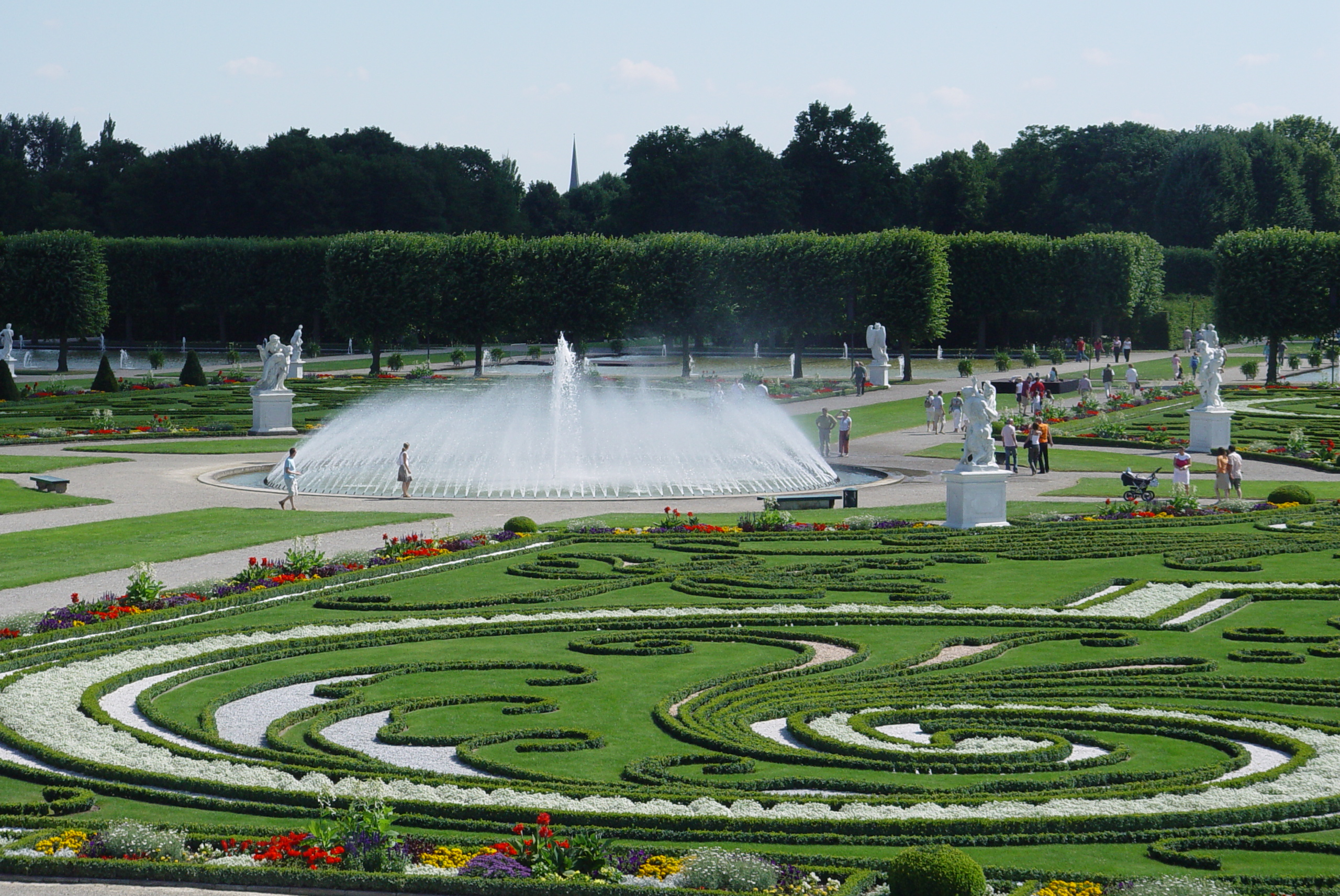
Großer Garten in Hannover-Herrenhausen

#### Gedenkstätten

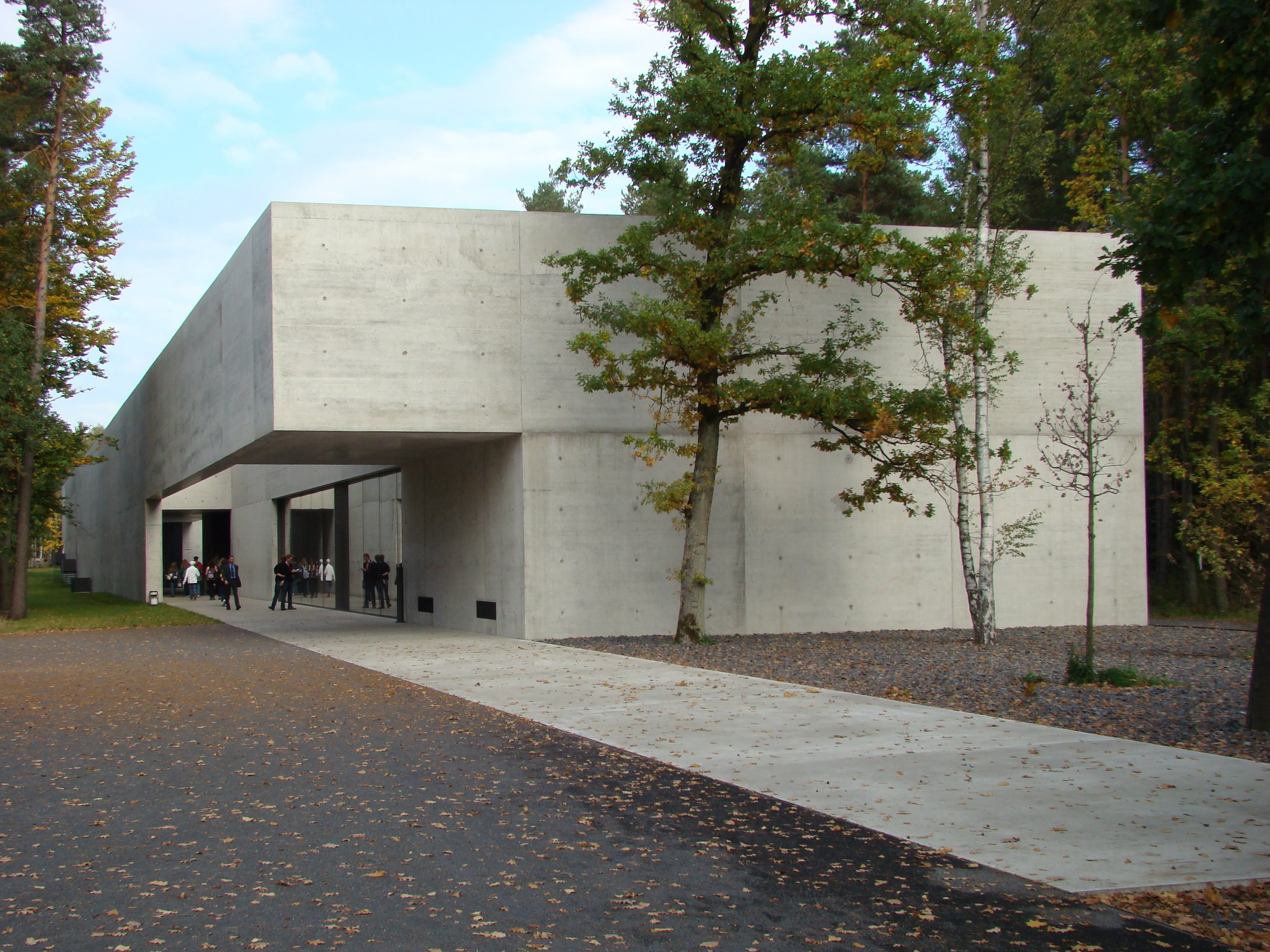
Dokumentationszentrum KZ Bergen-Belsen

#### UNESCO-Welterbe

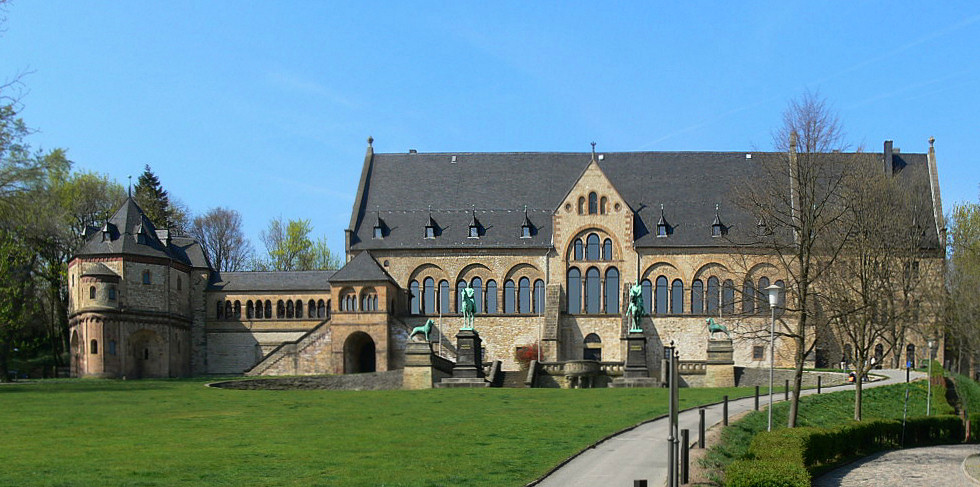
Die Kaiserpfalz Goslar gehört zum UNESCO-Welterbe

### Sport

Hannover 96 ist der größte Sportverein in Niedersachsen

#### Fußball

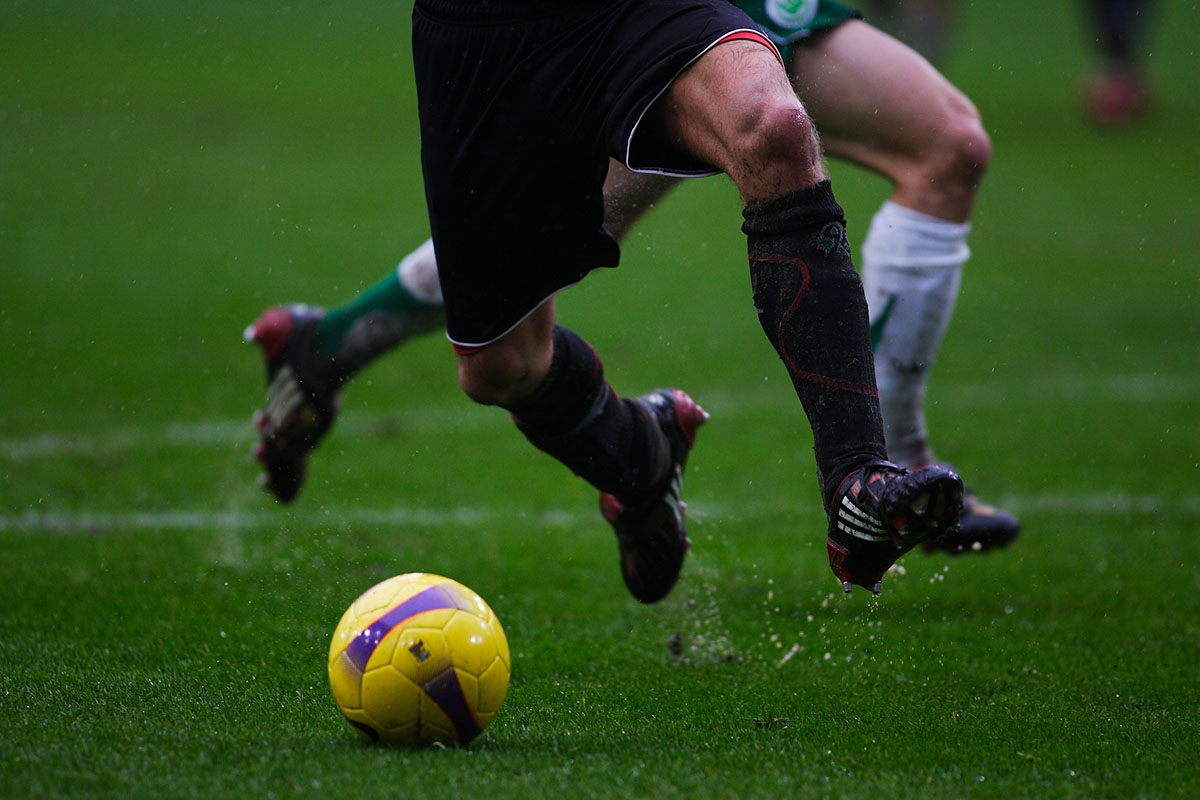
Bundesliga-Spiel des VfL Wolfsburg gegen Hannover 96 am 27. Februar 2008 in der Volkswagen Arena

#### Eishockey

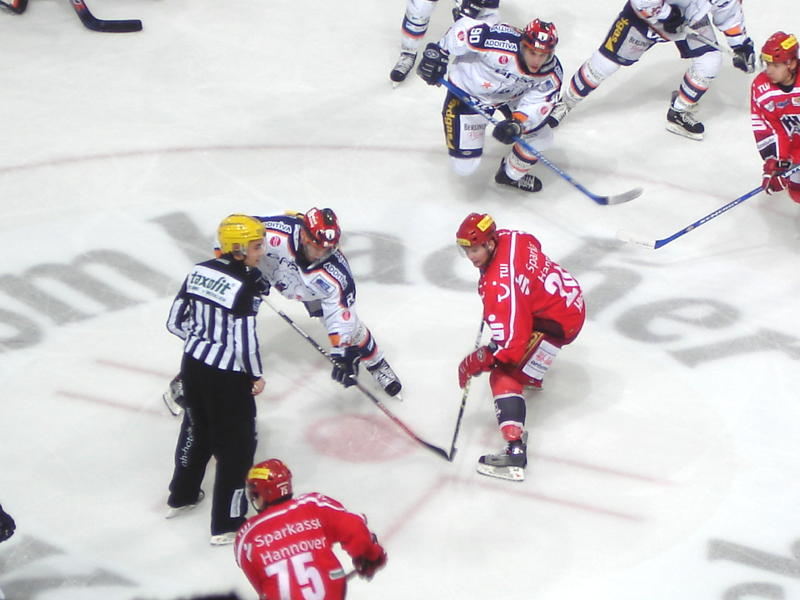
Spiel der Hannover Scorpions gegen Eisbären Berlin, 2007

#### Weitere Sportarten

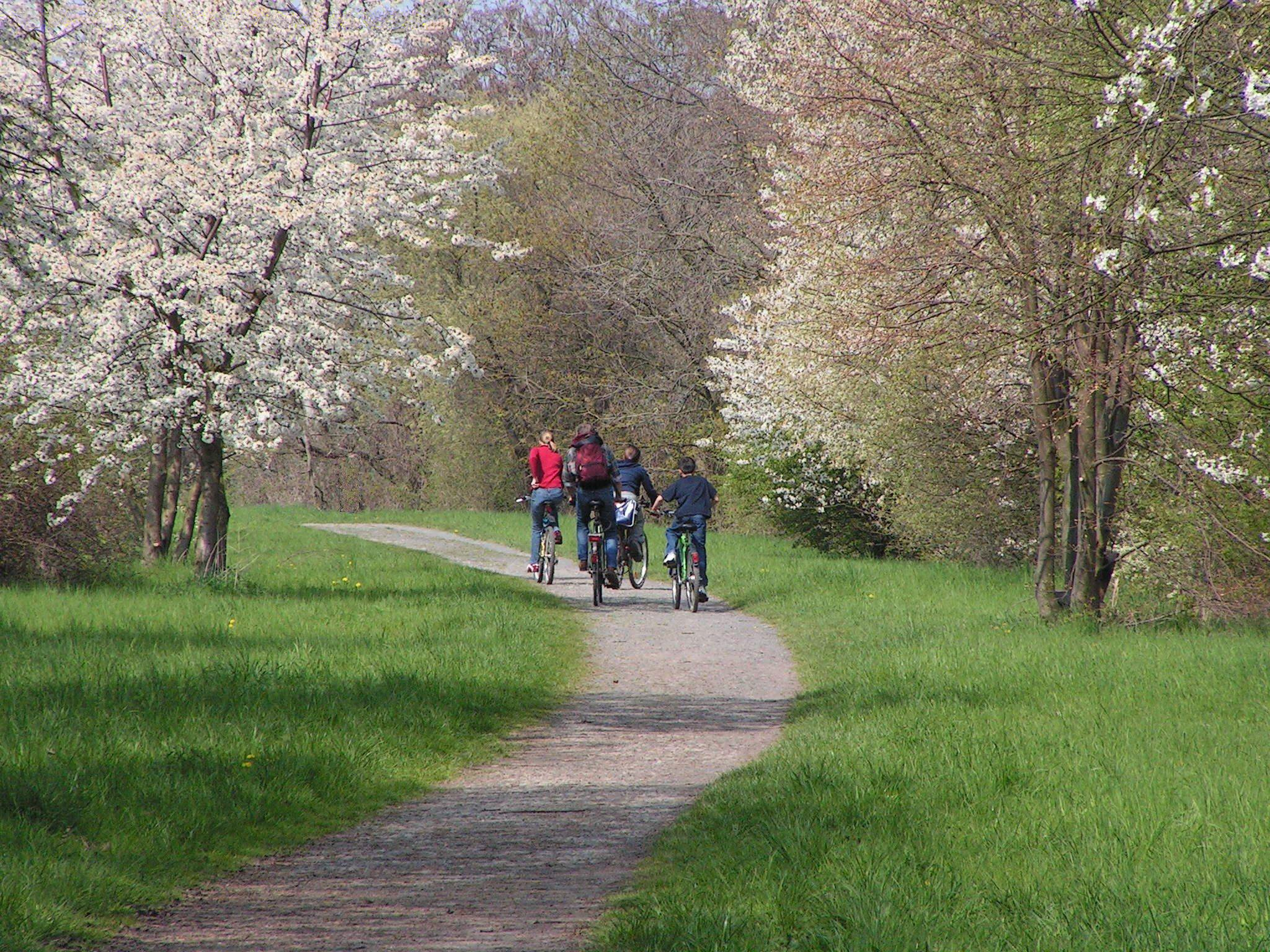
Der Weser-Harz-Heide-Radfernweg bei Groß Ellershausen (Göttingen)

### Landeswappen
Der heutige Entwurf des Wappens von Niedersachsen stammt von dem in Isernhagen geborenen und später in Hannover lebenden Heraldiker und Wappenmaler Gustav Völker, der auch die Wappen von Großburgwedel, Mellendorf, Wunstorf und vielen anderen Ortschaften entworfen hat. Im Jahre 1946 wurde das Sachsenross zum zunächst inoffiziellen Landeswappen gewählt und fünf Jahre später vom Landtag am 3. April 1951 bestätigt. Das Landeswappen wurde in der Vorläufigen Niedersächsischen Verfassung vom 13. April 1951 verankert und in der am 1. Juni 1993 in Kraft getretenen Niedersächsischen Verfassung wiederum bestätigt.
| Wappen von Niedersachsen | Blasonierung: „Das Land Niedersachsen führt als Landeswappen einen Halbrundschild mit einem springenden weißen/heraldisch silbernen Ross im roten Feld.“ |
| Wappen von Niedersachsen | Wappenbegründung: Das Wappen geht auf die welfischen Herzöge zurück, die mit dem Sachsenross ihren Anspruch auf das Gebiet der alten Sachsen zur Zeit des berühmten Herzogs Widukind dokumentieren wollten. In der Folgezeit diente das Sachsenross als Wappenbild verschiedener Herrscher. So fand es Eingang in die Wappen des Kurfürstentums als auch des Königreichs und der Provinz Hannover, aber auch des Herzogtums und des Freistaates Braunschweig. |

### Landesflagge

Flagge

Das Land führt in der Landesflagge die Landesfarben Schwarz-Rot-Gold mit dem Landeswappen.
Angesichts der unterschiedlichen wie traditionsreichen historischen Landesfarben der Länder, aus denen Niedersachsen hervorgegangen war, einigten sich die Landesgründer auf die heute geltende schwarz-rot-goldene Landesflagge mit dem Landeswappen als Kompromiss.

### Partnerschaften
Das Land Niedersachsen pflegt einige internationale Partnerschaften. Innerhalb von Europa besteht eine partnerschaftliche Zusammenarbeit mit der Region Haute-Normandie in Frankreich, den Niederlanden und den Woiwodschaften Großpolen und Niederschlesien in Polen. Außerhalb Europas bestehen Partnerschaften in der Provinz Anhui in der Volksrepublik China, der Präfektur Tokushima in Japan, den Regionen Perm und Tjumen in Russland und der Provinz Eastern Cape in Südafrika.

### Hymne
Niedersachsen hat keine offizielle Landeshymne. Als inoffizielle Hymne des Landes Niedersachsen wird manchmal das Niedersachsenlied angesehen. Es wurde bereits 1926, also rund 20 Jahre vor der Gründung des Landes im Jahr 1946, von Hermann Grote verfasst und komponiert. Der Originaltext von Grote wird oft unter verschiedenen Aspekten kritisiert und als politisch inkorrekt bezeichnet, sodass inzwischen verschiedene angepasste Textversionen entstanden. All diesen Alternativen ist gemeinsam, dass sie sich nicht durchsetzen konnten.

### Auszeichnungen

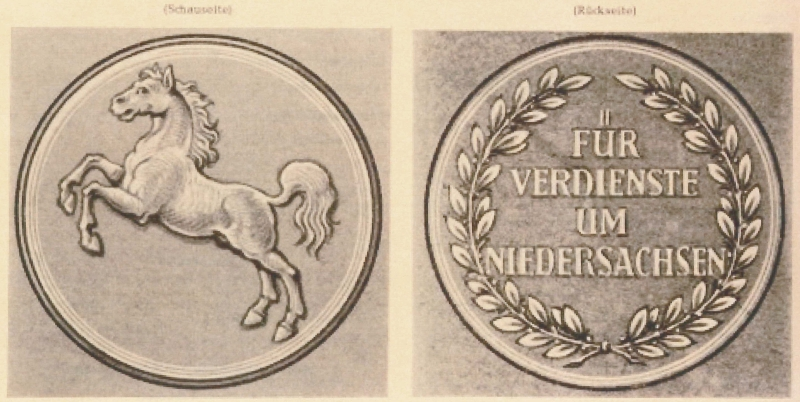
Die Niedersächsische Landesmedaille

Die höchste Auszeichnung, die das Land Niedersachsen verleiht, ist die Niedersächsische Landesmedaille. Für Verdienste um das Land Niedersachsen wird der Niedersächsische Verdienstorden verliehen. Außerdem vergibt der Ministerpräsident seit 2002 den Niedersächsischen Staatspreis, der früher „Niedersachsenpreis“ hieß. Als Musikpreis verleiht Niedersachsen jährlich den Praetorius Musikpreis und als Literaturpreis jährlich den Nicolas-Born-Preis.

## Verwaltung

### Verwaltungsgliederung
Das Land ist in 159 Städte, 49 Flecken und 731 Gemeinden (davon 650 in Samtgemeinden) sowie 25 gemeindefreie Gebiete unterteilt, die insgesamt 36 Landkreise, eine Region und acht kreisfreie Städte bilden.

#### Größte Städte

Metropolregionen in Deutschland

Niedersachsen hat acht Großstädte, von denen die Landeshauptstadt Hannover mit 522.131 deutlich die meisten Einwohner hat. Die zweitgrößte Stadt Braunschweig hat mit 252.962 weniger als halb so viele Einwohner. Auf den weiteren Rängen folgen die Städte Oldenburg mit 176.614 Einwohnern, Osnabrück mit 166.057, Wolfsburg mit 129.560, Göttingen mit 127.259, Salzgitter mit 104.970 Einwohnern und Hildesheim mit 98.510.

#### Metropolregionen
In Niedersachsen sind drei Metropolregionen ausgewiesen, von denen die Metropolregion Hannover-Braunschweig-Göttingen-Wolfsburg vollständig in Niedersachsen liegt. Die Metropolregion Hamburg umfasst neben Hamburg auch Gebiete von Mecklenburg-Vorpommern, Niedersachsen und Schleswig-Holstein. Die Metropolregion Nordwest schließt das Bremer und Bremerhavener Stadtgebiet mit ein. Als Metropolregion wird ein stark verdichteter Ballungsraum einer Metropole bezeichnet, der als Motor der sozialen, gesellschaftlichen und wirtschaftlichen Entwicklung eines Landes betrachtet wird. In Deutschland wurden Metropolregionen erstmals 1995 durch die Ministerkonferenz für Raumordnung definiert.

### Verwaltungsreformen

#### Abgeschlossene Verwaltungsreformen
Im Zuge der kommunalen Neugliederung/Gebietsreform in den 1960er bis 1980er Jahren ist die Zahl der kreisfreien Städte von 16 auf neun und die der Landkreise von 60 auf 38 reduziert worden. Von ehemals über 4000 Gemeinden blieben rund 2000 bestehen, die sich nun als Einheitsgemeinden oder Mitgliedsgemeinden von Samtgemeinden organisierten. Die durchgeführten Reformen waren dabei in der Bevölkerung und Politik umstritten und führten auch zu zahlreichen Klagen vor dem Staatsgerichtshof wie auch dem Bundesverfassungsgericht.
Folgende kreisfreie Städte wurden in Landkreise eingegliedert: Celle, Cuxhaven, Goslar, Göttingen, Hameln, Hildesheim und Lüneburg. Folgende Landkreise wurden aufgelöst: Alfeld (Leine), Aschendorf-Hümmling, Bersenbrück, Blankenburg, Braunschweig, Bremervörde, Burgdorf, Duderstadt, Einbeck, Fallingbostel, Gandersheim, Grafschaft Hoya, Grafschaft Schaumburg, Hildesheim-Marienburg, Land Hadeln, Lingen, Melle, Meppen, Münden, Neustadt am Rübenberge, Norden, Schaumburg-Lippe, Soltau, Springe, Wesermünde, Wittlage, Wittmund und Zellerfeld. Der Landkreis Wittmund ist 1980 wieder eingerichtet worden. 2001 wurden der Landkreis Hannover und die kreisfreie Stadt Hannover zur Region Hannover zusammengeführt.
Bis 1978 war Niedersachsen in die aus den vorherigen gleichnamigen Ländern hervorgegangenen Verwaltungsbezirke Oldenburg und Braunschweig sowie die aus den vorher hannoverschen Bezirken hervorgegangenen Regierungsbezirke Stade, Lüneburg, Hannover, Hildesheim, Osnabrück und Aurich unterteilt. Das früher eigenständige Land Schaumburg-Lippe gehörte bis 1978 zum Regierungsbezirk Hannover. Diese Verwaltungsinstanzen gehen geschichtlich häufig auf sehr viel ältere Vorgängerinstitutionen zurück. Ihre Grenzen und Einzugsbereiche spielen auch heute noch bei vielen Institutionen eine Rolle. 1978 erfolgte eine Neugliederung in vier Regierungsbezirke, die zum 1. Januar 2005 aufgelöst wurden. Es handelte sich um die Regierungsbezirke Braunschweig, Hannover, Lüneburg und Weser-Ems. Ihre Behörden, die Bezirksregierungen, wurden aufgelöst. Die Zuständigkeiten der Bezirksregierungen wurden auf andere Landesbehörden und Körperschaften umverteilt. So wurde die Aufgabe der „überörtlichen Kommunalprüfung“ an die 2005 neu gegründete Niedersächsische Kommunalprüfungsanstalt übertragen. Die neue SPD-geführte Landesregierung führte 2014 die Institution des Landesbeauftragten zur Repräsentation der Landesregierung in den Regionen ein.
Am 31. Oktober 2016 fusionierten die Landkreise Osterode am Harz und Göttingen zum neuen Landkreis Göttingen.

#### Zuständigkeitsbereiche der Regionalbeauftragten
2014 wurden von der Landesregierung Regionalbeauftragte ernannt, um die bisherigen Regierungsvertretungen abzulösen. Die Zuständigkeitsbereiche der Regionalbeauftragten orientieren sich an den Grenzen der Regierungsbezirke, die zwischen 1978 und 2004 bestanden.

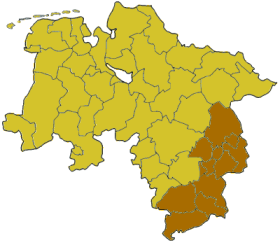
Zuständigkeitsbereich des Regionalbeauftragten in Braunschweig
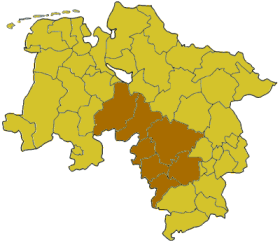
Zuständigkeitsbereich des Regionalbeauftragten in Hildesheim
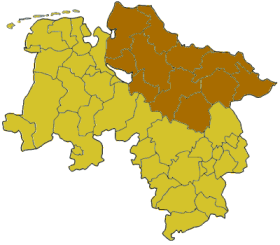
Zuständigkeitsbereich des Regionalbeauftragten in Lüneburg
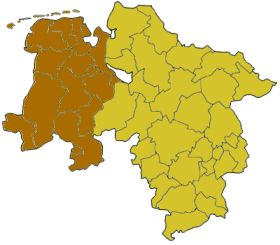
Zuständigkeitsbereich des Regionalbeauftragten in Oldenburg

#### Geplante Verwaltungsreformen
Insbesondere seit Auflösung der Regierungsbezirke im Jahr 2004 gibt es immer wieder Vorschläge, die entstandene Lücke (eine Gebietskörperschaft mittlerer Größe zwischen dem Land und den Kommunen fehlt jetzt) zu schließen. Diese Vorschläge beinhalten beispielsweise den Zusammenschluss von Landkreisen, aus denen dadurch nach Vorbild der 2001 entstandenen Region Hannover vergleichbare Gebietskörperschaften werden.
Konkrete Vorschläge umfassen die Fusion des Landkreises Lüchow-Dannenberg mit einem oder beider seiner niedersächsischen Nachbarkreise, eine Zusammenfassung der Landkreise im Raum Braunschweig, die Fusion der Landkreise Schaumburg, Hameln-Pyrmont und Holzminden im Weserbergland, Reformen im Küstenbereich und im niedersächsischen Umland von Hamburg und Bremen. Eine Fusion der Landkreise Rotenburg (Wümme) und Verden wurde auch wiederholt vorgeschlagen, stößt aber insbesondere bei den Unionspolitikern vor Ort auf Ablehnung. Eine ab dem Dezember 2012 diskutierte Fusion der Stadt Wilhelmshaven mit dem benachbarten Landkreis Friesland wurde trotz eines positiven Gutachtens der Kommunalen Gemeinschaftsstelle für Verwaltungsmanagement (KGSt) von den beteiligten Kommunen mit großer Mehrheit im Dezember 2013 abgelehnt. Die von vornherein positiv verlaufenen Fusionsgespräche der Kreistage der Landkreise Göttingen und Osterode am Harz über die Bildung eines neuen Landkreises Göttingen am 1. November 2016 wurden mit einem Gebietsänderungsvertrag am 1. Februar 2014 besiegelt. Gleichzeitig wurden auch Fusionsgespräche zwischen den Landkreisen Hildesheim und Peine geführt, die im Juli 2015 durch eine gescheiterte Abstimmung im Landkreis Hildesheim beendet wurden.

### Länderfusion und Verhältnis zu Bremen
Seit Jahren wird regelmäßig ein Zusammenschluss der Länder Niedersachsen und Bremen ins Gespräch gebracht. Der niedersächsische Ministerpräsident Christian Wulff schlug zuletzt Anfang 2009 einen solchen Zusammenschluss vor. Eine Fusion stößt traditionell insbesondere in Bremen auf Ablehnung. Im Verhältnis zwischen Bremen und Niedersachsen kam es in der Vergangenheit immer wieder zu Irritationen, die häufig auf von Bremer Seite als ungünstig empfundenen Aspekten der Raumordnungs- und Wirtschaftsplanung niedersächsischer Umlandkommunen basierten, wo große Gewerbegebiete in Konkurrenz zur Bremer Wirtschaft entstanden (unter anderem Entstehung von Speckgürteln). Im Gegenzug werden von niedersächsischer Seite häufig sogenannte „Bremer Alleingänge“ in der Infrastrukturplanung kritisiert. Insofern ist das bremisch-niedersächsische Verhältnis von weitaus größeren Dissonanzen geprägt als beispielsweise dasjenige zwischen Hamburg und Schleswig-Holstein. Einzelne Projekte sind dagegen von Kooperation geprägt, beispielsweise die Einführung der Regio-S-Bahn Bremen/Niedersachsen, die Implementierung der Metropolregion Nordwest, der JadeWeserPort und die Verlängerung von Straßenbahnlinien aus Bremen ins niedersächsische Umland. 2010 äußerte sich der damalige niedersächsische Ministerpräsident McAllister zugunsten einer Kooperation der Bundesländer anstelle einer Fusion. Er lehne eine Fusion zwar nicht ab, die Initiative hierzu müsse aber von Bremen ausgehen, was nicht zu erwarten sei.

## Wirtschaft und Infrastruktur

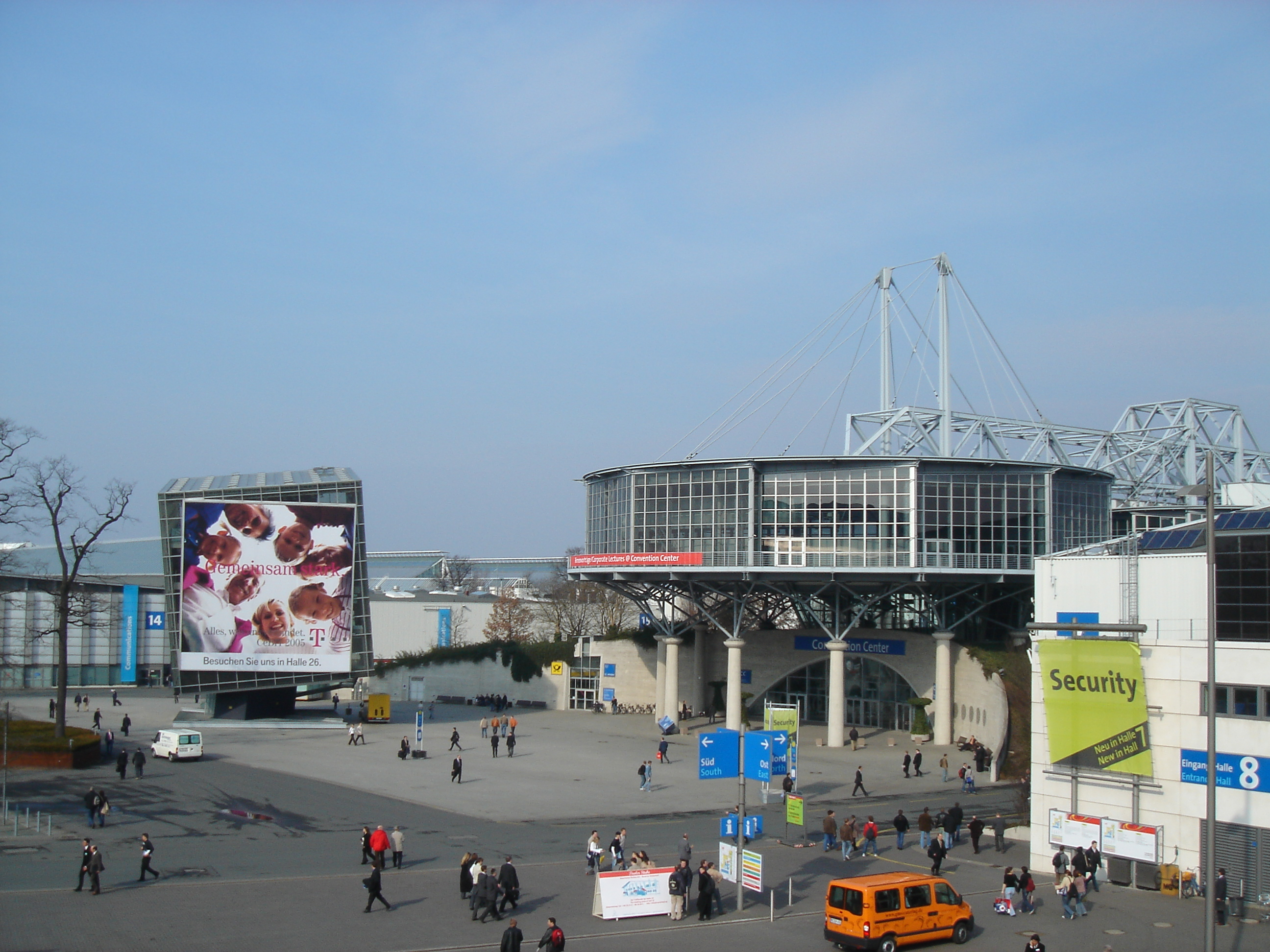
Messegelände Hannover

### Wirtschaft

#### Wirtschaftsstruktur

##### Bruttoinlandsprodukt
Im Vergleich mit dem Bruttoinlandsprodukt (BIP) der Europäischen Union, ausgedrückt in Kaufkraftstandards, erreicht Niedersachsen einen Index von 114,0 (EU-28: 100,0 Deutschland: 126,0) im Jahr 2014. Damit liegt Niedersachsen über dem EU-Durchschnitt, jedoch unter dem Wert Deutschlands.
2019 betrug die Wirtschaftsleistung in Niedersachsen gemessen am Bruttoinlandsprodukt rund 307,036 Milliarden Euro. Die Bruttowertschöpfung verteilte sich 2007 wie folgt auf die drei Wirtschaftssektoren:
| Wirtschaftssektor | Volumen in Mrd. Euro | Anteil in Prozent |
| ----------------- | -------------------- | ----------------- |
| Primärsektor      | 003,1                | 01,6              |
| Sekundärsektor    | 056,6                | 30,6              |
| Tertiärsektor     | 125,5                | 67,8              |

Im Jahr 2010 betrug das Wirtschaftswachstum in Niedersachsen 3,4 % zum Vorjahr, im ersten Halbjahr 2011 konnte ein Wachstum von 3,3 % gegenüber dem entsprechenden Vorjahreszeitraum festgestellt werden.

##### Arbeitsmarkt
| Jahr | Prozent |
| ---- | ------- |
| 2000 | 9,3     |
| 2001 | 9,1     |
| 2002 | 9,2     |
| 2003 | 9,6     |
| 2004 | 9,6     |
| 2005 | 11,6    |
| 2006 | 10,5    |
| 2007 | 8,8     |
| 2008 | 7,6     |
| 2009 | 7,7     |
| 2010 | 7,5     |
| 2011 | 6,9     |
| 2012 | 6,6     |
| 2013 | 6,6     |
| 2014 | 6,5     |
| 2015 | 6,1     |
| 2016 | 6,0     |
| 2017 | 5,8     |
| 2018 | 5,3     |
| 2019 | 5,0     |
| 2020 | 5,8     |
| 2021 | 5,5     |

Die Arbeitslosenquote lag im November 2019 bei 4,8 % (bundesweit ebenfalls 4,8 %). Es gibt deutliche Unterschiede zwischen den einzelnen Landkreisen und kreisfreien Städten: Wilhelmshaven hatte im November 2019 mit 9,6 % die höchste, die Landkreise Emsland und Grafschaft Bentheim hatten mit jeweils 2,3 % die niedrigsten Arbeitslosenquoten. Unter den Agenturbezirken weist Nordhorn im Westen des Bundeslandes seit Jahren die niedrigste Arbeitslosenquote aus. Sie lag im November 2019 bei 2,3 %. Der Agenturbezirk Hannover hatte zur selben Zeit mit 6,2 % die höchste Arbeitslosenquote.
Die zehn wichtigsten Standorte sozialversicherungspflichtiger Beschäftigung sind (Arbeitsortangaben):
| Stadt        | sozialvers. Beschäftigte 30. Juni 2019 | Veränderung seit 30. Juni 2015 3 | Pendlersaldo 30. Juni 2019 3 | Arbeitsplatzdichte 2 3 |
| ------------ | -------------------------------------- | -------------------------------- | ---------------------------- | ---------------------- |
| Hannover     | 329.083                                | +6,75 %                          | +116.386                     | 1.097                  |
| Braunschweig | 132.230                                | +7,04 %                          | +29.354                      | 986                    |
| Wolfsburg    | 121.298                                | +2,21 %                          | +68.792                      | 1.945                  |
| Osnabrück    | 96.666                                 | +7,62 %                          | +30.530                      | 1.035                  |
| Oldenburg    | 84.385                                 | +7,5 %                           | +18.922                      | 910                    |
| Göttingen    | 71.391                                 | +6,34 %                          | +27.312                      | 1.035                  |
| Hildesheim   | 50.345                                 | +9,02 %                          | +13.628                      | 957                    |
| Salzgitter   | 48.611                                 | +2,62 %                          | +9.553                       | 961                    |
| Lüneburg     | 41.926                                 | +9,37 %                          | +13.715                      | 1.002                  |
| Celle        | 36.007                                 | +1,66 %                          | +11.140                      | 1.089                  |

##### Strukturförderung
Die wirtschaftliche Schwerpunktregion Niedersachsens liegt im Raum Hannover. Die europäische Metropolregion Hannover-Braunschweig-Göttingen-Wolfsburg dient der weiteren Stärkung dieser wirtschaftlich starken Region. Demgegenüber gehören insbesondere die großräumigen, ländlichen Bereiche im Nordosten und im Westen Niedersachsens, also das Elbe-Weser-Dreieck, die Lüneburger Heide, die Mittelweserregion und Teile der Küstenregion, seit langem zu den strukturschwachen Räumen – diese Bereiche grenzen teilweise direkt an das Land Bremen mit den Großstädten Bremen und Bremerhaven. Eine Ausnahme bilden – als ländliche Region außerhalb des Raumes Hannover mit Wirtschaftswachstum – das Oldenburger Münsterland, das Emsland und die Grafschaft Bentheim. Es gab und gibt inzwischen eine Anzahl von Maßnahmen, um die wirtschaftliche Lage in den strukturschwachen Gebieten zu verbessern. Dazu gehören
- die aus Mitteln der örtlichen Wirtschaft mitfinanzierte Emslandautobahn A 31, die von Ostfriesland durch das Emsland nach Bottrop ins westliche Ruhrgebiet führt
- die Küstenautobahn A 22, die von Schleswig-Holstein durch den geplanten Elbtunnel bei Stade und den Wesertunnel bei Dedesdorf die A 29 zwischen Oldenburg und Wilhelmshaven kreuzen und im Raum Westerstede an die A 28 anschließen soll
- mehrere Ethen-Pipelines, die die Chemiestandorte in Nordrhein-Westfalen mit denen in Niedersachsen und Schleswig-Holstein verbinden und in Niedersachsen insbesondere den Produktionsstandorten Stade und Wilhelmshaven zugutekommen sollen
- der Containerhafen JadeWeserPort in Wilhelmshaven, der als einziger deutscher Seehafen auch von den größten Containerschiffen künftiger Generationen angelaufen werden kann

#### Unternehmen
Zu den größten niedersächsischen Unternehmen – jeweils im Hinblick auf ihre Wertschöpfung – gehörten im Jahr 2021 die Volkswagen AG (Wolfsburg) und die Continental AG (Hannover). Platz drei belegte die Versicherungsgruppe Talanx AG vor der Salzgitter AG und Rossmann. Auf Platz sechs befand sich der Energieversorger EWE AG gefolgt von der Symrise AG.
Im wichtigsten deutschen Aktienindex DAX, der die Entwicklung der 40 (bis September 2021 30) größten und umsatzstärksten deutschen Aktien widerspiegelt, sind die Volkswagen AG (Wolfsburg), die Symrise AG (Holzminden), die Sartorius AG (Göttingen), die Hannover Rück (Hannover) und die Continental AG (Hannover) vertreten. Im Aktienindex NISAX20, der 2002 von der Norddeutschen Landesbank NORD/LB ins Leben gerufen wurde und von der Deutschen Börse berechnet wird, sind die 20 wichtigsten börsennotierten Unternehmen Niedersachsens gelistet.

#### Landwirtschaft

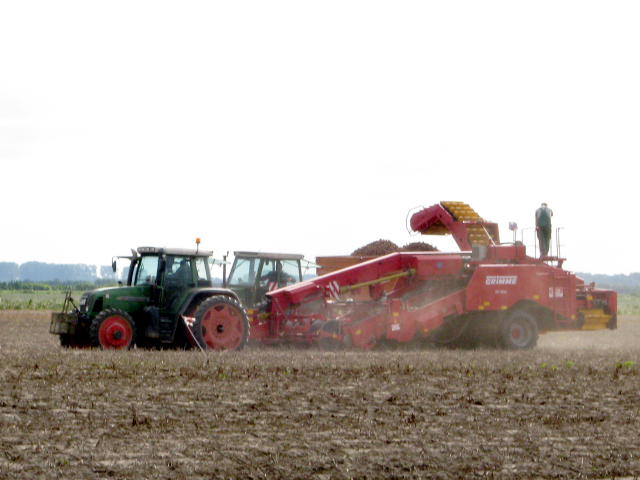
Kartoffelernte mit einem Vollernter bei Krummendeich (Landkreis Stade)

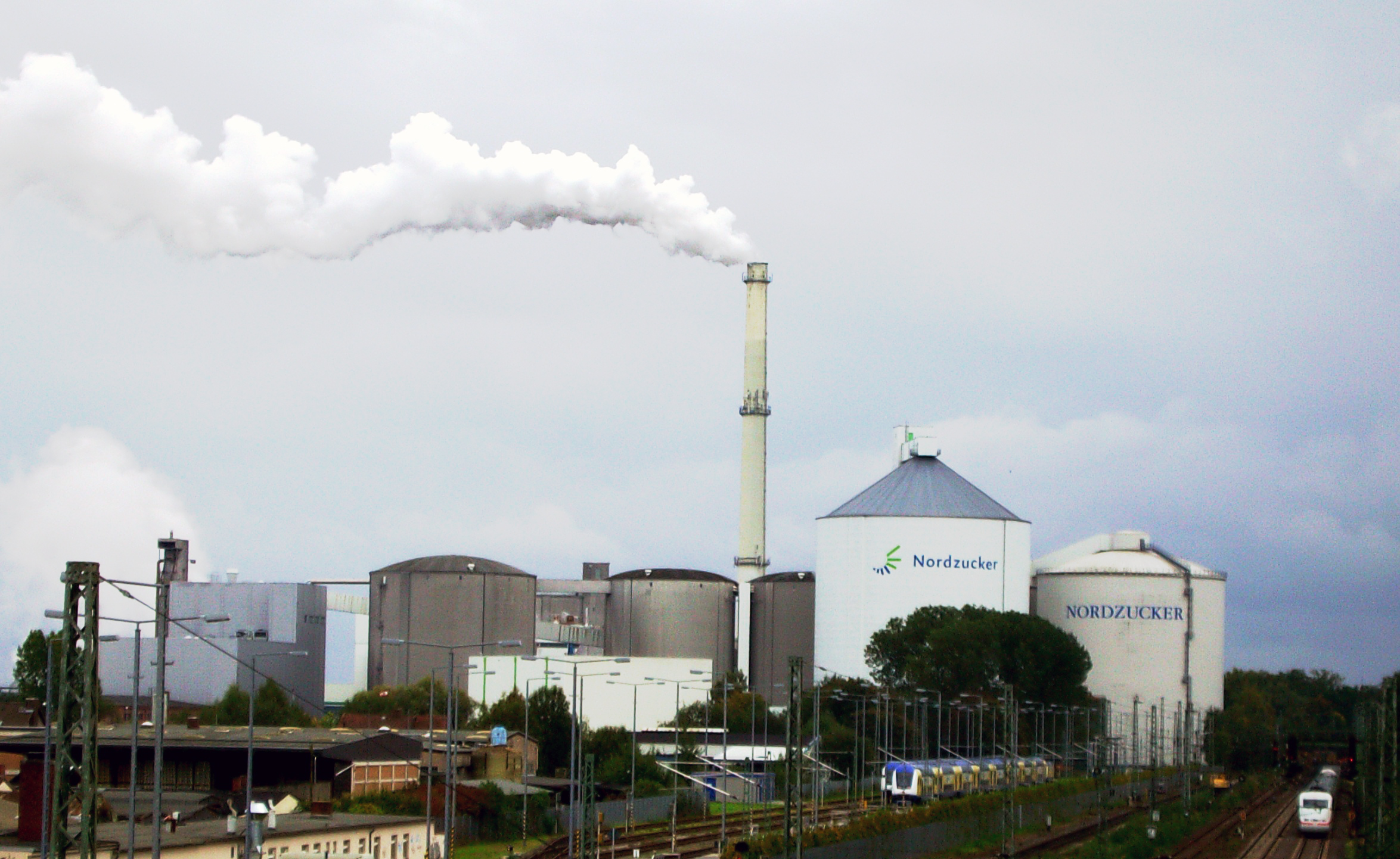
Die zweitgrößte Zuckerfabrik Europas in Uelzen

Die Landwirtschaft findet in Niedersachsen sehr unterschiedliche Bedingungen vor. Die Böden in der Hildesheimer Börde und zwischen Harz und Mittellandkanal zeichnen sich durch sehr hohe Bodenzahlen aus und eignen sich besonders für den Anbau von Zuckerrüben und Getreide. In der Lüneburger Heide ist der Boden karg; Hauptprodukte sind Kartoffeln und als Spezialität Spargel. In den Marschgebieten an der Küste dominiert hingegen die Viehzucht.
Neben Getreide werden Raps, Zuckerrüben, Salat (speziell Eisbergsalat), Kohl, Möhren (Mohrrüben, Karotten) und dank des sandhaltigen Bodens Spargel in Teilen des Landes angebaut. Bekannt ist auch die niedersächsische Grünkohlkultur (in südöstlichen Regionen auch die Variante Braunkohl). Neben dem Gemüseanbau und der Viehzucht ist der Obstanbau (speziell im Norden, Altes Land) ein wichtiger Wirtschaftszweig.
Entsprechend ist das Grundwasser mit Pflanzenschutzmitteln belastet. 2015 waren in dem Bundesland 13 Grundwasserkörper in einem „schlechten chemischen Zustand“.
Darüber hinaus ist das Agribusiness als der Landwirtschaft vor- und nachgelagerte Wirtschaftsstufe von großer Bedeutung.

#### Industrie

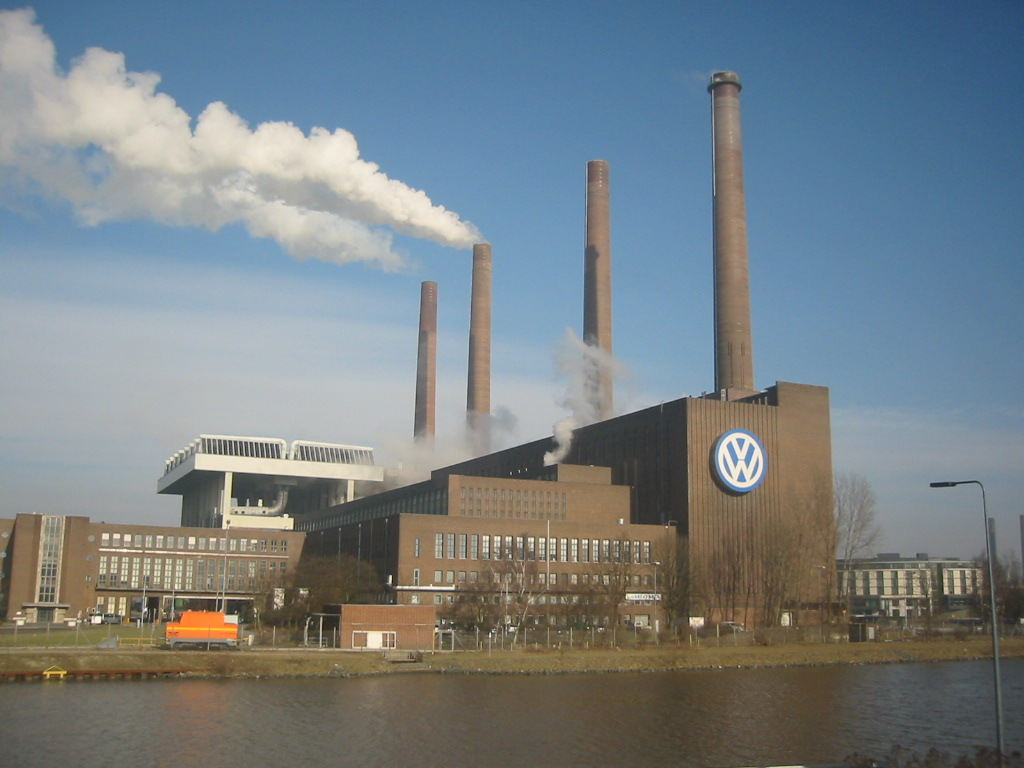
Volkswagen-Werk in Wolfsburg

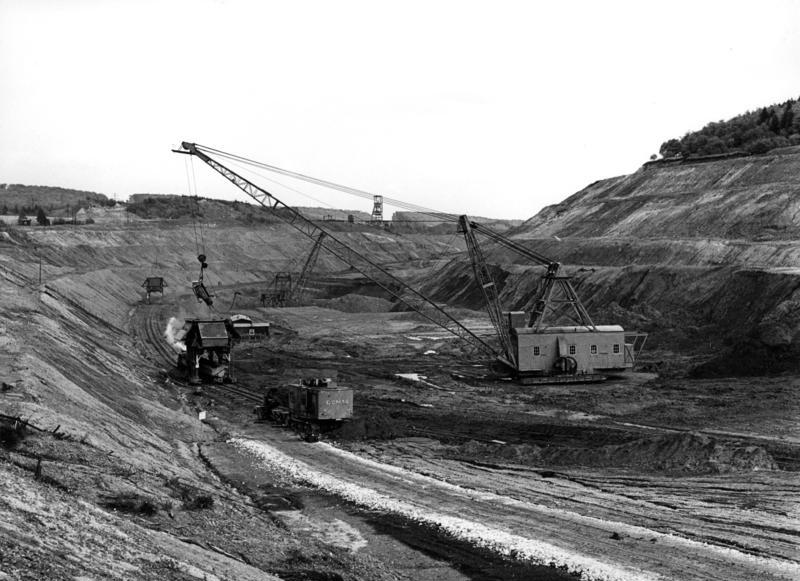
Ehemaliger Eisenerztagebau Haverlahwiese der Salzgitter AG, 27. April 1961

Das industrielle Zentrum befindet sich im Raum Hannover-Braunschweig-Wolfsburg mit mehreren Automobilwerken – darunter das Stammwerk Wolfsburg der Volkswagen AG, die Werke Braunschweig und Salzgitter sowie das Nutzfahrzeugwerk Hannover. Hinzu kommt die in Peine und Salzgitter ansässige Stahlindustrie. Im Maschinen- und Anlagenbau sind ferner insbesondere die Bereiche Landtechnik, Windenergieanlagen, Biogasanlagen und Offshore-Zulieferung von Bedeutung.
Weiterhin ist das Bundesland deutschlandweit führend beim Abbau und der Verwertung von Rohstoffen wie Torf, Sand und Kies.
Die Verarbeitung landwirtschaftlicher Produkte und Lebensmittelherstellung gehört ebenfalls zu den großen Industriezweigen in Niedersachsen.

#### Wirtschaft an der Küste

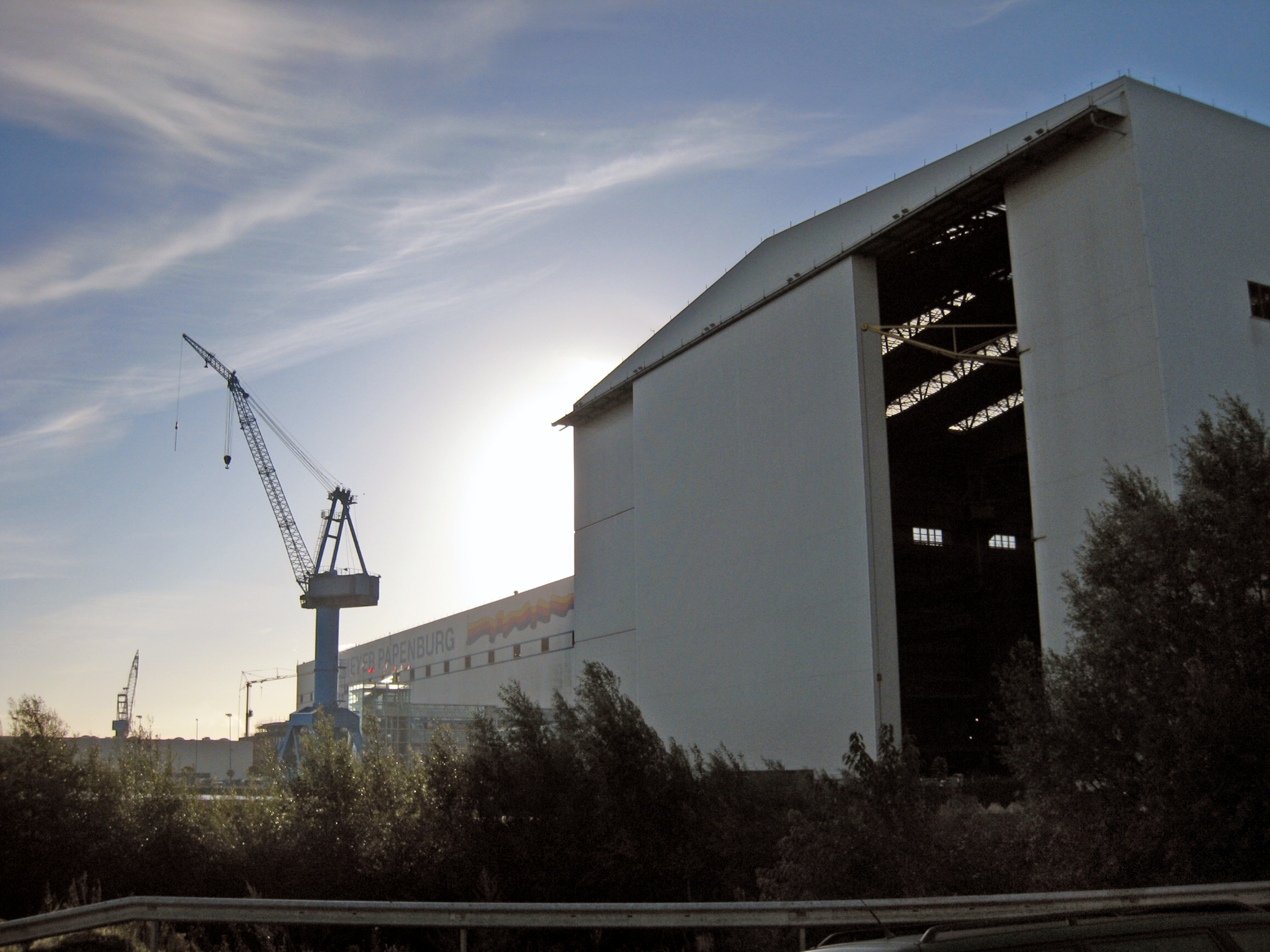
Hallen der Meyer Werft in Papenburg

Neben dem Tourismus steht an der Nordseeküste die Fischverarbeitung im Vordergrund, während die Bedeutung des Schiffbaus seit der Werftenkrise stark abgenommen hat.
Die neun Seehäfen Brake, Cuxhaven, Emden, Leer, Nordenham, Oldenburg, Papenburg, Stade und Wilhelmshaven sind als Seaports of Niedersachsen organisiert. Im Jahr 2014 wurden über diese Häfen 46,4 Millionen Tonnen Güter umgeschlagen. Der Umschlag von Neufahrzeugen lag in den niedersächsischen Seehäfen 2014 bei 1.702.706 Fahrzeuge (2013: 1.597.945). Besonders der Hafen Emden fungiert auch als Verschiffungshafen für die im dortigen Werk gebauten VW-Fahrzeuge (1,25 Millionen Pkw im Jahr 2011), aber auch in Cuxhaven werden Neufahrzeuge umgeschlagen. Oldenburg ist wichtiger Hafenstandort für den Umschlag landwirtschaftlicher Güter. Von wachsender Bedeutung für die niedersächsischen Seehäfen ist zudem das Geschäft mit Offshore-Windenergieanlagen. Aufgrund des zu erwartenden Wachstums des Warenverkehrsaufkommens werden die niedersächsischen Seehäfen noch weiter ausgebaut, für 2012/2013 waren Investitionen von rund 60 Millionen Euro vorgesehen.
Im niedersächsischen Schiffbau ist insbesondere die Meyer Werft in Papenburg von Bedeutung.

#### Bundeswehr
Der Truppenübungsplatz Bergen im Südteil der Lüneburger Heide ist mit 284 km² der größte Truppenübungsplatz in Europa. Er wurde ab 1935 von der deutschen Wehrmacht eingerichtet und nach dem Ende des Zweiten Weltkrieges 1945 von den britischen Besatzungstruppen übernommen und kontinuierlich erweitert. Seit den 1960er Jahren wird das Areal zudem von der Bundeswehr und Streitkräften der NATO genutzt.
Große Teile der Deutschen Marine sind in Wilhelmshaven am Marinestützpunkt Heppenser Groden stationiert. Wilhelmshaven ist heute der größte Standort der Deutschen Marine und der zweitgrößte Standort der Bundeswehr. Nach der Umsetzung des neuen Bundeswehrstationierungskonzepts 2011 wird Wilhelmshaven künftig der mit Abstand größte Standort der Bundeswehr sein.
Die Luftwaffe ist auf den Fliegerhorsten Diepholz, Wittmundhafen und Wunstorf vertreten. Daneben betreiben die Heeresflieger die Flugplätze Bückeburg, Celle und Faßberg sowie die Marineflieger den Fliegerhorst Nordholz.

#### Energiewirtschaft

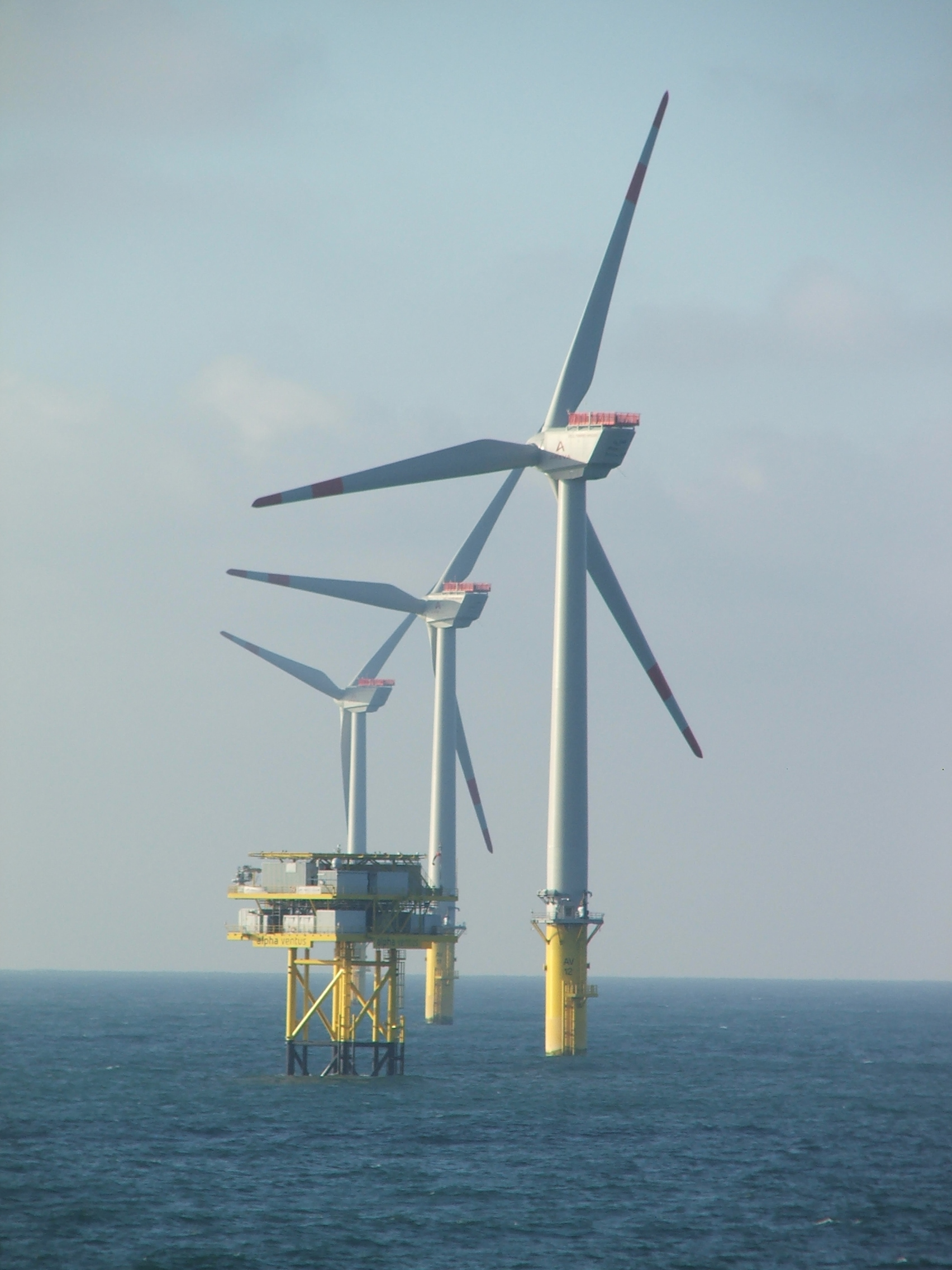
Drei Windkraftanlagen mit Umspannplattform im ersten deutschen Offshore-Windpark alpha ventus

In Niedersachsen waren vier Kernkraftwerk in Betrieb: das Kernkraftwerk Emsland, welches bis April 2023 Strom produzierte; das Kernkraftwerk Grohnde wurde Ende 2021 abgeschaltet, das Kernkraftwerk Unterweser wurde 2011 infolge des nach der Nuklearkatastrophe von Fukushima eingeführten Atommoratoriums vom Netz genommen und abgeschaltet und das Kernkraftwerk Stade wurde 2003 stillgelegt.
Daneben existieren mehrere konventionelle Kohle- und Gaskraftwerke, beispielsweise das Kraftwerk Mehrum oder das Erdgaskraftwerk Emsland. Die Stadt Wilhelmshaven ist Standort von zwei Kohlekraftwerken (Betreiber: E.ON und GDF Suez).
Niedersachsen verfügt über die größten Erdgasvorkommen Deutschlands. 95 % der deutschen Erdgasförderung sowie 40 % der deutschen Erdölförderung entfallen auf Niedersachsen. Das Land hatte 2011 im nationalen Vergleich die höchste Stromproduktion aus Biogas (4190 Millionen Kilowattstunden). In einigen Disziplinen des Verkehrssektors ist das Land im nationalen Vergleich fortschrittlich: 84 Bioethanol-Tankstellen (Platz 1) und 33 Pflanzenöl-Tankstellen (Platz 3) versorgen Fahrzeuge mit klimaschonenden Kraftstoffen.
Eine Spitzenposition nimmt Niedersachsen auch bei der Windenergienutzung ein. So haben mehrere Windkraftanlagenhersteller Produktionsstätten in Niedersachsen, z. B. Enercon mit Standorten in Aurich, Emden und Haren sowie GE Wind Energy in Salzbergen. Mit Stand Juni 2016 standen 5783 Windkraftanlagen mit einer Gesamtleistung von 8957 MW, gut ein Fünftel aller deutschen Anlagen, im Land.
Ende 2022 waren onshore rund 12.100 MW installiert.
Vor der niedersächsischen Küste in der ausschließlichen Wirtschaftszone der Bundesrepublik (AWZ) gibt es mehrere Offshore-Windparks. Innerhalb der 12-Seemeilen-Zone, und damit in Niedersachsen, besteht seit 2017 der Offshore-Windpark Nordergründe (siehe auch: Liste der Offshore-Windparks).
Niedersächsische Windkraftanlagen speisten 2022 rund 35,3 Milliarden Kilowattstunden (kWh) Strom ins Netz. Zuwachs gab es auch bei der Wärmeerzeugung aus Solarthermie: Sie stieg von 382 Mio. kWh im Jahr 2008 auf 532 Mio. kWh im Jahr 2011. Niedersachsen investiert in die Weiterentwicklung der Erneuerbare-Energien-Technologien. Im Jahr 2010 floss mit 15,1 Mio. Euro das meiste Geld in die Forschung.

#### Dienstleistungen

##### Versicherungswirtschaft
Das Versicherungsgewerbe nimmt traditionell unter den Branchen in Niedersachsen eine bedeutende Stellung ein. Das ist u. a. auf die Bedeutung Hannovers als bedeutender Versicherungsstandort mit über 12.500 Beschäftigten zurückzuführen. Aus regionaler Perspektive betrachtet befinden sich sieben der elf Unternehmenssitze in der Landeshauptstadt, die auch die Top-5-Unternehmen auf sich vereint. Dazu zählen die Talanx inkl. Hannover Rück, die VHV Gruppe, die VGH Versicherungen, Swiss Life Deutschland (Konzernsitz in Zürich) und die Concordia-Versicherung.

##### Tourismus

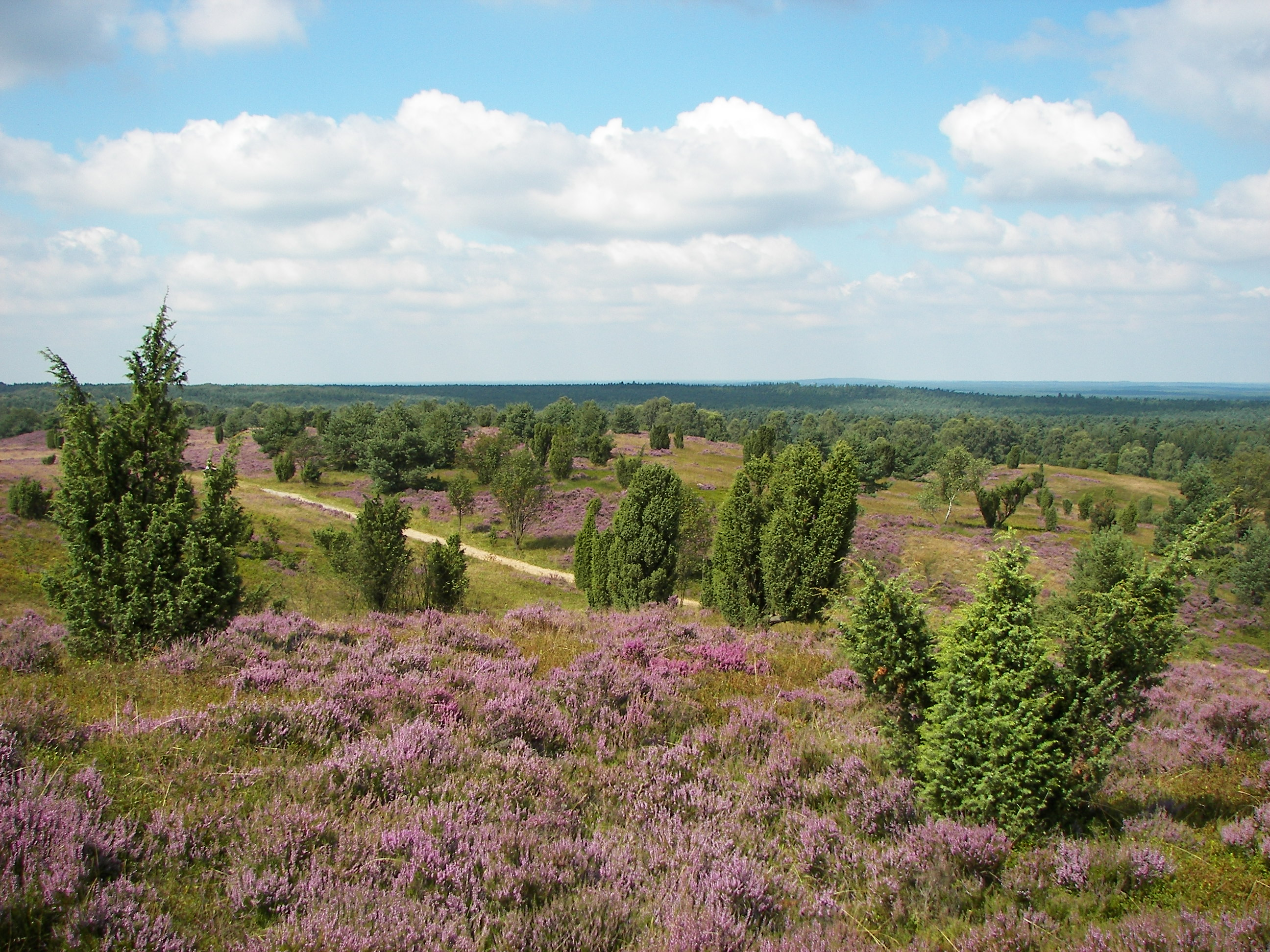
Lüneburger Heide

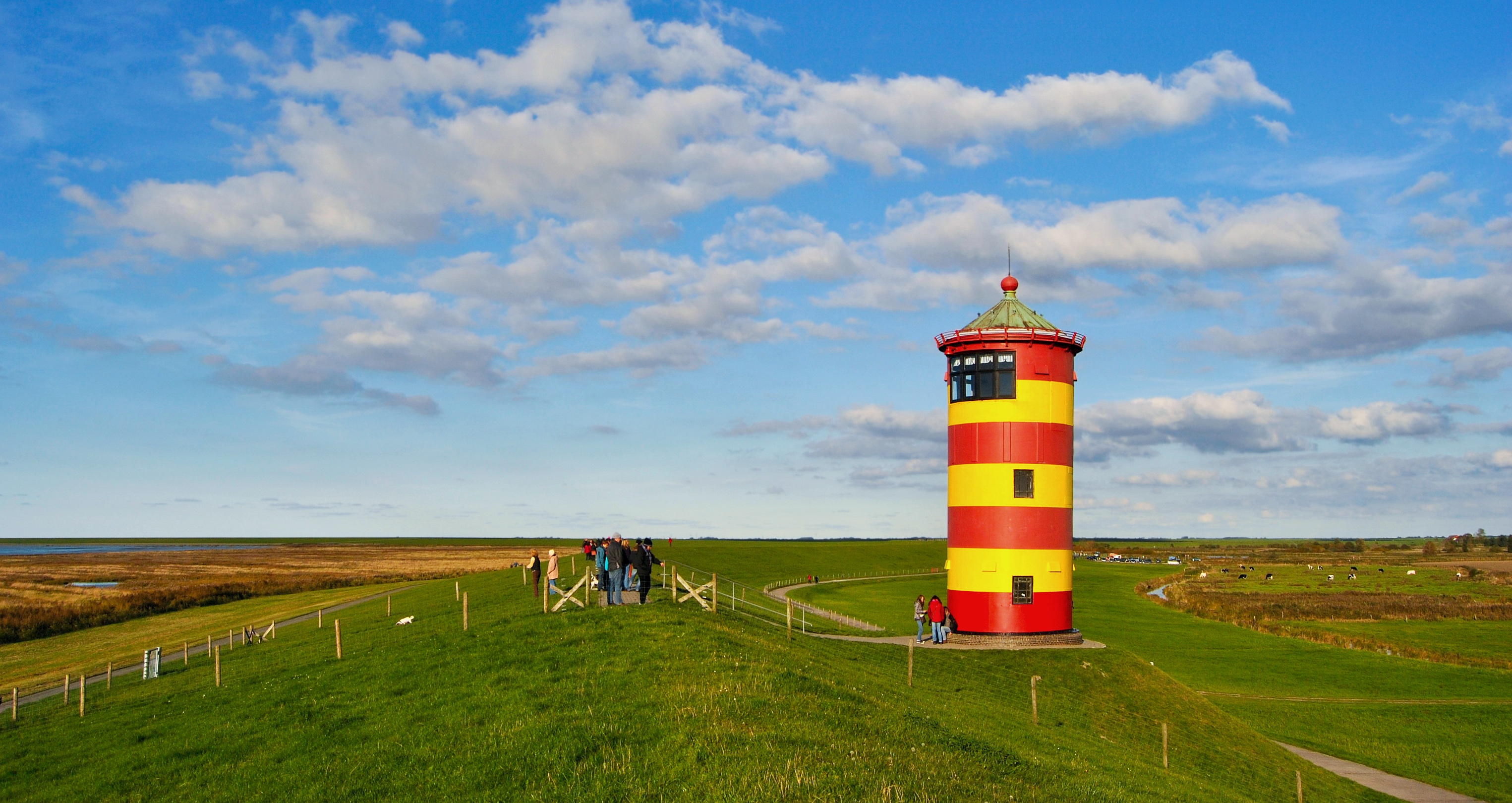
Ostfriesische Küste

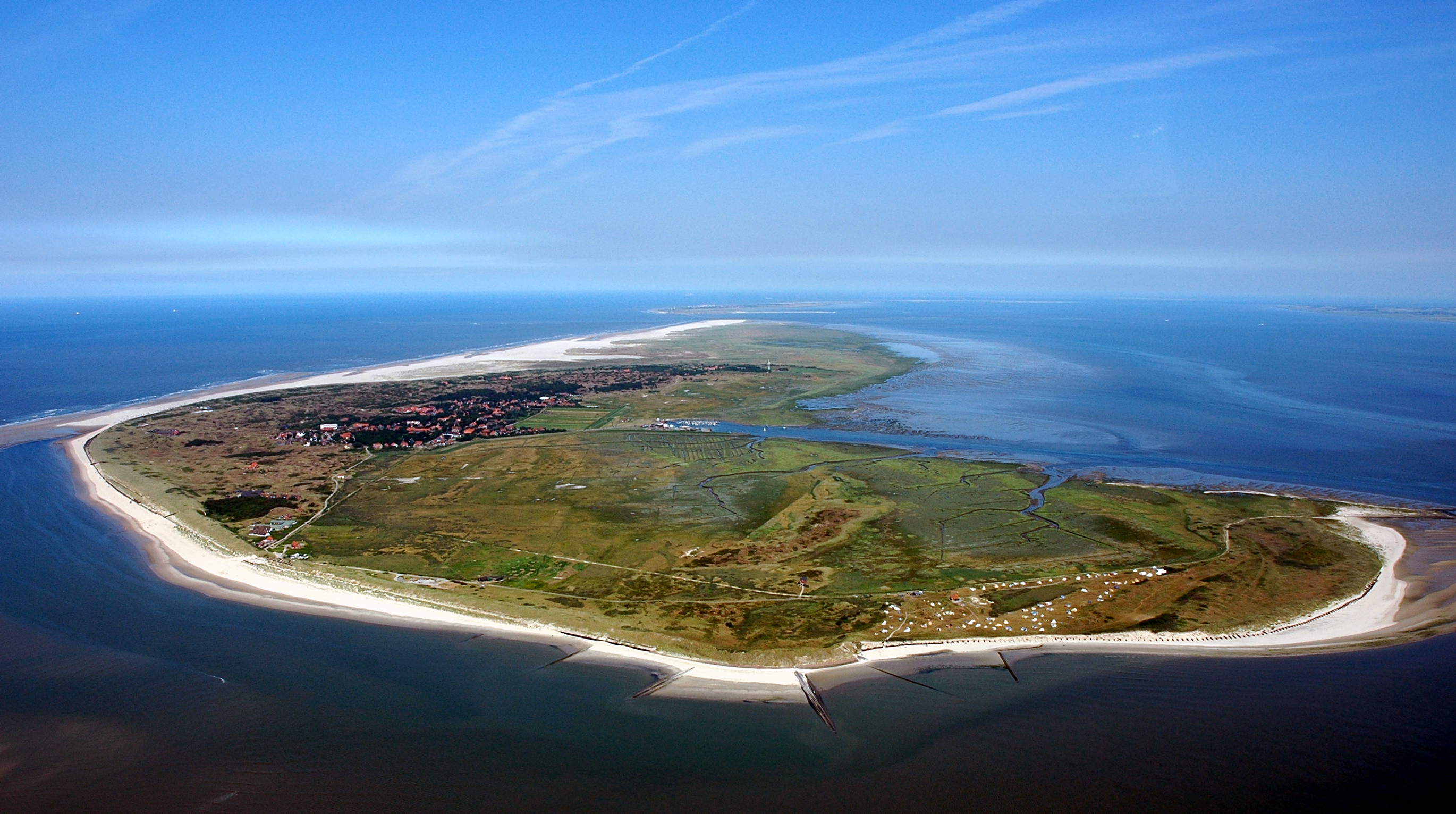
Ostfriesische Inseln

Niedersachsen belegt im Bundesvergleich für 2024 mit 46,127 Millionen Übernachtungen hinter Bayern, Baden-Württemberg und Nordrhein-Westfalen den 4. Rang.
Hauptanziehungspunkt innerhalb der niedersächsischen Reisegebiete war die niedersächsische Nordseeküste mit 8.201.777 Übernachtungen. Wichtige Fremdenverkehrsorte sind hier das sogenannte Cuxland mit Cuxhaven und seinen Stadtteilen Duhnen, Döse und Sahlenburg sowie die Gemeinde Wurster Nordseeküste. Weitere wichtige Seebadeorte befinden sich in Butjadingen, im oldenburgischen Friesland und an der ostfriesischen Küste. Die nachfolgenden Ränge belegen die Reisegebiete Lüneburger Heide mit 7.040.035 Übernachtungen und die Region GEO mit der Grafschaft Bentheim, dem Emsland sowie dem Osnabrücker Land mit 5.637.382 Übernachtungen. Die weiteren Platzierungen für das Jahr 2024 können der folgenden Tabelle entnommen werden:
| Niedersächsisches Reisegebiet                               | Übernachtungen 3 |
| ----------------------------------------------------------- | ---------------- |
| Niedersächsische Nordseeküste                               | 8.201.777        |
| Lüneburger Heide                                            | 7.040.035        |
| Region GEO (Grafschaft Bentheim, Emsland, Osnabrücker Land) | 5.637.382        |
| Ostfriesische Inseln                                        | 5.466.684        |
| Hannover-Hildesheim                                         | 4.669.530        |
| Harz                                                        | 4.490.189        |
| Weserbergland-Südniedersachsen                              | 2.573.782        |
| Braunschweiger Land                                         | 1.902.446        |
| Ostfriesland                                                | 1.877.269        |
| Mittelweser                                                 | 1.336.079        |
| Unterelbe-Unterweser                                        | 1.124.699        |
| Oldenburger Münsterland                                     | 924.595          |
| Oldenburger Land                                            | 883.271          |

##### Messe

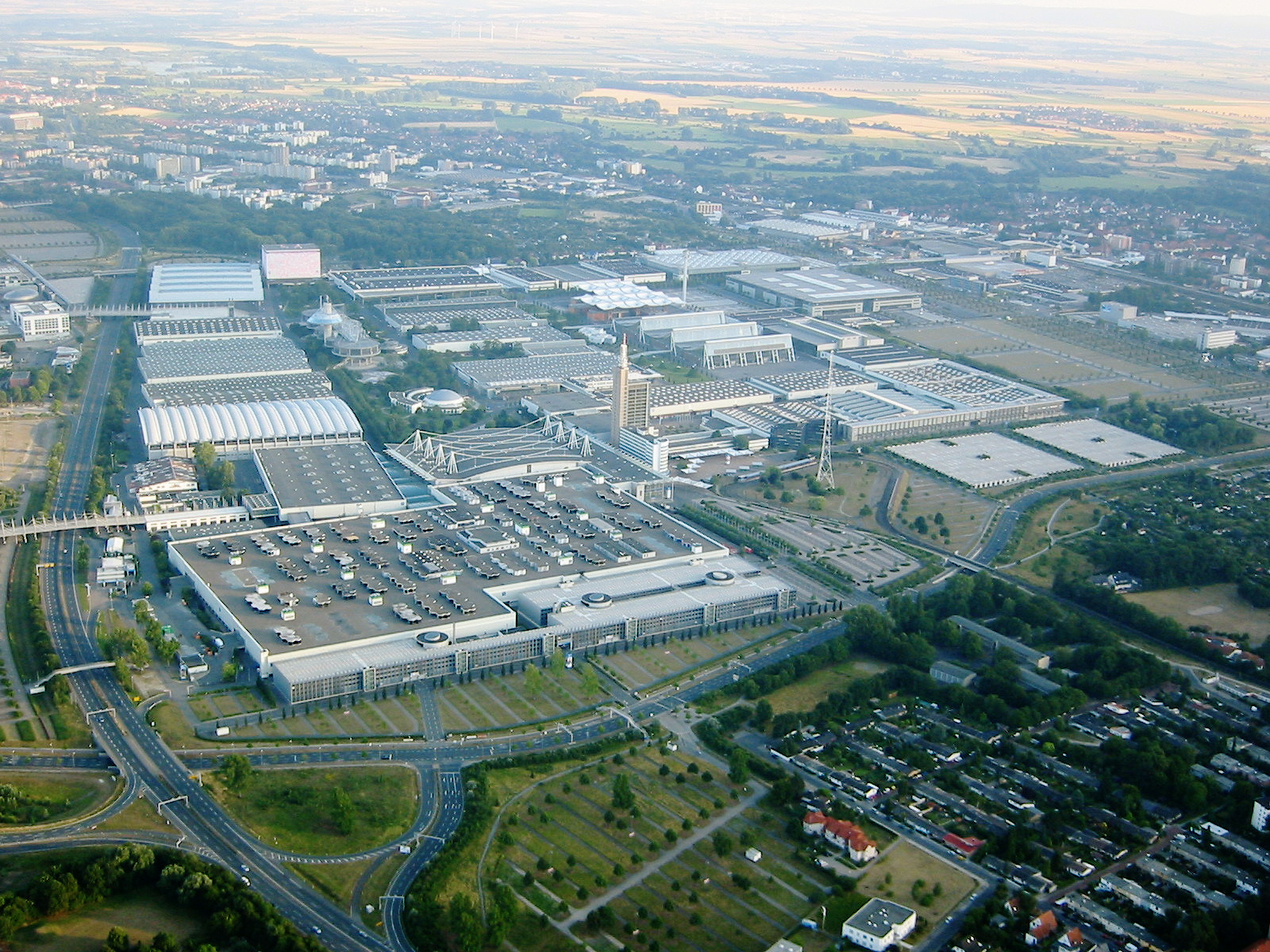
Messegelände Hannover

Ein bedeutender Wirtschaftsfaktor sind die in Hannover stattfindenden Messen der Deutschen Messe AG. Einzelne Messen sind die größten ihrer Art weltweit. Zu den wichtigsten Messen gehören hierbei Hannover Messe, IAA Nutzfahrzeuge, Infa, Agritechnica, Interschutz und IdeenExpo. Um das zweite Millennium war die CeBIT neben der Hannover Messe die wichtigste Messe Deutschlands und eine viel beachtete weltweit.

#### Medien
In Niedersachsen gibt es seit 1984 neben dem aus Gebühren finanzierten öffentlich-rechtlichen Rundfunk den werbefinanzierten privaten Rundfunk. Für die Entwicklung und Förderung des privaten Rundfunks ist die Niedersächsische Landesmedienanstalt zuständig. Sie lizenziert private Hörfunk- und Fernsehanbieter und beaufsichtigt deren Programme. Weitere Aufgaben sind die Aufsicht in Bezug auf die Einhaltung des Jugendschutzes bei den privaten Anbietern von Telemedien in Niedersachsen sowie die Förderung des Bürgerrundfunks.

##### Hörfunk
Der öffentlich-rechtliche Hörfunk wird vom Norddeutschen Rundfunk betrieben, der für Niedersachsen ein landesspezifisches Programm mit der Landeswelle NDR 1 Radio Niedersachsen sendet. Der Norddeutsche Rundfunk (NDR) unterhält dazu in der Landeshauptstadt Hannover ein Landesfunkhaus für Hörfunk und Fernsehen, in dem das Regionalprogramm für Niedersachsen gestaltet wird. Darüber hinaus ist der NDR in mehreren Städten Niedersachsens mit Regionalstudios und Korrespondentenbüros vertreten. Regionalstudios gibt es in Braunschweig, Göttingen, Lüneburg, Oldenburg und Osnabrück; Korrespondentenbüros in Lingen/Emsland, Otterndorf/Niederelbe, Esens/Ostfriesland, Vechta, Verden, Hameln/Weserbergland und Wilhelmshaven.
Im privaten Hörfunk gibt es mit radio ffn, Antenne Niedersachsen und Radio 21 drei landesweit sendende private Radioketten. Daneben sorgen 15 nichtkommerzielle, gemeinnützige Veranstalter von Bürgerrundfunk für Vielfalt in den jeweiligen lokalen Regionen. Unter den Betreibern befinden sich zehn Bürgerradios, zwei Bürgerfernsehveranstalter und drei Sender, die ein Hörfunk- und Fernsehprogramm bieten. Mit der Neufassung des Niedersächsischen Mediengesetzes dürfen seit dem 1. Januar 2011 auch lokale und regionale werbe-finanzierte Hörfunksender zugelassen werden. Die ersten zugelassenen Lokalsender waren Radio Hannover, teutoRADIO Osnabrück, Radio38, BWReins und Radio Nienburg.

##### Fernsehen
Das NDR Fernsehen ist das regionale öffentlich-rechtliche Fernsehprogramm des Norddeutschen Rundfunks, das gemeinsam mit Radio Bremen für die Länder Niedersachsen, Hamburg, Mecklenburg-Vorpommern und Schleswig-Holstein produziert wird. Als für Niedersachsen zuständige Landesprogramm sendet Hallo Niedersachsen täglich um 19:30 Uhr ein halbstündiges Regionalmagazin. Dazu werktäglich montags bis freitags um 18:00 eine 15-minütige Kurzausgabe mit Niedersachsen 18:00
Als private Fernsehveranstalter senden RTL Nord und Sat.1 Norddeutschland landesspezifische Regionalprogramme wie Guten Abend RTL und 17:30 SAT.1 REGIONAL – Das Magazin für Niedersachsen und Bremen. Mit der Neufassung des Niedersächsischen Mediengesetzes dürfen seit dem 1. Januar 2011 auch lokale und regionale werbe-finanzierte Fernsehsender zugelassen werden. Den Anfang machten der Friesische Rundfunk, regiotv, heimatLIVE, Hannover TV, os1.tv, ev1.tv sowie fan24.tv.

##### Zeitungen
In Niedersachsen erscheinen rund 50 regionale Tageszeitungen, die jedoch keine große bundesweite Bedeutung haben. Die größten Zeitungen sind die Hannoversche Allgemeine, die Braunschweiger Zeitung, die Neue Osnabrücker Zeitung, die Nordwest-Zeitung und die Kreiszeitung Syke. Eine Besonderheit stellt die Hessische/Niedersächsische Allgemeine dar, deren Verbreitungsgebiet länderübergreifend ist und den Bereich Nordhessen und Südniedersachsen abdeckt.

### Verkehr
Niedersachsen ist das Bundesland mit den meisten Metropolregionen in Europa. Entsprechend hoch ist der Ausbau und der Grad der Vernetzung der Infrastruktur in allen Verkehrsbereichen. Das Land gilt auch als wichtige Logistikdrehscheibe in Deutschland und Europa.

#### Straßenverkehr
Entsprechend der Bevölkerungsverteilung befindet sich ein Schwerpunkt des Straßennetzes im südöstlichen Niedersachsen mit den Zentren Hannover, Braunschweig, Hildesheim und Salzgitter. In diesem Raum kreuzen sich die Autobahnen vom Ruhrgebiet nach Berlin und von Süddeutschland an die Küste. Dies sind die Autobahnen A 2 und A 7/A 27 sowie die A 36/A 39, die das östliche Niedersachsen erschließen sollen. Weitere wichtige Autobahnen verlaufen vom Ruhrgebiet über Osnabrück und Bremen nach Hamburg (A 1 (Hansalinie)), vom Ruhrgebiet nach Emden (A 31/Emslandautobahn) sowie von Amsterdam über Osnabrück nach Hannover (A 30 und A 2).

#### Schienenverkehr

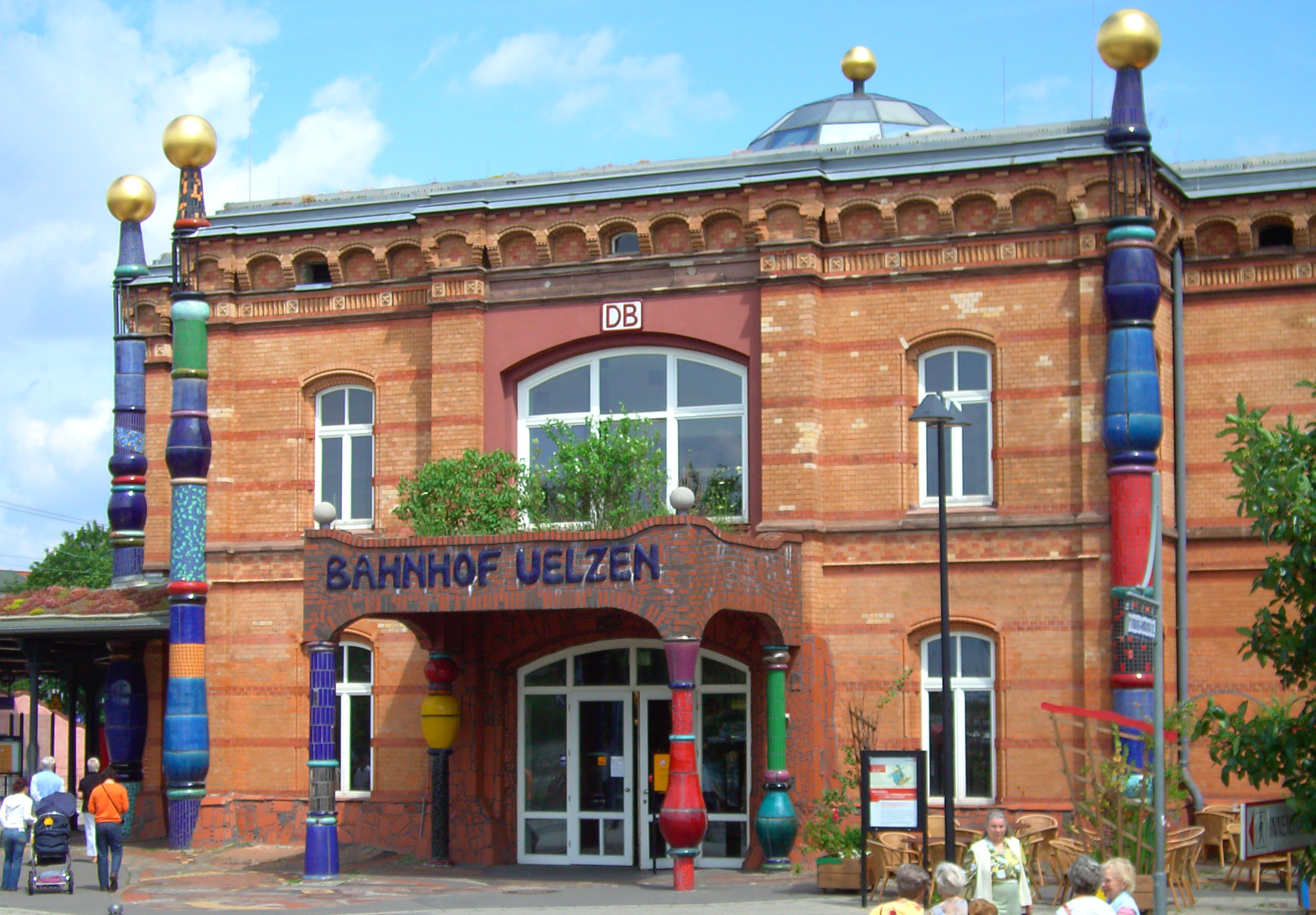
Der Hundertwasser-Bahnhof in Uelzen

Wichtigster Verkehrsknotenpunkt im Schienenverkehr ist die Landeshauptstadt Hannover. Die wichtigsten Eisenbahnstrecken verlaufen von Süddeutschland über Göttingen und Hannover nach Hamburg, vom Ruhrgebiet/Amsterdam über Hannover und Braunschweig oder Wolfsburg nach Berlin und vom Ruhrgebiet über Münster, Osnabrück und Bremen nach Hamburg. Wichtig sind ferner die Bahnstrecke Hannover–Bremen und die Emslandstrecke.
Die Landesnahverkehrsgesellschaft Niedersachsen mbH (LNVG) ist Aufgabenträger für den schienengebundenen Nahverkehr in großen Teilen Niedersachsens. Sie ist eine hundertprozentige Tochter des Landes Niedersachsen und hat ihren Sitz in Hannover. Gegründet wurde sie im März 1996. Weitere Aufgabenträger sind der Regionalverband Großraum Braunschweig und die Region Hannover.

#### Wasserverkehr

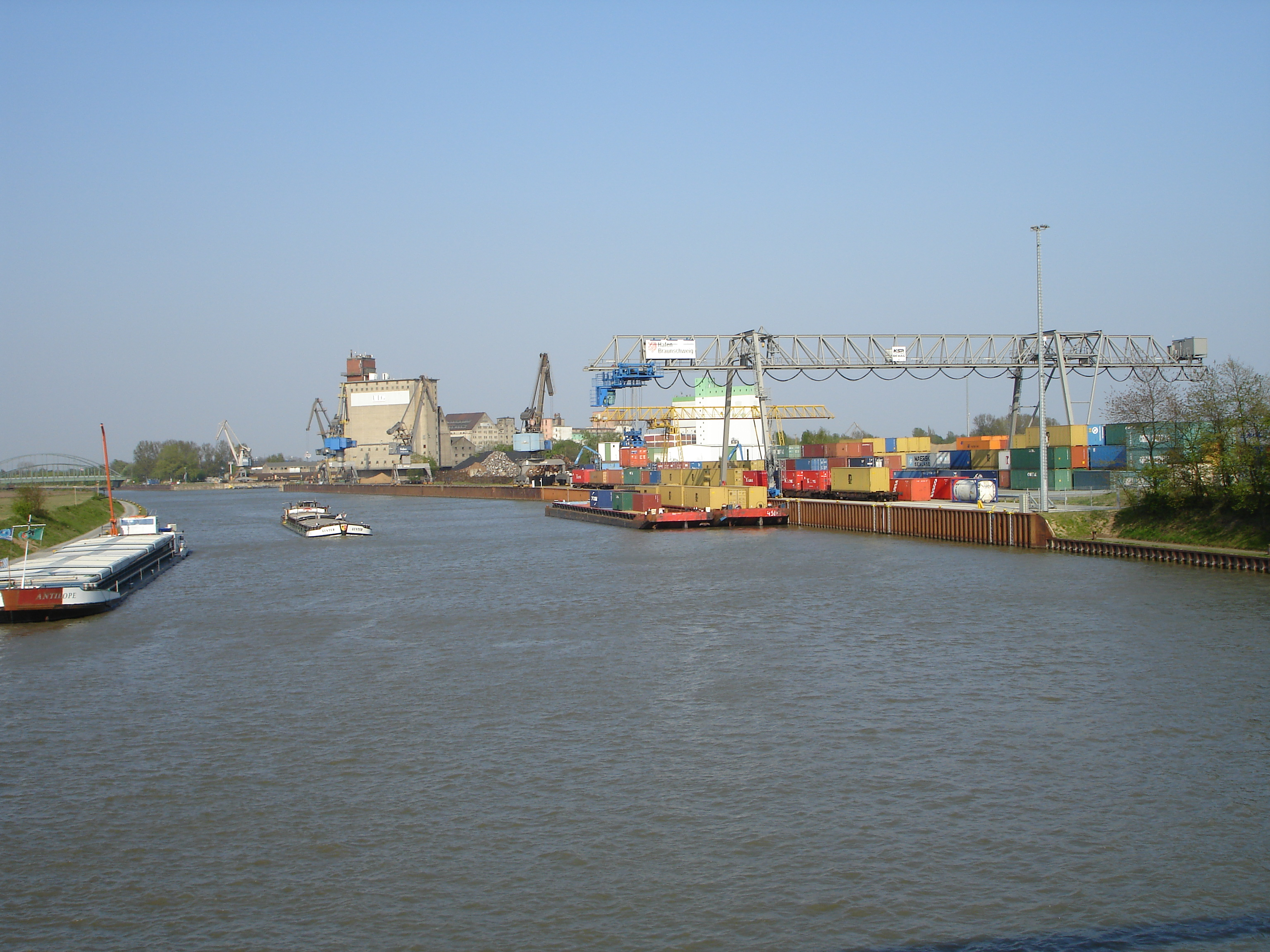
Mittellandkanal bei Braunschweig

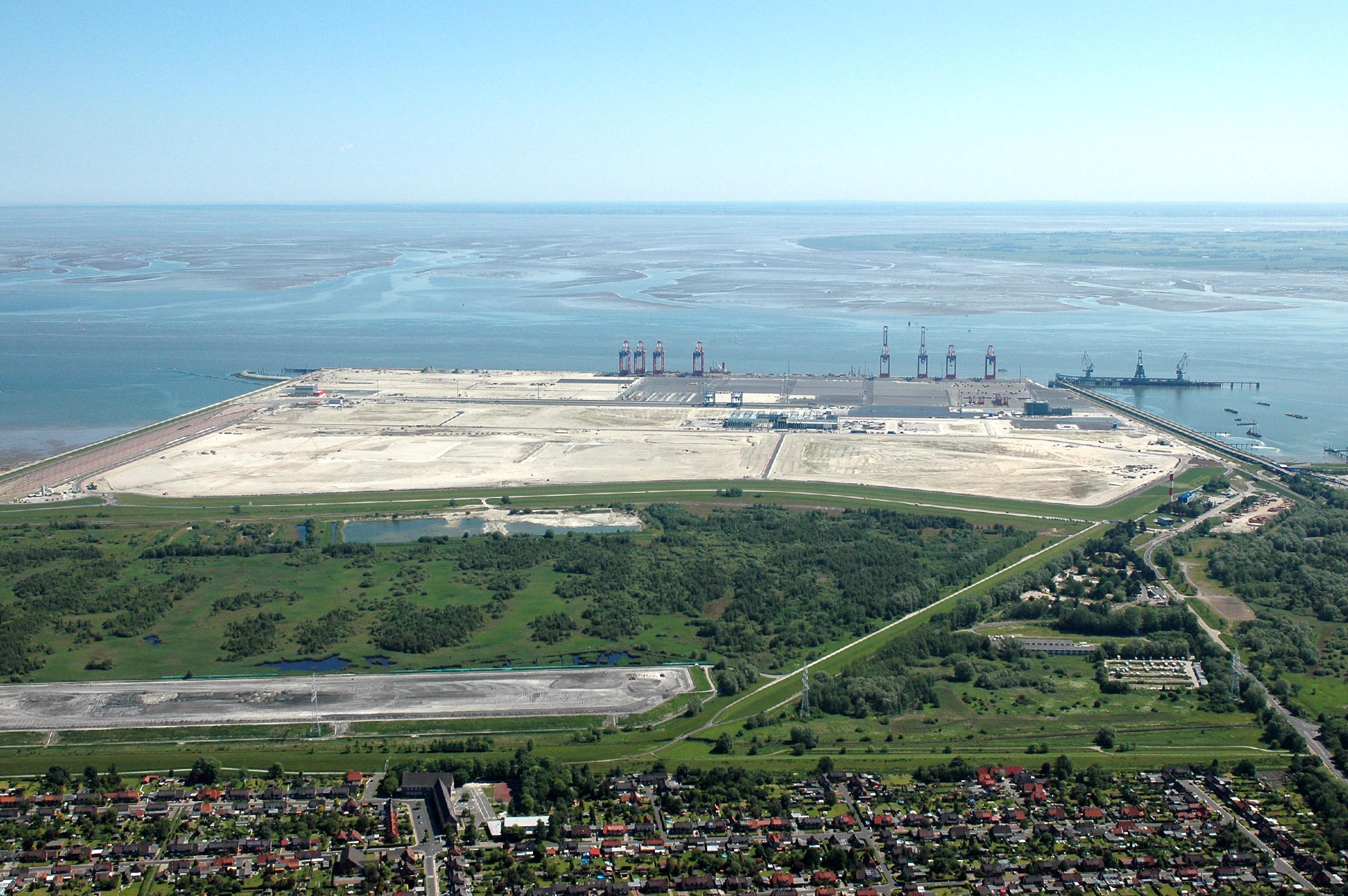
Der neu aufgespülte JadeWeserPort in Wilhelmshaven

Die größten Seehäfen in Niedersachsen befinden sich in Wilhelmshaven, Cuxhaven, Nordenham, Emden, und Brake. 2017 wurden in den niedersächsischen Seehäfen 53,4 Mio. Tonnen Güter umgeschlagen. Die wichtigsten Binnenwasserstraßen sind der Mittellandkanal, die Weser, die Elbe, der Elbe-Seitenkanal und die Ems.
Im Norden von Wilhelmshaven befindet sich der JadeWeserPort als Tiefwasserhafen für große Containerschiffe. Der neu aufgespülte Containerhafen war eines der größten Infrastrukturprojekte der letzten Jahrzehnte in Norddeutschland. Der Hafen wurde mit finanzieller Unterstützung der Länder Bremen und Niedersachsen gebaut und am 21. September 2012 offiziell in Betrieb genommen. Rund eine Milliarde Euro haben die beiden Bundesländer sowie der Containerterminal-Betreiber Eurogate investiert.

#### Luftverkehr

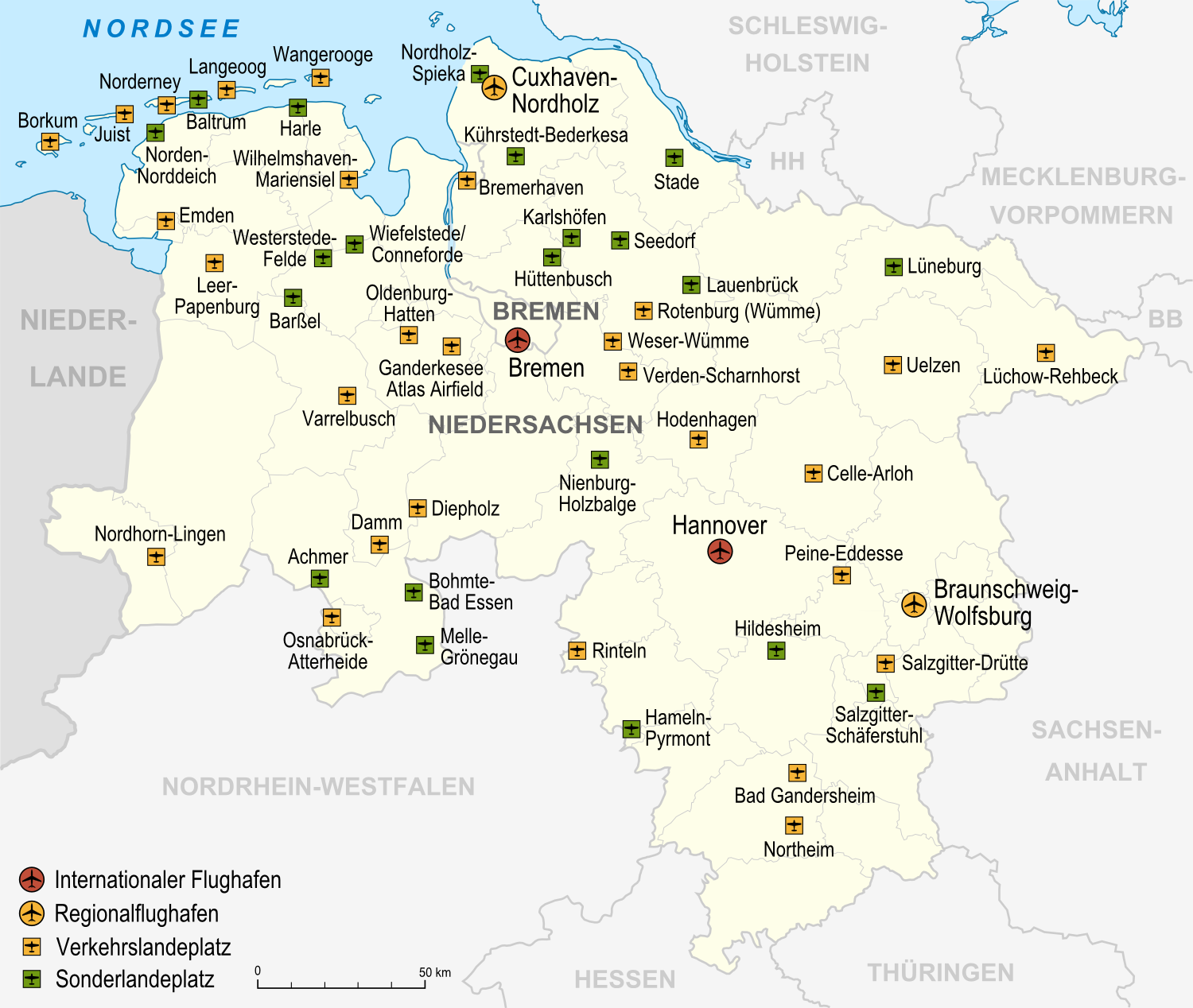
Flughäfen und Landeplätze in Niedersachsen und Bremen

Die für das Land wichtigsten Luftdrehkreuze sind der Flughafen Hannover (HAJ) sowie die außerhalb Niedersachsens gelegenen Flughäfen Bremen (BRE), Hamburg (HAM) und Münster/Osnabrück (FMO).

### Bildung und Wissenschaft

#### Wissenschaft
Wissenschaftsstandorte sind:
Forschungseinrichtungen

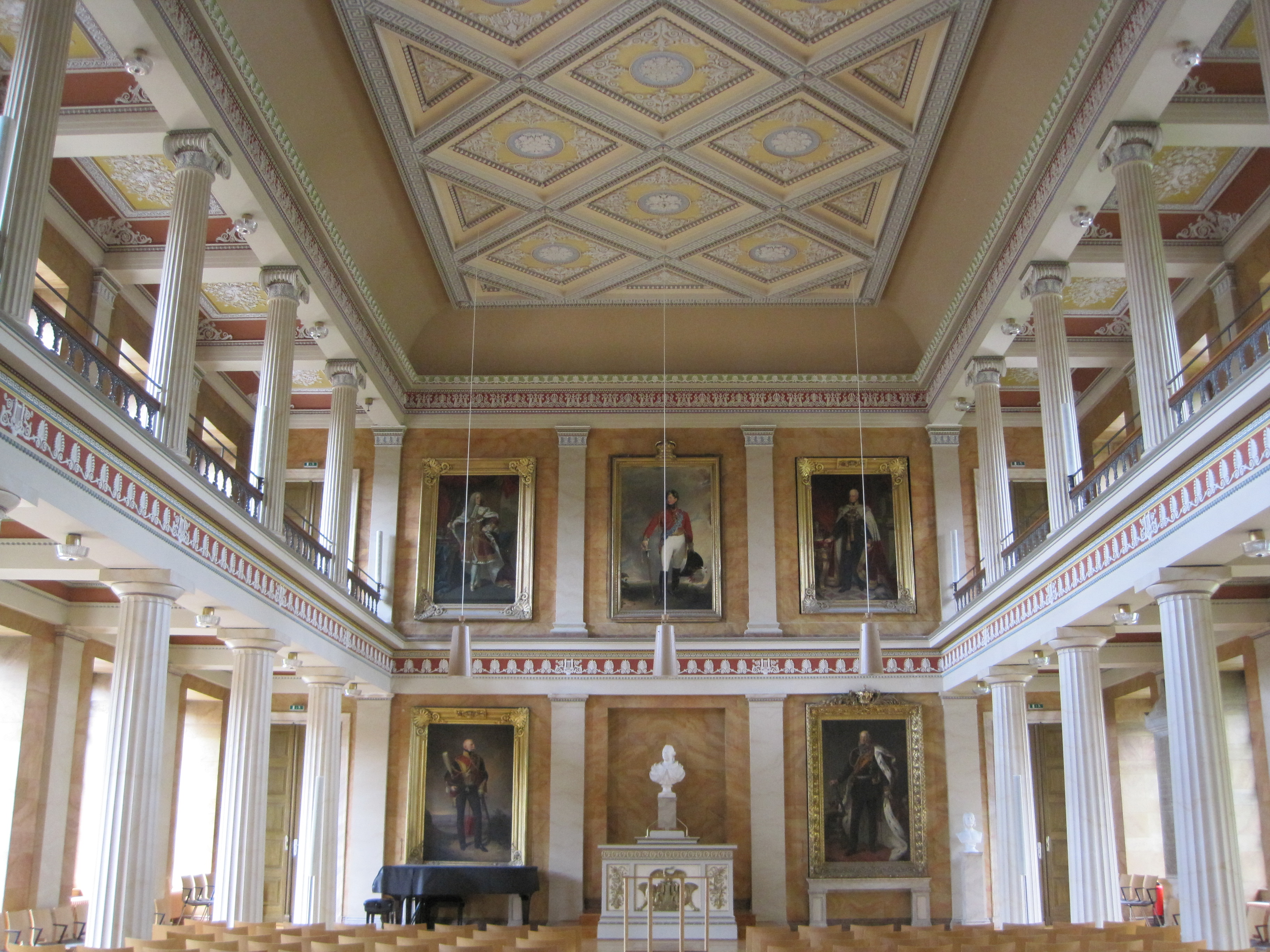
Aula der Georg-August-Universität in Göttingen

- Akademie für Raumentwicklung in der Leibniz-Gemeinschaft Hannover
- DLR-Institut für Aerodynamik und Strömungstechnik Braunschweig/Göttingen
- DLR-Institut für Aeroelastik Göttingen
- DLR-Institut für Antriebstechnik Göttingen/Trauen
- DLR-Einrichtung für Flugexperimente Braunschweig
- DLR-Institut für Flugführung Braunschweig
- DLR-Institut für Flugsystemtechnik Braunschweig
- DLR-Kompetenzzentrum für Reaktionsschnelle Satellitenverbringung Trauen
- DLR-Institut für Satellitengeodäsie und Inertialsensorik Hannover
- DLR-Institut für Softwaretechnologie Braunschweig
- DLR-Institut für Systemleichtbau Braunschweig
- DLR-Institut für Systems Engineering für zukünftige Mobilität Oldenburg
- DLR-Institut für Technische Thermodynamik Oldenburg
- DLR-Institut für Verkehrssystemtechnik Braunschweig
- DLR-Institut für Vernetzte Energiesysteme Oldenburg
- DLR-Einrichtung Windenergieexperimente Braunschweig
- Fraunhofer-Institut für Holzforschung Braunschweig
- Fraunhofer-Institut für Digitale Medientechnologie Oldenburg
- Fraunhofer-Institut für Schicht- und Oberflächentechnik Braunschweig
- Fraunhofer-Institut für Toxikologie und Experimentelle Medizin Hannover
- Fraunhofer-Institut für Translationale Medizin und Pharmakologie Göttingen
- Helmholtz-Zentrum für Infektionsforschung Braunschweig
- Leibniz-Informationszentrum Technik und Naturwissenschaften und Universitätsbibliothek – Technische Informationsbibliothek Hannover
- Leibniz-Institut für Bildungsmedien | Georg-Eckert-Institut Braunschweig
- Leibniz-Institut für Primatenforschung – Deutsches Primatenzentrum Göttingen
- Leibniz-Institut DSMZ – Deutsche Sammlung von Mikroorganismen und Zellkulturen Braunschweig
- Max-Planck-Institut für Dynamik und Selbstorganisation Göttingen
- Max-Planck-Institut für Gravitationsphysik Hannover
- Max-Planck-Institut zur Erforschung multireligiöser und multiethnischer Gesellschaften Göttingen
- Max-Planck-Institut für Multidisziplinäre Naturwissenschaften Göttingen
- Max-Planck-Institut für Sonnensystemforschung Göttingen

Universitäten
- Technische Universität Carolo-Wilhelmina zu Braunschweig
- Technische Universität Clausthal
- Georg-August-Universität Göttingen
- Gottfried-Wilhelm-Leibniz-Universität Hannover
- Universität Hildesheim
- Leuphana-Universität Lüneburg
- Carl-von-Ossietzky-Universität Oldenburg
- Universität Osnabrück
- Universität Vechta

Hochschulen mit Promotions- und Habilitationsrecht
- Hochschule für Bildende Künste Braunschweig
- Hochschule für Musik, Theater und Medien Hannover
- Medizinische Hochschule Hannover
- Tierärztliche Hochschule Hannover

Hochschulen für angewandte Wissenschaften (Fachhochschulen)
- Ostfalia Hochschule für angewandte Wissenschaften – Hochschule Braunschweig/Wolfenbüttel
- Hochschule Emden/Leer
- Hochschule Hannover
- Hochschule Hildesheim/Holzminden/Göttingen
- Norddeutsche Hochschule für Rechtspflege
- Hochschule Osnabrück
- Hochschule Wilhelmshaven/Oldenburg/Elsfleth – Jade Hochschule
- Polizeiakademie Niedersachsen Nienburg/Weser
- Steuerakademie Niedersachsen Rinteln und Bad Eilsen

Privathochschulen
- Fachhochschule für die Wirtschaft Hannover
- Fachhochschule für Interkulturelle Theologie Hermannsburg
- Hochschule 21 Buxtehude
- Hochschule für Künste im Sozialen Ottersberg
- Hochschule Weserbergland Hameln
- Kommunale Hochschule für Verwaltung in Niedersachsen Hannover
- Leibniz-Fachhochschule Hannover
- Leibniz-Akademie Hannover
- PFH Private Hochschule Göttingen
- Private Hochschule für Wirtschaft und Technik Vechta und Diepholz

#### Bibliotheken
Niedersachsen besitzt aufgrund seiner Geschichte mehrere traditionsreiche historische Bibliotheken. Drei Bibliotheken sind als Landesbibliotheken von besonderer Bedeutung und wurden durch ihre reichen Altbestände an einmaligen Handschriften und Frühdrucken zu international gefragten Forschungseinrichtungen. Die drei Landesbibliotheken sind die Herzog August Bibliothek in Wolfenbüttel, die Gottfried Wilhelm Leibniz Bibliothek – Niedersächsische Landesbibliothek in Hannover und die Landesbibliothek Oldenburg in Oldenburg.
Die Herzog August Bibliothek hat sich als Forschungs- und Studienstätte für das Mittelalter und die frühe Neuzeit einen internationalen Namen gemacht. In der Bibliothek wird seit 1989 das zwischen 1174 und 1189 entstandene Evangeliar des Welfenherzogs Heinrich der Löwe aufbewahrt. Es gilt als eines der teuersten Bücher der Welt.
Die Gottfried Wilhelm Leibniz Bibliothek beherbergt den Nachlass von Gottfried Wilhelm Leibniz, der die Bibliothek von 1676 bis 1716 als Präfekt leitete. Der in seinem Nachlass aufbewahrte Briefwechsel umfasst rund 15.000 Briefe mit 1100 verschiedenen Korrespondenten. Der Briefwechsel wurde im Herbst 2007 zum UNESCO-Weltdokumentenerbe (Memory of the World) erklärt.
Mit der Technischen Informationsbibliothek befindet sich in Hannover eine der weltweit größten Spezialbibliotheken für Technik und Naturwissenschaft sowie eine von drei Zentralen Fachbibliotheken Deutschlands.

## Bevölkerung

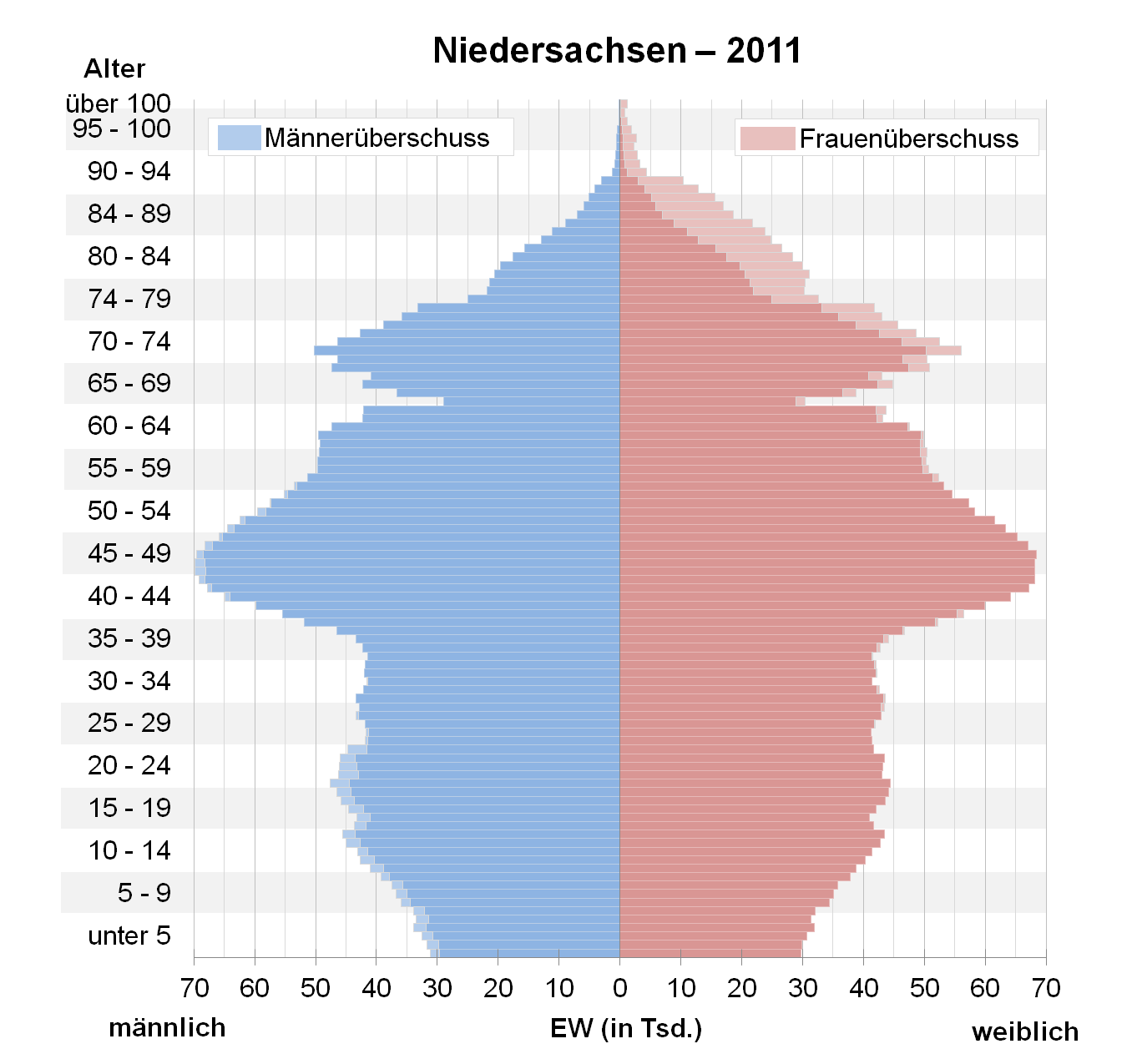
Bevölkerungspyramide für Niedersachsen (Datenquelle: Zensus 2011)

In kulturellen Dingen weist das Land eine große regionale Differenzierung auf und zeigt fließende Übergänge insbesondere nach Westfalen. Nach dem Zweiten Weltkrieg wurde Niedersachsen außerdem für viele Flüchtlinge und Vertriebene aus den deutschen Ostgebieten zur neuen Heimat, die sich meistens in den Städten, aber vielfach auch in kleinsten Dörfern niederließen und diese seitdem mitprägen. Am 3. Oktober 1950 übernahm das Land Niedersachsen, in dem sich nach der Vertreibung besonders viele Schlesier niedergelassen hatten, die Schirmherrschaft über die Landsmannschaft Schlesien. Die vielen militärischen Einrichtungen, Industriebetriebe und Wissenschaftseinrichtungen in Niedersachsen und auch in den benachbarten Stadtstaaten führten außerdem zur Zuwanderung von Menschen aus anderen Regionen Deutschlands. Hinzu kommen viele Zuwanderer, die als sogenannte Gastarbeiter ins Land kamen und Neubürger aus den Ländern des ehemaligen Ostblocks. Es zeichnet sich ab, dass auch weiterhin Migrationsbewegungen in Richtung Niedersachsen bestehen werden, beispielsweise durch Flüchtlinge, die hier eine neue Heimat finden. Aufgrund dieser Heterogenität der Bevölkerung hat Niedersachsen keine Einwohnerschaft, die im ethnisch-kulturellen Sinne als die Niedersachsen bezeichnet werden kann. Als die Niedersachsen bezeichnet man daher am ehesten schlicht diejenigen, die ihren Wohnsitz, ihre Heimat oder Wahlheimat im Land Niedersachsen haben.
Die durchschnittliche Lebenserwartung lag im Zeitraum 2015/17 bei 78,0 Jahren für Männer und bei 82,8 Jahren für Frauen. Die Männer belegen damit unter den deutschen Bundesländern Rang 8, während Frauen Rang 12 belegen. Regional hatten 2013/15 die Landkreise Vechta (Lebenserwartung der Gesamtbevölkerung: 81,75 Jahre), Harburg (81,51) und Ammerland (81,28) die höchste, die Stadt Wilhelmshaven (78,99), der Landkreis Helmstedt (78,94) und die Stadt Emden (78,07) die niedrigste Lebenserwartung.
Niedersachsen hatte mit 1,62 Kindern pro Frau im Jahr 2017 die dritthöchste Zusammengefasste Fruchtbarkeitsziffer unter den deutschen Bundesländern.

### Bevölkerungsentwicklung

Bevölkerungsentwicklung von 1987 bis Ende Juni 2018 nach nebenstehender Tabelle

| Jahr | Einwohner |
| ---- | --------- |
| 1987 | 7.163.602 |
| 1992 | 7.577.520 |
| 1997 | 7.845.398 |
| 2002 | 7.980.472 |
| 2007 | 7.971.684 |
| 2008 | 7.947.244 |
| 2009 | 7.928.815 |
| 2010 | 7.918.293 |
| 2011 | 7.913.502 |

| Jahr | Einwohner |
| ---- | --------- |
| 2011 | 7.774.253 |
| 2012 | 7.778.995 |
| 2013 | 7.790.559 |
| 2014 | 7.826.739 |
| 2015 | 7.926.599 |
| 2016 | 7.945.685 |
| 2017 | 7.962.775 |
| 2018 | 7.982.448 |
| 2019 | 7.993.608 |
| 2020 | 8.003.421 |
| 2021 | 8.015.257 |

### Bevölkerungsgruppen

#### Vor Gründung des Landes ansässige Bevölkerungsgruppen

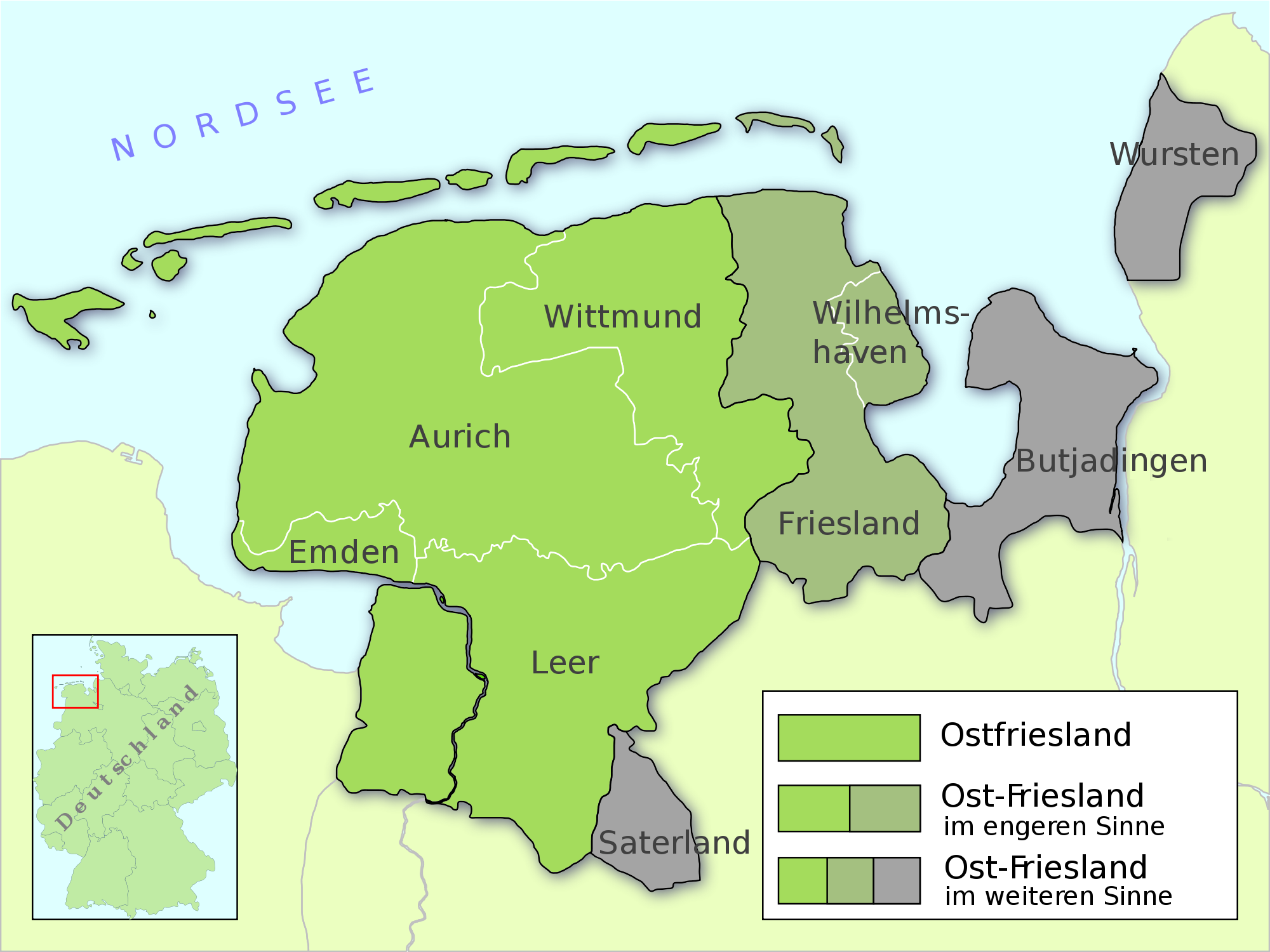
Siedlungsgebiet der niedersächsischen Friesen laut Bundesministerium des Innern

Die bereits vor Gründung des Landes Niedersachsen in den früheren Ländern Braunschweig, Hannover, Oldenburg und Schaumburg-Lippe ansässigen Bevölkerungsteile weisen viele Gemeinsamkeiten sowohl untereinander als auch mit nord- und nordwestdeutschen Nachbarregionen auf wie beispielsweise den Gebrauch der ursprünglichen Ortsdialekte des Niederdeutschen, das umgangssprachlich meistens als Plattdeutsch bezeichnet wird. Gemeinsamkeiten bestehen auch in bestimmten Aspekten der vorherrschenden traditionellen Architektur und Bauweise (Backsteinbauweise) von Gebäuden (Niedersachsenhaus). Der größere Teil des Landes ist traditionell evangelisch-lutherisch, einige Landesteile aber auch römisch-katholisch geprägt. Daneben gab es über Jahrhunderte bestehende jüdische Gemeinden, die über das gesamte Land verteilt waren und deren Mitglieder die jeweiligen Orte häufig mitprägten. Jüdische Gemeinden bestehen heute nur noch in den größeren Städten. Die Gemeindemitglieder sind häufig aus Osteuropa zugewandert.
Im Nordwesten des Landes sind Friesen ansässig, die in Deutschland als nationale Minderheit anerkannt sind. Sie unterscheiden sich unter anderem durch die Sprache, da die hier gesprochenen Dialekte des Niederdeutschen einen hohen friesischen Bezug aufweisen. Das Bundesinnenministerium gibt den Bereich Ost-Friesland als Siedlungsgebiet der Minderheit an. Zu den Friesen gehören die Saterfriesen, die mit der saterfriesischen Sprache eine Sprachminderheit darstellen.
In Niedersachsen leben teilweise seit Jahrhunderten ansässige Minderheiten von Sinti und Roma. Der erste Nachweis stammt aus dem Jahr 1407 aus Hildesheim.

#### Zuwanderung seit Gründung des Landes
Nach dem Zweiten Weltkrieg wurde Niedersachsen zu einem Hauptansiedlungsgebiet für Heimatvertriebene aus Schlesien, Ostpreußen, Hinterpommern, der Neumark und weiteren ehemals deutschen Ostgebieten, von vertriebenen Sudetendeutschen aus der Tschechoslowakei und von Deutschen aus weiteren Gebieten wie Bessarabien (nach Personenzahl absteigend geordnet). Nach der letzten entsprechend aufgeschlüsselten Zählung Ende der 1960er Jahre waren 30 % der Einwohner Niedersachsens Flüchtlinge, Vertriebene oder Kinder aus entsprechenden Familien. Hinzu kamen ab den 1960er Jahren deutschstämmige Aussiedler aus Siebenbürgen, ab den 1970er Jahren aus Oberschlesien und anderen Regionen Polens, Vietnamesen sowie ab den 1970er Jahren russlanddeutsche Aussiedler sowie Spätaussiedler mit ihren fremdsprachigen Familienangehörigen.
Darüber hinaus entstand besonders durch die vielen Industriebetriebe im Raum Hannover-Braunschweig-Salzgitter-Wolfsburg, aber auch in den nach Niedersachsen reichenden Ballungsräumen Bremen und Hamburg, bereits während des Wirtschaftswunders in den 1950er Jahren ein hoher Bedarf an Arbeitskräften. Im Rahmen der Anwerbepolitik der Bundesrepublik Deutschland gelangten zahlreiche Gastarbeiter aus Italien, Spanien, Türkei, Griechenland, Jugoslawien und Portugal nach Niedersachsen und blieben hier jahrzehntelang. Daneben leben in Niedersachsen seit 2015 insbesondere syrische Flüchtlinge, aber auch solche aus dem Irak, Afghanistan, Eritrea und anderen Ländern Afrikas.
Seit Gründung des Landes Niedersachsen ist die Region insbesondere durch viele Wirtschaftsbetriebe auch Zielgebiet von Binnenmigration innerhalb der Bundesrepublik Deutschland.

### Sprache

#### Amtssprache
Amtssprache ist Deutsch. Die Minderheitensprache Saterfriesisch und die Regionalsprache Niederdeutsch sind nach der Europäischen Charta der Regional- oder Minderheitensprachen besonders geschützt und zum Amtsgebrauch zugelassen.

#### Umgangssprache

##### Heutige Situation
Heute wird in Niedersachsen vornehmlich Standarddeutsch gesprochen. Bis ins 19. Jahrhundert spielte es in Niedersachsen nur als Schriftsprache eine Rolle. Im Lauf des 19. und 20. Jahrhunderts fand der Prozess der Ablösung der bisherigen in Niedersachsen gesprochenen Sprachen durch das Standarddeutsche statt. Beschleunigt wurde diese Entwicklung auch durch die Integration von aus dem ostmitteldeutschen Dialektgebiet – beispielsweise aus Schlesien – stammenden Flüchtlingen und Heimatvertriebenen nach dem Zweiten Weltkrieg. Dabei bestand lange neben dem „reinen“ Standarddeutsch eine Sprachform, die durch ein starkes niederdeutsches Substrat geprägt war; diese Sprachform ist in ihrer extremen Form als Missingsch bekannt. Heute ist diese „Zwischenform“ aber noch bedrohter als das Niederdeutsche.
Außer dem Standarddeutschen ist auch noch das Saterfriesische lebendig, während die bis vor einigen Jahrzehnten dominierende Sprache, das Niedersächsische, in den meisten Regionen bedroht ist; Ostfriesland ist das prominenteste Beispiel für eine Region, in der dies bisher weniger der Fall ist. Auf der anderen Seite ist das ostfälische Niederdeutsch besonders bedroht und in einigen Regionen wohl schon ausgestorben, sicher in den größeren Städten.
Die ostfälische Aussprache des Standarddeutschen wird in anderen Regionen des deutschen Sprachraums bis heute oft fälschlicherweise mit der modernen Aussprache des Standarddeutschen verwechselt. Dieses Missverständnis dürfte darauf zurückzuführen sein, dass sich das Standarddeutsche im ostfälischen Dialektraum sehr früh durchsetzte und die einheimischen Mundarten verdrängte. Dadurch galt die deutsche Standardsprache in der Folgezeit insbesondere Sprechern süddeutscher Dialekte als „Mundart Hannovers“.
Als Schriftsprache dienen in Niedersachsen seit dem 16. Jahrhundert Standarddeutsch sowie im westlichen Ostfriesland und in der Grafschaft Bentheim Niederländisch, seit Beginn des 20. Jahrhunderts nur noch Standarddeutsch.
Die am weitesten verbreiteten Sprachen von Zuwanderergruppen sind Türkisch, Kurdisch, Arabisch, Italienisch, Serbisch, Kroatisch, Albanisch, Romanes und Griechisch sowie Russisch und Polnisch. Außerdem wird Englisch bedingt durch Truppenstationierungen im Rahmen der NATO in einigen Familien als Erstsprache verwendet, ist aber auch als wichtigste Fremdsprache allgemein verbreitet.

##### Traditionelle Situation

###### „Plattdeutsch“
Bevor sich das Standarddeutsche durchsetzte, wurden in Niedersachsen vornehmlich niederdeutsche Dialekte gesprochen. Diese Dialekte sind heute als Plattdeutsch bekannt. Die einzelnen niedersächsischen Ortsdialekte werden von ihren Sprechern Platt genannt, wie auch viele Dialekte in der Mitte Deutschlands. Die niederdeutschen Dialekte in Niedersachsen können vier Dialektgruppen zugeordnet werden: Ostniederdeutsch im Wendland, Ostfälisch im Südosten, Westfälisch in Osnabrück und im südlichen Landkreis Osnabrück sowie Nordniedersächsisch im übrigen Land. Hervorzuheben ist das ostfriesische Platt, das durch sein friesisches Substrat Besonderheiten aufweist und im Vergleich zu anderen niederdeutschen Dialekten am wenigsten vom Aussterben bedroht ist.

###### Weitere traditionelle Sprachen und Dialekte
Außer dem Niederdeutschen gab es weitere Sprachvarietäten im Gebiet des heutigen Niedersachsens. Im friesisch besiedelten Küstengebiet von der niederländischen Grenze bis zum Land Wursten war die variantenreiche ostfriesische Sprache beheimatet, von der heute nur noch das Saterfriesische in der Gemeinde Saterland existiert. Daneben sprechen auch einige lange ansässige Bevölkerungsgruppen auf dem Mitteldeutschen basierende Dialekte, die zur Untergruppe des Ostmitteldeutschen gehören. Aufgrund der Zuwanderung von Bergleuten in den Oberharz im Mittelalter wurden dort vom Erzgebirgischen beeinflusste Mundarten gesprochen. Entlang des Südrandes des Harzes im Raum Bad Lauterberg/Bad Sachsa verläuft die Benrather Linie. Hier ist das zur thüringisch-obersächsischen Dialektgruppe gehörende Nordthüringisch im Gebrauch. Seit dem 18. Jahrhundert gab es außerdem eine kleine pfälzischsprachige Gruppe in Veltenhof, seit 1931 ein Stadtteil Braunschweigs. Bis ins 18. Jahrhundert hielt sich im Wendland auch das slawische Polabisch. Die in Niedersachsen ansässigen Sinti und Roma sprechen Romanes.

### Weltanschauungen und Religionen

#### Konfessionsstatistik
Die Zahl der evangelischen und katholischen Christen in Niedersachsen sinkt kontinuierlich. Durchschnittlich verringerte sich deren Zahl zwischen 2001 und 2018 um 0,72 Prozentpunkte pro Jahr. 2022 verringte sich diese Zahl um 1,5 Prozentpunkte. 2023 um 1,7 Prozentpunkte.
Gemäß dem Zensus 2011 waren 48,6 % der Einwohner evangelisch, 17,4 % römisch-katholisch und 34,0 % waren konfessionslos, gehörten einer anderen Glaubensgemeinschaft an oder machten keine Angabe. Der Anteil der Protestanten und Katholiken an der Gesamtbevölkerung ist seitdem jährlich um 1 Prozentpunkt gesunken. Ende 2023 hatte die evangelische Kirche einen Anteil von 37,2 % der Bevölkerung, die katholische Kirche 14,9 % und 48,0 % der Bevölkerung bekannten sich zu keiner dieser beiden Glaubensgemeinschaften.
Im Jahr 2015 lebten rund 400.000 Menschen muslimischen Glaubens in Niedersachsen, was einem Bevölkerungsanteil von 5 % entsprach.
Beim Zensus 2011 wurden letztmals genaue Zahlen zu weiteren Religionsgemeinschaften in Niedersachsen erfasst: Damals gehörten 1,3 % der Bevölkerung einer evangelischen Freikirche, 0,9 % einer christlich-orthodoxen Kirche, 0,1 % einer jüdischen Gemeinde und 2,2 % sonstigen öffentlich-rechtlichen Religionsgemeinschaften an (dazu zählen beispielsweise Altkatholiken und Zeugen Jehovas).

#### Protestantismus

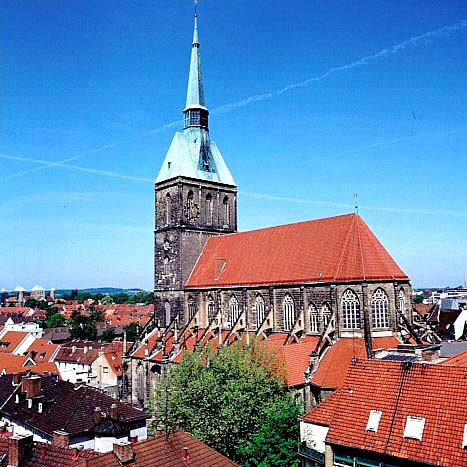
St.-Andreas-Kirche in Hildesheim mit dem höchsten Kirchturm Niedersachsens (114,5 Meter)

Lutherische Landeskirchen existieren als Evangelisch-Lutherische Landeskirche Hannovers, Evangelisch-Lutherische Landeskirche Schaumburg-Lippe, Evangelisch-Lutherische Landeskirche in Braunschweig und Evangelisch-Lutherische Kirche in Oldenburg. Neben den lutherischen Landeskirchen existiert die altkonfessionelle Selbständige Evangelisch-Lutherische Kirche, die in Niedersachsen eines ihrer Hauptverbreitungsgebiete hat.
Der Westen Ostfrieslands und die Grafschaft Bentheim sind traditionell evangelisch-reformiert. Sie sind das Zentrum der Evangelisch-reformierten Kirche in Nordwestdeutschland; diese verfügt über eine eigene landeskirchliche Organisation, während im größten Teil des übrigen Deutschlands die reformierten und lutherischen Kirchen seit dem 19. Jahrhundert in einer Kirchenunion miteinander verbunden sind. In der gleichen Region gibt es ferner noch evangelisch-altreformierte Kirchen.
Die evangelischen Landeskirchen sind seit 1971 in der Konföderation evangelischer Kirchen in Niedersachsen verbunden.
Neben den protestantischen Landeskirchen wirken auch viele evangelische Freikirchen im Bereich des Landes Niedersachsen. Die älteste unter ihnen ist die Mennonitenkirche. Ihre Wurzeln reichen in die Reformationszeit und hier in die Täuferbewegung zurück. Der Bund Evangelisch-Freikirchlicher Gemeinden (Baptisten- und Brüdergemeinden) besitzt in Niedersachsen drei Landesverbände: den Landesverband Niedersachsen-Ostwestfalen-Sachsen-Anhalt, Baptisten im Nordwesten und den Landesverband Norddeutschland. Weitere Freikirchen in Niedersachsen sind unter anderem die Evangelisch-methodistische Kirche, die Freikirche der Siebenten-Tags-Adventisten und der Bund Freier evangelischer Gemeinden.

#### Katholizismus

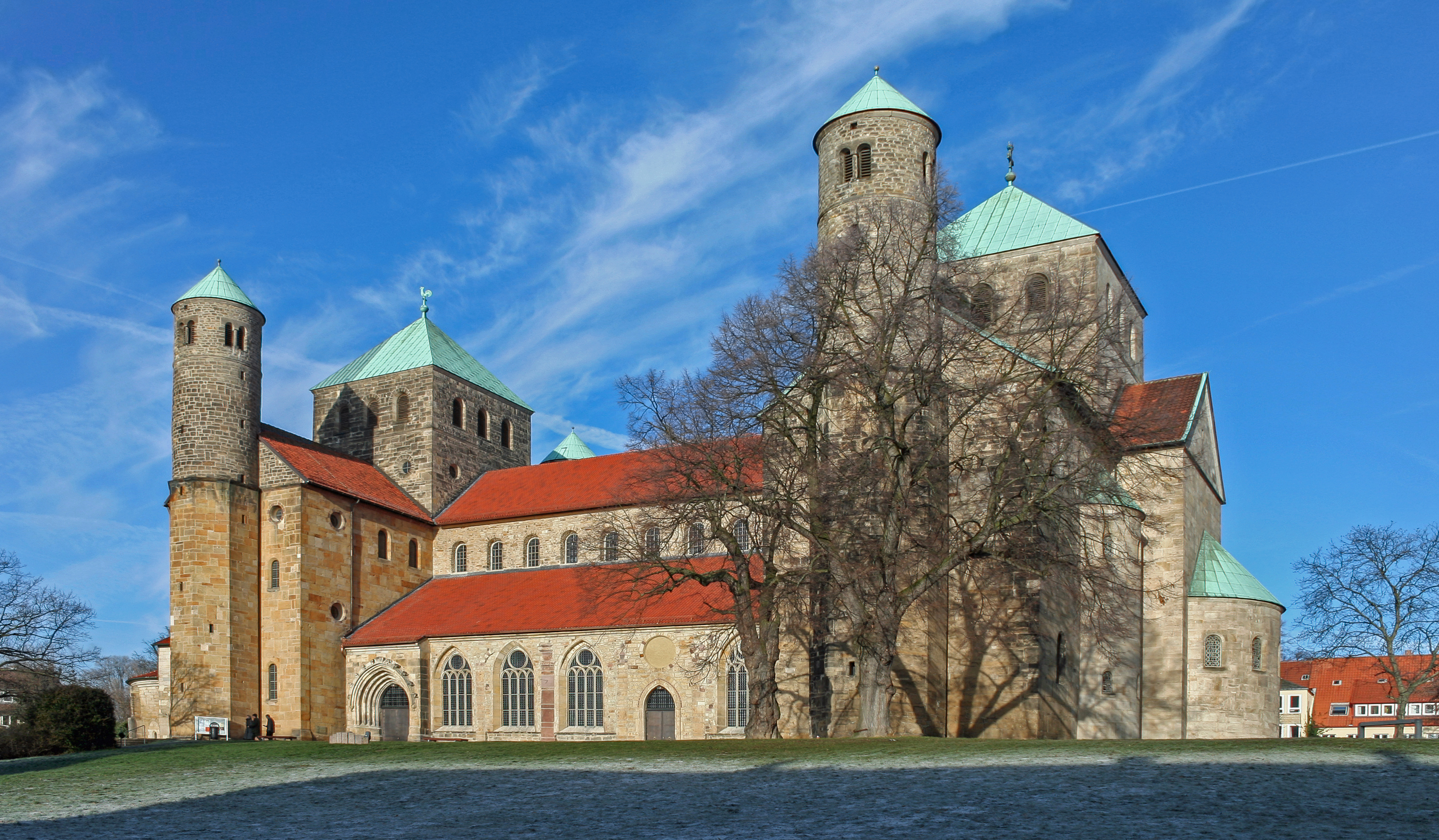
Michaeliskirche Hildesheim (UNESCO-Welterbe)

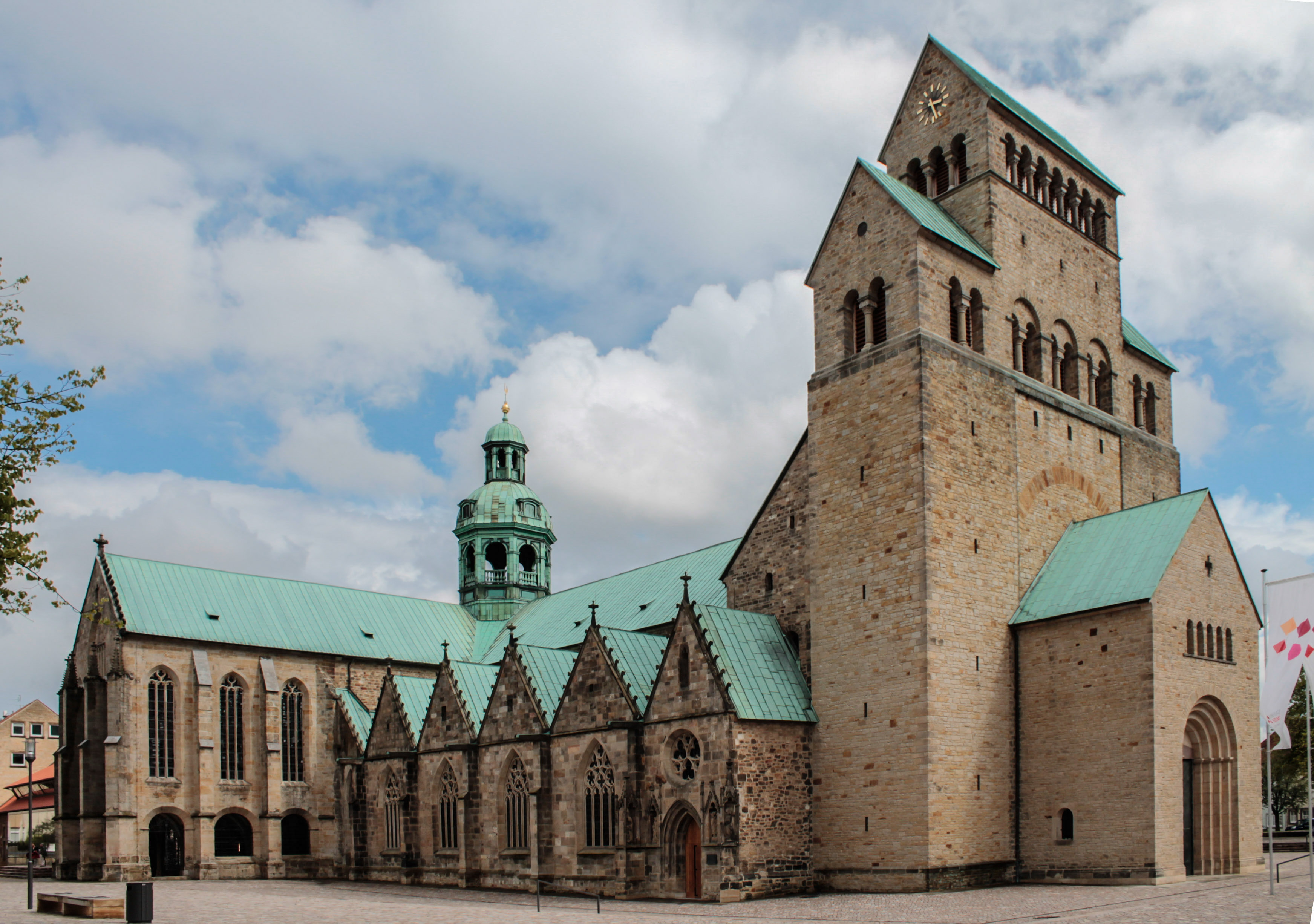
Hildesheimer Dom (UNESCO-Welterbe)

Das Emsland, das Oldenburger Münsterland, die Stadt Twistringen, das Untereichsfeld, die sogenannten Stiftsdörfer des Hochstifts Hildesheim und weite Teile des Osnabrücker Landes sind traditionell katholisch geprägt.
Die katholischen Gemeinden gehören zu den Bistümern Hildesheim und Osnabrück, beides Suffraganbistümer des Erzbistums Hamburg, sowie zum Bistum Münster, Suffraganbistum des Erzbistums Köln. Die katholische Gemeinde der Stadt Bad Pyrmont gehört zum Erzbistum Paderborn. Durch die Ansiedlung von Vertriebenen nach dem Zweiten Weltkrieg – insbesondere von Katholiken aus Oberschlesien, dem Ermland und von Deutschböhmen und Deutschmährern in vormals rein evangelischen Regionen – und durch den Zuzug von Spätaussiedlern existieren mittlerweile Gemeinden der jeweils anderen großen christlichen Konfession in früher nahezu rein-konfessionell geprägten Regionen. Zu den bedeutenden Heiligen von niedersächsischer Herkunft zählen die Hildesheimer Bischöfe Altfrid und Bernward.
Hannover ist Sitz eines Dekanates der altkatholischen Kirche. Das Gebiet dieses Dekanats Nord umfasst neben Niedersachsen auch Bremen, Hamburg und Schleswig-Holstein.

#### Islam
Ab den 1960er Jahren kam es zur Bildung von islamischen Gemeinden vor allem für türkischstämmige Einwohner. Die meisten Moscheegemeinden gehören zur DİTİB oder zur IGMG. Es bestehen noch weitere Gemeinden, unter anderem schiitische Gemeinden und Moscheevereine der Ahmadiyya Muslim Jamaat.

##### Aleviten
Auch die Aleviten bilden mit zahlreichen Ortsgemeinden eine größere konfessionelle Minderheit in Niedersachsen, die sich ebenfalls aus Einwohnern mit Wurzeln in der Türkei gebildet haben. Die alevitischen Ortsgemeinden sind in der Alevitischen Gemeinde Deutschlands (türkisch: Almanya Alevi Birlikleri Federasyonu, Abk.: AABF) zusammengeschlossen. Seit dem Schuljahr 2011/2012 ist die AABF in Niedersachsen offizieller Träger des alevitischen Religionsunterrichts.

#### Judentum

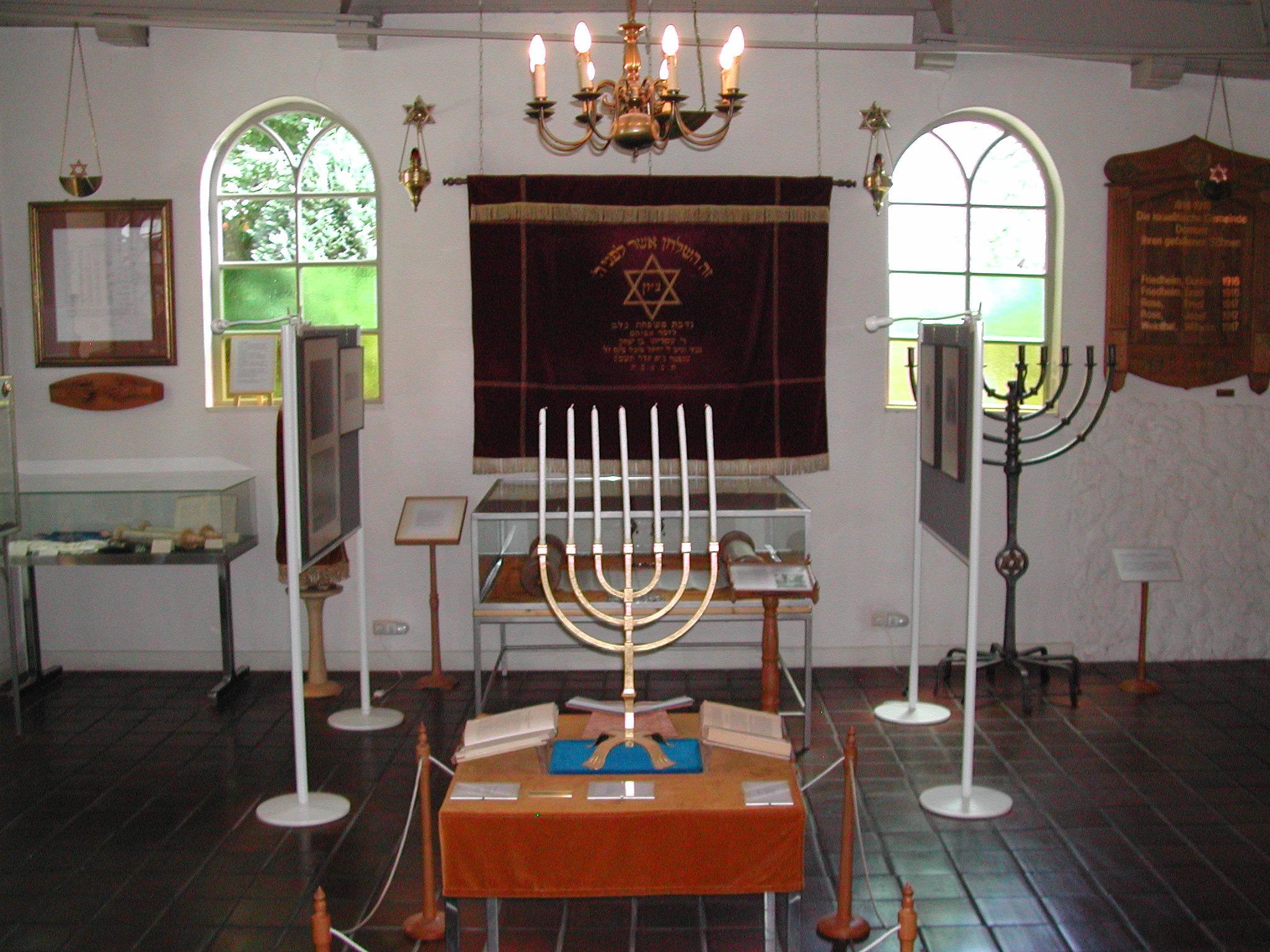
Gedenk- und Informationsstätte Synagoge Dornum, Ostfriesland

Vom jüdischen Leben in Niedersachsen vor der Shoa zeugen einige noch vorhandene historische Synagogen. Nach dem Zweiten Weltkrieg entstanden einige wenige jüdische Gemeinden neu. Durch den Zuzug vieler jüdischer Menschen aus der ehemaligen Sowjetunion verzeichnen die jüdischen Gemeinden seit 1990 ein verstärktes Wachstum. Die größte jüdische Gemeinde in Niedersachsen ist die Jüdische Gemeinde Hannover K. d. ö. R. mit ungefähr 4500 Mitgliedern.
Die jüdischen Gemeinden sind im eher traditionellen Landesverband der Jüdischen Gemeinden von Niedersachsen sowie im liberalen Landesverband der israelitischen Kultusgemeinden von Niedersachsen organisiert. Beide Landesverbände sind Mitglied im Zentralrat der Juden in Deutschland.

#### Weitere Glaubens- und Weltanschauungsgemeinschaften
In Niedersachsen leben rund 40.000 Jesiden, die hier häufig größere Gemeinden bilden. Die größte jesidische Gemeinde in Niedersachsen liegt in Celle. Sie ist gleichzeitig die größte Gemeinde in Deutschland. Weitere bedeutende Gemeinden befinden sich in Bad Zwischenahn, Hannover und Oldenburg. 2007 wurde in Oldenburg der Zentralrat der Yeziden in Deutschland gegründet, der sich die „Förderung und Pflege religiöser und kultureller Aufgaben der yezidischen Gemeinden“ und „die Vertretung der gemeinsamen politischen Interessen der yezidischen Gemeinschaft“ zum Ziel gesetzt hat.
Die in Niedersachsen bestehenden Gemeinden der Neuapostolischen Kirche gehören überwiegend zur Gebietskirche Nord- und Ostdeutschland und zu einem kleinen Teil zur Gebietskirche Westdeutschland.
Es gibt rund 13.000 aktive Zeugen Jehovas in Niedersachsen, die 187 Gemeinden bilden. In 124 Gemeinden befinden sich sogenannte Königreichssäle, wie die Kirchengebäude der Zeugen Jehovas genannt werden.
Humanisten sind unter anderem im Humanistischen Verband Deutschlands organisiert. Sitz des niedersächsischen Verbandes ist Hannover. Er umfasst zwei Kreis- sowie 17 Ortsverbände, seit 1970 existiert ein Staatsvertrag mit dem Land.

## Kultur

### Kulinarisches

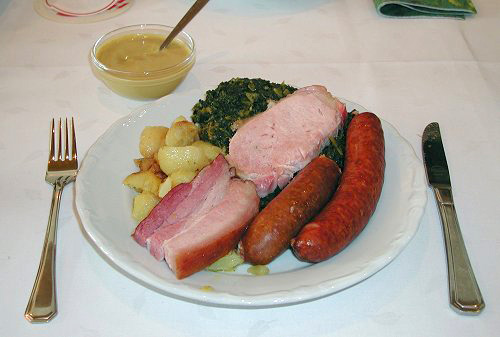
Grünkohlgericht mit Pinkel, Kassler und Speck

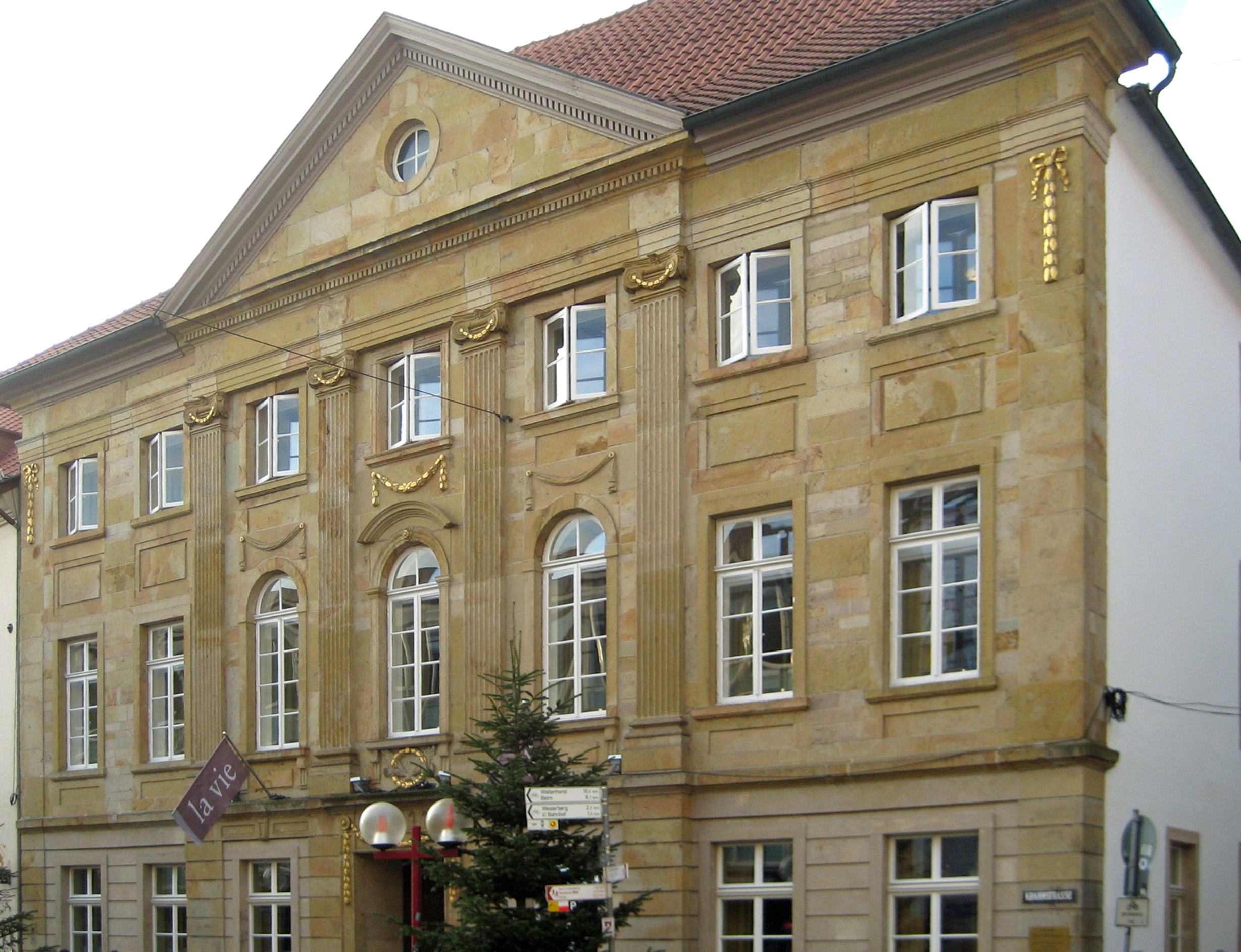
Haus Tenge mit dem ehemaligen Restaurant „la vie“ (Osnabrück)

Die Niedersächsische Küche besteht aus einer Vielzahl regionaler, norddeutscher Küchen, die sich aber in weiten Teilen sehr ähneln, so z. B. der Oldenburger, Braunschweiger oder der Ostfriesischen. Sie ist meist sehr deftig. Beliebtes und landestypisches Gemüse im Winter ist der Grünkohl, der insbesondere im Rahmen von traditionellen Grünkohlessen verzehrt wird. Ebenso sehr bekannt und typisch ist die Ostfriesische Teekultur in Ostfriesland.
Neben der vielfältigen regionalen Küche gibt es in Niedersachsen mehrere Restaurants, die zur Spitzen-Gastronomie in Deutschland gehören. Der Gastronomie-Führer Michelin zeichnete in seiner Ausgabe von 2012 14 niedersächsische Restaurants mit seinen bekannten Sternen aus, davon zwei mit der höchsten Auszeichnung von drei Sternen. Die mit drei Sternen ausgezeichneten Restaurants sind das La Vie von Thomas Bühner in Osnabrück (inzwischen geschlossen) und das Aqua von Sven Elverfeld in Wolfsburg. Das Sterneck in Cuxhaven und Keilings Restaurant in Bad Bentheim sind Zwei-Sterne-Restaurants in Niedersachsen. Die Restaurants Apicus in Bad Zwischenahn, Perior in Leer, Seesteg auf Norderney, Marco Polo in Wilhelmshaven, Schlosshotel Münchhausen in Aerzen, Ole Deele in Burgwedel, Endtenfang in Celle, Zum Heidkrug in Lüneburg, La Forge in Bad Nenndorf sowie das La Fontaine in Wolfsburg erhielten jeweils einen Michelin-Stern.

### Veranstaltungen

#### Feiertage
In Niedersachsen sind die neun bundeseinheitlichen Feiertage Neujahr, Karfreitag, Ostermontag, Tag der Arbeit, Christi Himmelfahrt, Pfingstmontag, Tag der Deutschen Einheit, erster Weihnachtstag und zweiter Weihnachtstag sowie seit 2017 zusätzlich der Reformationstag gesetzliche Feiertage.

#### Volksfeste

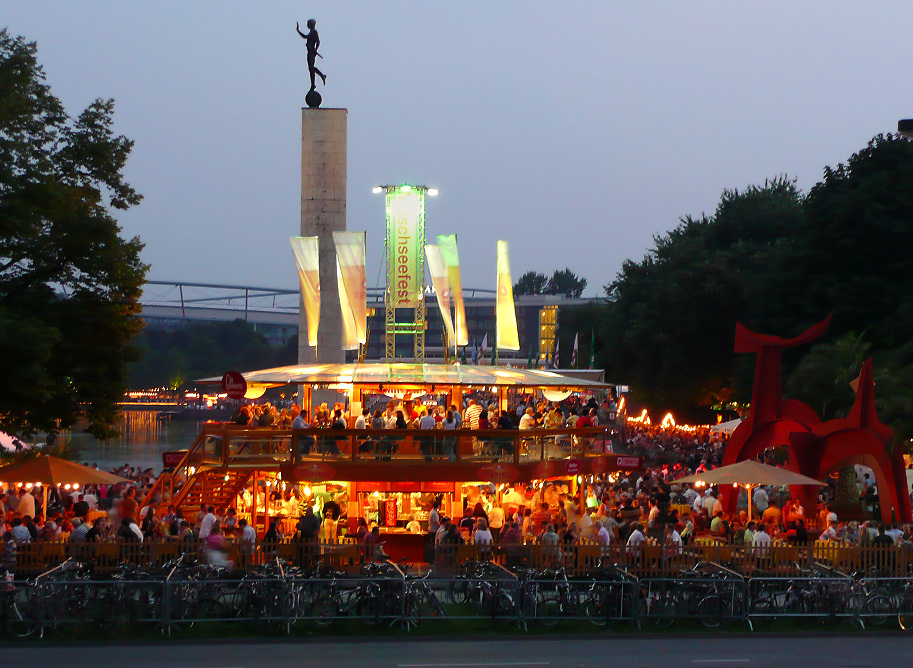
Maschseefest in Hannover, 2008

Das Landesfest des Landes Niedersachsen ist der Tag der Niedersachsen, ein dreitägiges kulturelles Fest, das seit 1981 jährlich von einer anderen niedersächsischen Stadt ausgerichtet wird. Der TdN soll die kulturelle Vielfalt des Landes Niedersachsen zeigen und wird von der durchführenden Stadt sowie dem Programmbeirat des Tag der Niedersachsen organisiert. Im Programmbeirat sind das Niedersächsische Ministerium für Inneres und Sport sowie verschiedene Landesverbände vertreten.
In der Landeshauptstadt Hannover finden einige Veranstaltungen mit den höchsten Besucherzahlen in Niedersachsen statt. Das größte Ereignis in Hannover ist das im August stattfindende Maschseefest, das 2012 in drei Wochen rund 2,3 Millionen Besucher zählte. Das Schützenfest Hannover auf dem Schützenplatz gilt als das größte Schützenfest der Welt. Die zehntägige Veranstaltung wird jedes Jahr im Juli von bis zu 1,5 Millionen Gästen aufgesucht. Ebenfalls auf dem Schützenplatz werden das Frühlingsfest Hannover sowie das Oktoberfest Hannover ausgerichtet. Beide Volksfeste werden von der „Arbeitsgemeinschaft für Volksfeste Hannover“ veranstaltet. Das Frühlingsfest bringt es auf bis zu eine Million Besucher. Das Oktoberfest Hannover ist nach dem Oktoberfest in München das größte Oktoberfest in Deutschland. Die 17 Tage dauernde Veranstaltung hat bis zu 900.000 Besucher.
In Oldenburg veranstaltet man jährlich im Herbst den traditionellen Oldenburger Kramermarkt. Die zehn Tage dauernde Veranstaltung hat bis zu 1,5 Millionen Besucher. In der Kreisstadt Vechta findet mit dem Stoppelmarkt einer der ältesten Jahrmärkte Deutschlands statt. Mit bis zu 800.000 Besuchern gehört das sechstägige Fest zu den größten Volksfesten in Niedersachsen. Den Gallimarkt in Leer gibt es schon seit 1508. Er ist mit bis zu 500.000 Besuchern das größte Volksfest in Ostfriesland. Ein weiteres Volksfest mit Tradition ist der Roonkarker Mart in der Wesermarsch, der 2012 offiziell als 879. Roonkarker Mart veranstaltet wurde. In der Nordseestadt Wilhelmshaven feierte man beim Wochenende an der Jade 1999 den bisherigen Besucherrekord mit 385.000 Besuchern. Weitere Volksfeste sind der Brokser Heiratsmarkt, die Osnabrücker Maiwoche sowie zahlreiche Weihnachtsmärkte.

#### Gartenschauen

Logo der Niedersächsischen Landesgartenschau in Bad Essen, 2010

In Hannover fand die Bundesgartenschau 1951 statt, die heute als erste Bundesgartenschau in Deutschland gilt. Sie war die erste und bis heute einzige Bundesgartenschau in Niedersachsen.
Anfang 2000 folgte das Land dem Vorbild anderer Bundesländer und konzipierte eine eigene Landesgartenschau. Die erste Niedersächsische Landesgartenschau fand im Jahr 2002 in Bad Zwischenahn (Park der Gärten) statt. Im Jahr 2004 wurde die Ausrichtung der Landesgartenschau durch die Stadt Wolfsburg übernommen, danach folgten 2006 die Stadt Winsen, 2010 die Gemeinde Bad Essen, 2014 die Stadt Papenburg und im Jahr 2018 die Stadt Bad Iburg.
Die Landesgartenschau 2023 wurde vom 14. April bis zum 15. Oktober 2023 von der Stadt Bad Gandersheim ausgerichtet.

### Bildende Kunst

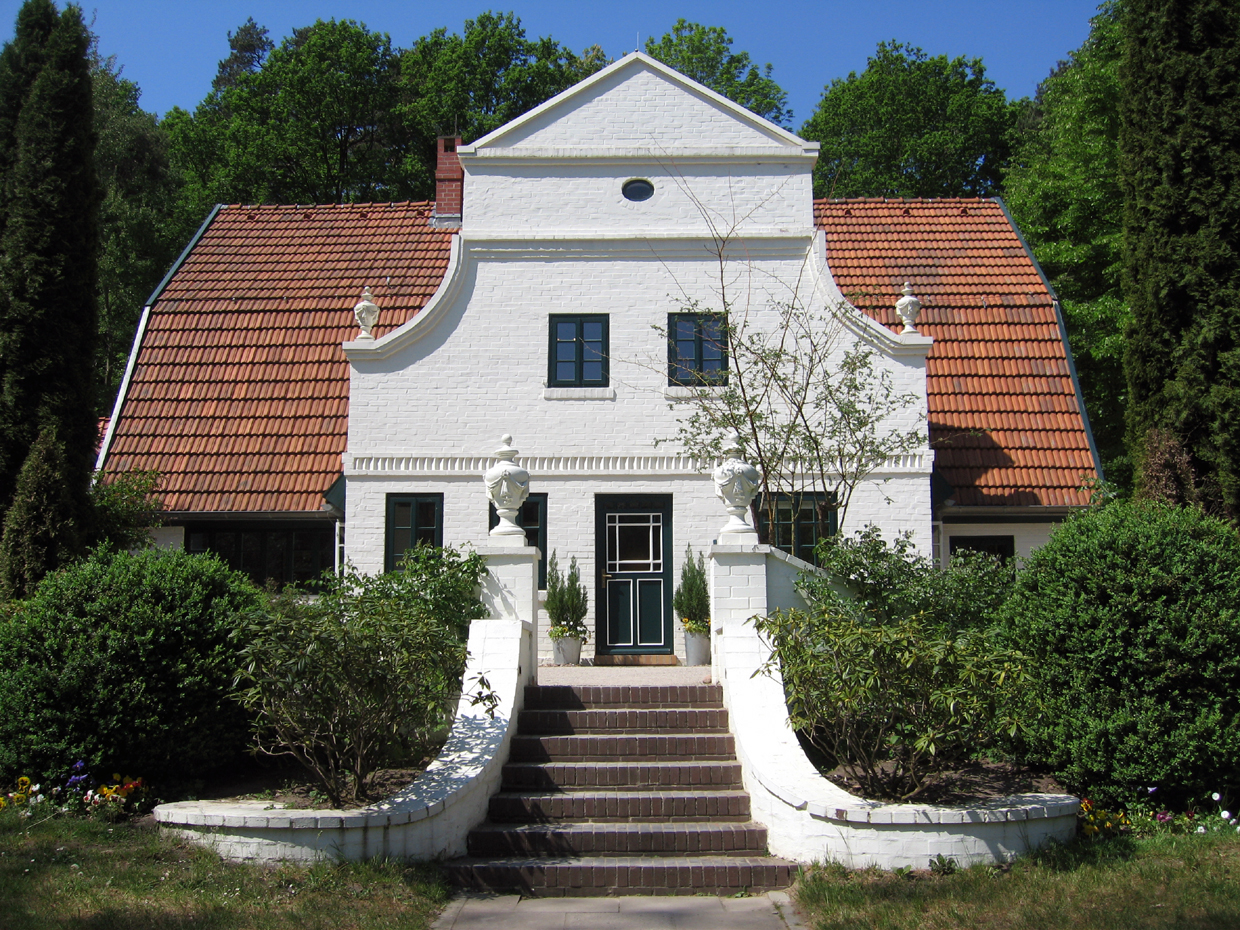
Der Barkenhoff wurde zum Mittelpunkt der Worpsweder Künstlerbewegung.

Niedersachsen hat seit dem 19. Jahrhundert bedeutende Künstler von internationalem Rang hervorgebracht. Der populärste ist wohl Wilhelm Busch, der durch seine Bildergeschichten bekannt wurde. Weniger bekannt ist sein Werk als Landschaftsmaler. Er schuf mehr als 1000 Gemälde, die erst posthum veröffentlicht wurden.
1884 besuchte Fritz Mackensen während des Sommersemesters Worpswede und legte 1889 mit seinem Studienkollegen Otto Modersohn und weiteren Künstlern den Grundstein für die Künstlerkolonie Worpswede. 1894 kaufte der Künstler Heinrich Vogeler den Barkenhoff in Worpswede. Dieser war Heimat namhafter Künstler des deutschen Impressionismus und des Expressionismus. Die bekanntesten Künstler der ersten Generation der Kolonie waren Fritz Mackensen, Paula Modersohn-Becker, Otto Modersohn, Fritz Overbeck, Heinrich Vogeler, Clara Westhoff, Hans am Ende, Richard Oelze sowie Rainer Maria Rilke.
Neben der Künstlerkolonie in Worpswede gab es in Niedersachsen noch weitere Orte, die die Künstler anzogen. In Dötlingen an der Hunte, einem kleinen Ort in der Wildeshauser Geest, lebten und arbeiteten ab 1900 Künstler wie Georg Müller vom Siel, August Kaufhold und Otto Pankok. Von 1907 bis 1912 verbrachten Maler der Künstlergruppe Die Brücke die Sommermonate regelmäßig in Dangast, einem Küstenort am südlichen Jadebusen. Karl Schmidt-Rottluff wurde dabei 1907 und 1908 von Erich Heckel begleitet und im Juni 1910 folgte Max Pechstein seinen Malerkollegen. Zahlreiche Werke dieser expressionistische Künstler zeigen Dangaster Motive.
Zwischen den 1920er und 1930er Jahren war der hannoversche Maler und Lyriker Kurt Schwitters in Niedersachsen tätig. Er ist der Erfinder der Merzkunst, die als Weiterentwicklung des Dadaismus gilt. Schwitters bezeichnete sich selbst nicht als Dadaist, sondern als Merzkünstler, arbeitete jedoch zeitweise eng mit den Berliner Dadaisten zusammen. Seine bekanntesten Gedichte sind An Anna Blume und die Sonate in Urlauten. Von den Nationalsozialisten als „entartet“ eingestuft, flüchtete der Künstler 1937 und kehrte nie mehr in seine Heimatstadt zurück. Eine Rekonstruktion seines berühmten Merzbaus ist im Sprengel-Museum in Hannover zu besichtigen.
Ebenfalls große Bekanntheit erlangte der jüdische Maler Felix Nussbaum (1904–1944). Als Maler der Neuen Sachlichkeit zählte er zur „verschollenen Generation“ der um 1900 Geborenen. Viele seiner Werke thematisieren den Holocaust, dem er 1944 selbst zum Opfer fiel.
Erhebliche Bekanntheit erreichte auch der Maler, Zeichner, Grafiker und Bildhauer Kurt Sohns (1907–1990).
Der 1940 geborene Neodadaist, Performance- und Konzeptkünstler Timm Ulrichs erlangte internationale Bekanntheit. Er war unter anderem 1977 auf der documenta 6 vertreten. Im Jahr 2001 erhielt er den Niedersächsischen Staatspreis.
Niedersachsen verfügt über zwei Kunsthochschulen: die Hochschule für Bildende Künste Braunschweig und die Hochschule für Musik und Theater Hannover. Darüber hinaus bietet die Fachhochschule Ottersberg die Studiengänge „Kunst im Sozialen. Kunsttherapie“, „Theater im Sozialen“ und „Freie Bildende Kunst“ an.

### Darstellende Kunst

#### Musik

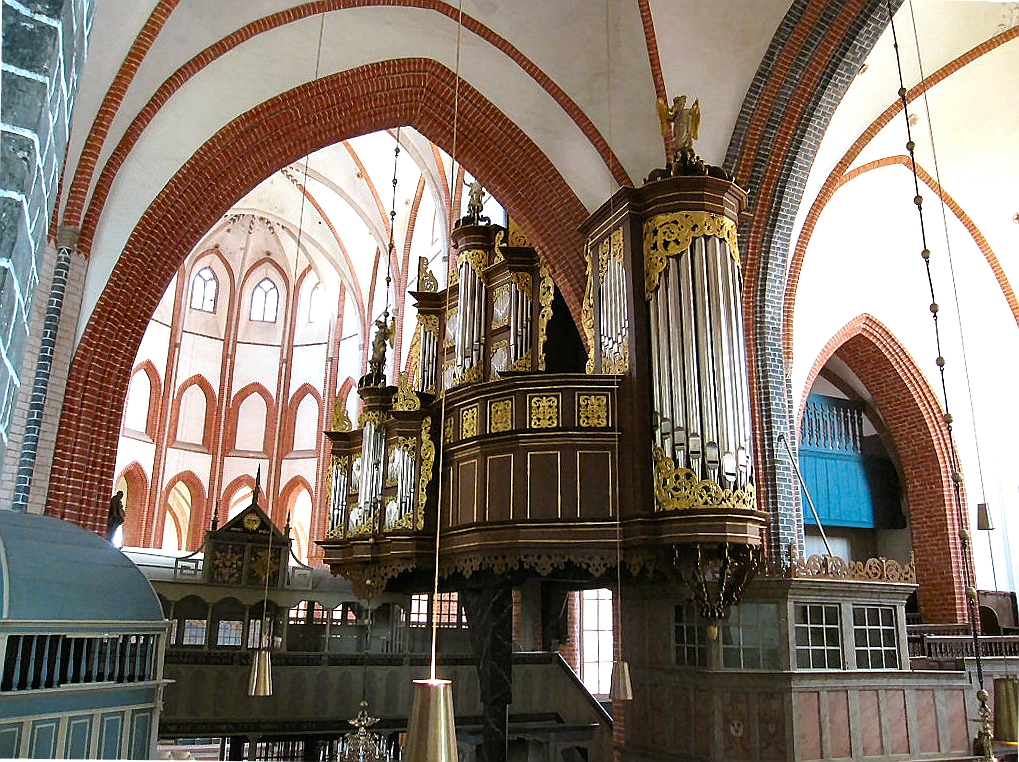
Schnitger-Orgel in Norden (1692)

Das Küstengebiet zwischen Ems, Weser und Elbe verfügt über eine einzigartige Orgelkultur mit historischen Orgeln aus über 500 Jahren. Allein aus der Zeit vor 1700 sind mehr als 300 Register erhalten. In der Orgellandschaft Ostfriesland sind Instrumente seit der Spätgotik weitgehend original bewahrt geblieben, wie die Orgel in Rysum von 1457, die zu den ältesten Orgeln weltweit zählt. Von besonderer Bedeutung sind die Werke von Arp Schnitger, dem Vollender der norddeutschen Barockorgel. Seine Instrumente waren stilbildend und haben den Orgelbau auf der ganzen Welt beeinflusst. In der Orgellandschaft zwischen Elbe und Weser finden sich einige der besterhaltenen Schnitger-Orgeln. Auch die Orgellandschaften Südniedersachsen, Braunschweig, Lüneburg und Oldenburg entwickelten sich zu ausgeprägten Kulturlandschaften. Im Bereich der Restaurierung der alten Instrumente hat Jürgen Ahrend Orgelbau aus Leer-Loga Maßstäbe gesetzt.
Durch Konzertreihen, Festivals und Akademien und Musikzentren wird die niedersächsische Musikkultur der Öffentlichkeit erschlossen. Die Internationalen Händel-Festspiele Göttingen sind das älteste Musikfestival für Alte Musik weltweit und die Sommerlichen Musiktage Hitzacker das älteste bundesdeutsche Festival für Kammermusik. Die 2009 gegründete Landesmusikakademie Niedersachsen ist Heimstätte des Niedersächsischen Jugendsinfonieorchesters und des Landesjugendchors Niedersachsen. Hannover ist Sitz der NDR Radiophilharmonie.

#### Theater

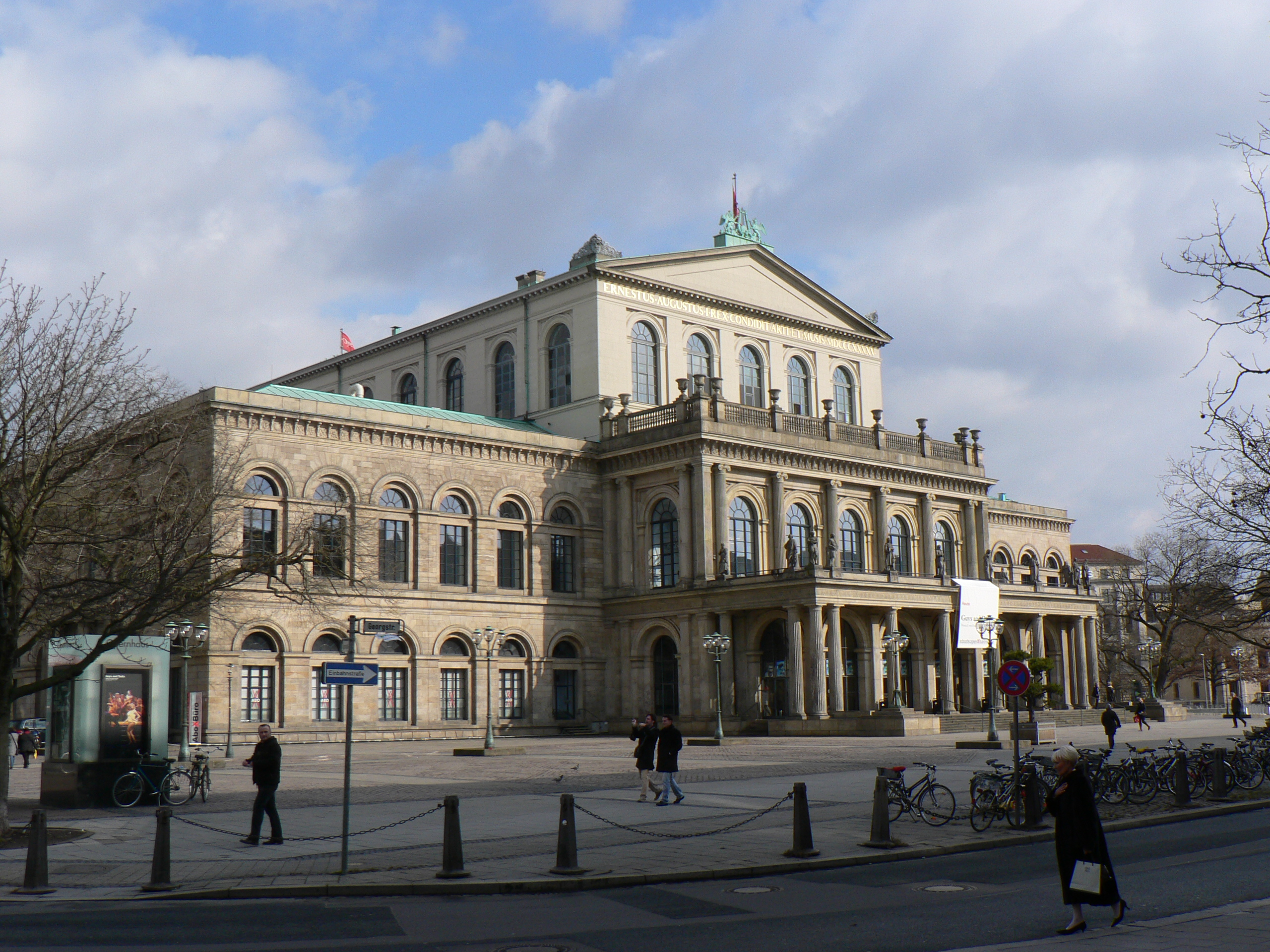
Opernhaus in Hannover

Die niedersächsische Theaterlandschaft besteht aus drei Staatstheatern, der Landesbühne in Wilhelmshaven, fünf kommunalen und rund 90 freien Theatern sowie weitere Amateurtheater, Freilicht- und Niederdeutsche Bühnen.
Das Niedersächsische Staatstheater Hannover in Hannover, das Oldenburgische Staatstheater in Oldenburg und das Staatstheater Braunschweig in Braunschweig werden mit Hilfe von Landesmitteln finanziert. Die Staatstheater Hannover GmbH ist eine 100-prozentige Landestochter, das Oldenburgische Staatstheater wird zu drei Vierteln, das Staatstheater Braunschweig zu zwei Dritteln mit Landesmitteln unterstützt.
Kommunale Theater sind das Schloßtheater Celle in Celle, das Deutsche Theater in Göttingen, das aus dem Stadttheater Hildesheim und der Landesbühne Hannover fusionierte Theater für Niedersachsen mit Sitz in Hildesheim, das Theater Lüneburg in Lüneburg, die Städtischen Bühnen in Osnabrück, die Landesbühne Niedersachsen Nord in Wilhelmshaven sowie das Theater Wolfsburg in Wolfsburg. Sie erhalten Landesförderungen.
Mit dem Landesverband der Freien Theater in Niedersachsen e. V. wurde 1991 eine Interessenvertretung der professionellen freien Theater in Niedersachsen gegründet, die durch das Land Niedersachsen regelmäßig gefördert wird.

#### Schriftsteller

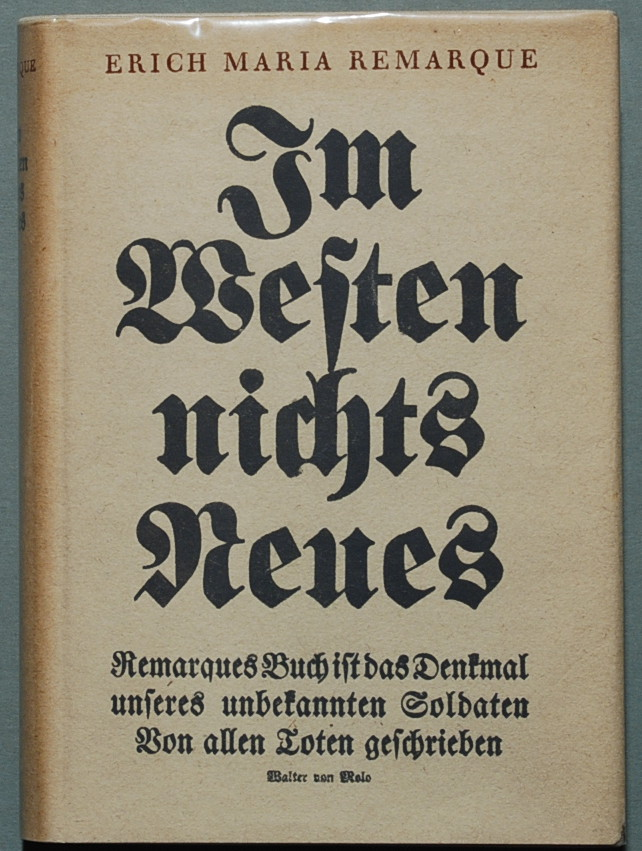
Im Westen nichts Neues (1929)

Der Roman Im Westen nichts Neues (1929) begründete den weltweiten Ruhm von Erich Maria Remarque, der am 22. Juni 1898 in Osnabrück geboren wurde. Er setzte sich in seinen Werken kritisch mit der deutschen Geschichte auseinander und zählt zu den meistgelesenen deutschen Autoren des 20. Jahrhunderts. Er starb am 25. September 1970 in Locarno. Die Verbitterung über seine Ausbürgerung aus Deutschland überwand Remarque nie.
Von 1900 bis 1902 war der bedeutende österreichische Lyriker Rainer Maria Rilke in der Worpsweder Künstlerkolonie ansässig, wo er die Bildhauerin Clara Westhoff heiratete, mit der er 1901 eine Tochter hatte. Danach verschlug es den expressionistischen Autor nach Paris. Der neben Rilke bedeutendste niedersächsische Schriftsteller der Moderne ist Arno Schmidt. Der avantgardistische Schriftsteller lebte von 1958 bis zu seinem Tode 1979 in Bargfeld. Schmidt schrieb neben experimentellen Romanen wie seinem Hauptwerk Zettel’s Traum auch Übersetzungen, etwa von James Joyce, Edgar Allan Poe oder James Fenimore Cooper.
Als einer der bedeutendsten deutschen Lyriker der 1970er Jahre gilt der 1940 in Vechta geborene und 1975 bei einem Autounfall in London verstorbene Schriftsteller Rolf Dieter Brinkmann. Seine Werke sind beeinflusst vom Nouveau Roman und der amerikanischen Beat-Generation, um deren Veröffentlichung in Deutschland er sich verdient gemacht hat.
In Nartum, Landkreis Rotenburg (Wümme) lebte Walter Kempowski von 1965 bis zu seinem Tode 2007. Er wurde vor allem durch seine stark autobiografisch geprägten Romane der Deutschen Chronik bekannt sowie durch sein Projekt Das Echolot, in dem er Tagebücher, Briefe und andere Alltagszeugnisse unterschiedlicher Herkunft zu collagenartigen Zeitgemälden verarbeitete.